# 近畿日本鉄道

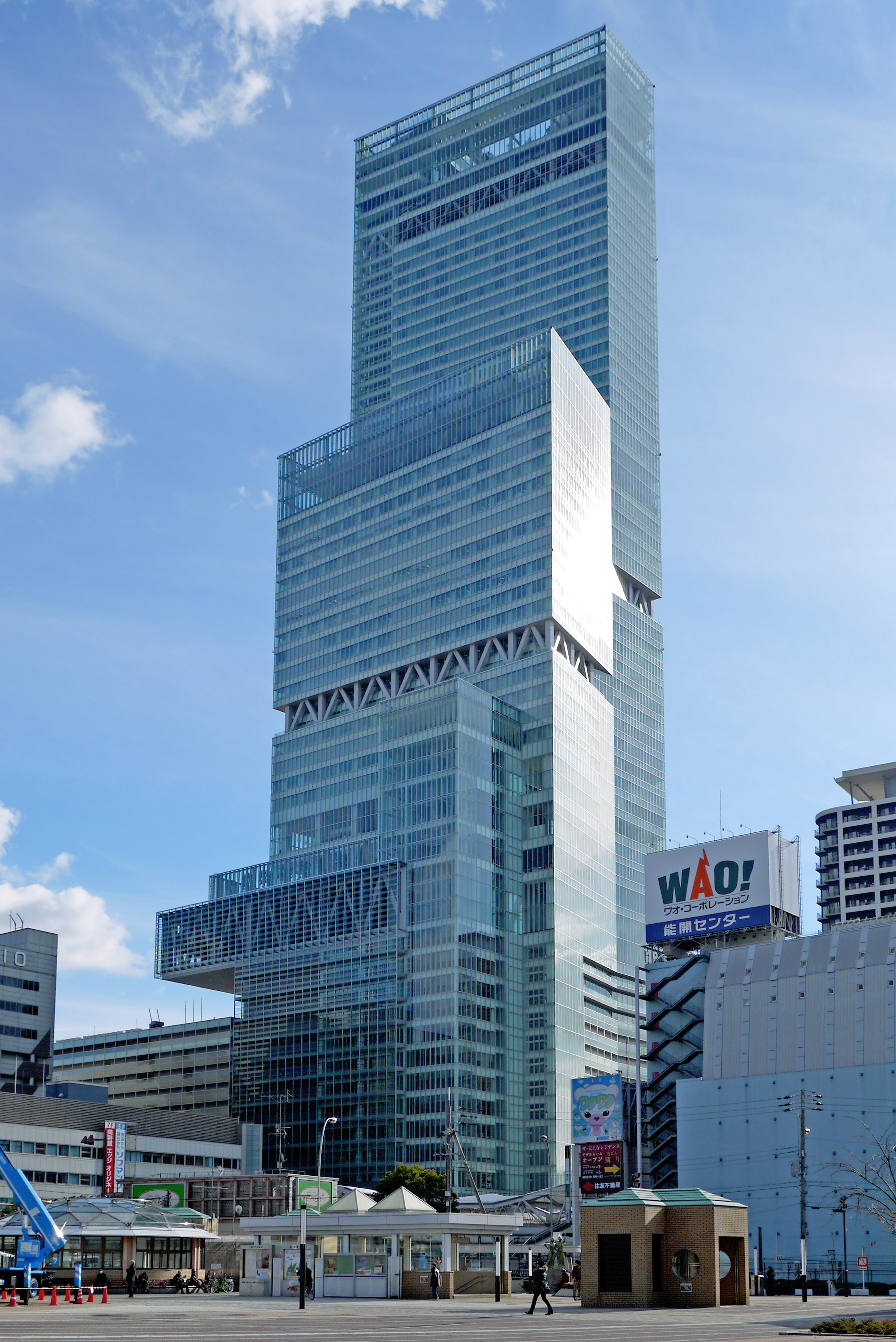
近鉄のシンボル・あべのハルカス（大阪阿部野橋駅）

近畿日本鉄道株式会社（きんきにっぽんてつどう、英: Kintetsu Railway Co., Ltd.）は、大阪府・京都府・奈良県・三重県・愛知県の2府3県で鉄道事業を行っている会社である。一般的には略して近鉄（きんてつ、Kintetsu）と呼ばれている（「社名」の節も参照）。
日本の大手私鉄の一つで、JRグループを除く日本の鉄道事業者（民営鉄道）の中では最長の501.1 kmの路線網を持つ。近鉄グループホールディングスの子会社で、近鉄グループの中核企業。本社所在地は大阪府大阪市天王寺区上本町6丁目（登記上。実際の本社ビルは隣の大阪市天王寺区石ヶ辻町に所在）。

## 歴史
近畿日本鉄道の母体ともいえる大阪電気軌道（大軌）は、1910年（明治43年）9月16日に大阪と奈良を結ぶ路線を敷設すべく奈良軌道として設立され、同年10月に大阪電気軌道へ改称した。大軌以前の大阪 - 奈良間の鉄道路線は関西本線（大和路線）や片町線（学研都市線）とも間にある生駒山地を迂回するルートを通っていたため、岩下清周（大軌2代目社長）の発案で両都市を直線的に結ぶために生駒山を貫通するトンネルを建設することを計画する。そして大阪電気軌道や工事を請け負った大林組が倒産しかけるほどの難工事の末に生駒トンネルを完成させ、1914年（大正3年）に最初の路線である上本町駅（現在の大阪上本町駅） - 奈良駅（現在の近鉄奈良駅）間を開業した（現在の奈良線）。
その後、1927年（昭和2年）には天理・橿原神宮方面への路線網を確立した。同年に伊勢を目指すため参宮急行電鉄（参急）を設立し、1931年（昭和6年）に宇治山田まで開通、大阪から伊勢神宮への日帰り参拝を可能とした（現在の大阪線・山田線）。さらに、伊勢電気鉄道（伊勢電）の合併、関西急行電鉄（関急電）の設立により、1938年（昭和13年）には名古屋へのルートを確立した（現在の名古屋線）。
戦時中の陸上交通事業調整法により周辺の鉄道会社と次々に合併し、さらに、大阪電気軌道は参宮急行電鉄や関西急行電鉄などと統合して、1940年（昭和15年）に関西急行鉄道（関急）へ再編され、1府4県に総延長437kmの路線を有する一大私鉄となった。1943年（昭和18年）には現在の近鉄南大阪線などを経営していて、既に関急の資本下に置かれていた大阪鉄道（大鉄）を合併し、この時点で現在の近畿日本鉄道の原型となる路線網が確立された。
1944年（昭和19年）には国からの強い要請を受け、長い歴史を有する南海鉄道（南海）と新設合併する形で今に至る近畿日本鉄道（近鉄）が発足、資本金2億3147万円、総延長約630kmの路線を有する日本最大の民営鉄道会社となった。この時点では上本町・名古屋・天王寺・難波の4営業局体制であった。
だが、こうして国からの要請に応える形で発足した近畿日本鉄道であるが、その天王寺営業局は元大阪鉄道の社員、難波営業局は元南海鉄道の社員をそのまま引き継いだような形となった ため、いかにも無理矢理まとめたという印象が当初から強く、特に南海は大軌・関急との資本上・沿革上の接点がほとんどなかったのを、強引に戦時体制の名でつないだようなものであり、戦後の労働運動の高まりとともに、難波営業局では分離運動が盛り上がった。一般の利用客の間でさえ、旧南海鉄道の路線については近畿日本鉄道に併合されていた時期でも従来通り「南海」「南海電車」と呼び続けていた。なお大鉄は、昭和初期には既に大軌の傘下となっていて、大軌の路線との直通運転も行っていた。
そのため、会社発足4年目の1947年（昭和22年）に難波・天王寺営業局管轄の旧・南海鉄道の路線を、旧・南海の系列会社で現在の南海高野線高野下駅 - 極楽橋駅間と鋼索線極楽橋駅 - 高野山駅間を運営していた高野山電気鉄道が改称した南海電気鉄道へ譲渡し、関西急行鉄道時代の路線網に復することになった。
その後、奈良電気鉄道（奈良電）や信貴生駒電鉄、三重交通の鉄道線を承継した三重電気鉄道（三重電）などの合併により、1965年（昭和40年）には現在の路線網がほぼ完成した。
第二次世界大戦の終戦3年目に当たる1947年（昭和22年）10月には、早くも上本町駅 - 近鉄名古屋駅間に有料特急の運転を開始している。これは日本における有料特急列車の戦後初の復活であり、現在の近鉄特急の元となった。翌1948年（昭和23年）には特急の山田線直通運転を再開し、1958年（昭和33年）には2階建て車両を連結した10000系「ビスタカー」が登場した。
元伊勢電気鉄道・関西急行電鉄の路線により成立した名古屋線は軌間1,067mmの狭軌であり、近畿日本鉄道の主流となる元大阪電気軌道・参宮急行電鉄によって建設された大阪線・山田線などといった路線群は軌間1,435mmの標準軌であって線路幅が異なっていたため、名阪間の直通客は途中の伊勢中川駅で乗り換えを強いられていた。この問題については、第2次世界大戦後に名古屋線の改軌が計画され、橋梁架け替えに伴う線路移設などと併せて準備工事が徐々に進められていたが、1959年（昭和34年）9月の伊勢湾台風による被災を機に、当時の社長であった佐伯勇の判断で改軌工事が復旧工事と同時進行で当初の計画を前倒しして実施されることになった。この復旧・改軌工事は、最も手間の掛かる枕木の交換作業などの準備が前もってかなりの規模で進められていて、かつ架け替え工事中であった揖斐川・長良川・木曽川の各新橋梁が台風で致命的な被害を受けずに済んだという幸運も手伝って、被災からわずか2か月後の同年11月27日に名古屋線および神戸線（現在の鈴鹿線）の工事が完了し、さらに同年12月には新造の10100系ビスタカー2世による名阪間直通特急の運転が開始された。
1970年（昭和45年）に大阪の千里丘陵で日本万国博覧会（大阪万博）が開催されることになり、万博来場者を奈良や伊勢志摩など沿線観光地へ誘致する計画を立て、孤立路線だった志摩線の改良と鳥羽線建設による直通化に取り組み、同年3月に完成させた。さらに同月には、難波線も完成し、1947年（昭和22年）6月1日の南海分離以来となる悲願の難波乗り入れを自力で果たした。
特急列車網も整備され、1988年（昭和63年）には「アーバンライナー」、1990年（平成2年）には「さくらライナー」、1994年（平成6年）「伊勢志摩ライナー」、2013年（平成25年）「しまかぜ」、2020年には「ひのとり」などといった、特色・個性あふれる車両を登場させている（その他の車両の登場年は年表参照）。
2009年（平成21年）3月20日には大阪難波駅まで延伸開業した阪神なんば線との相互直通運転により、奈良方面から西宮・神戸方面への乗り入れを開始した（当該路線の記事および「他社線との直通運転」の節も参照）。
2010年（平成22年）9月16日に、創業100周年を迎えた。また、2014年（平成26年）4月30日に最初の営業区間である上本町 - 奈良間の開業から100周年を迎えた。
2015年（平成27年）4月1日に、これまでの（旧）近畿日本鉄道を近鉄グループホールディングスに社名変更した上で、会社分割により鉄軌道事業を近畿日本鉄道分割準備（2014年4月20日設立）に、不動産事業を近鉄不動産に、ホテル・旅館事業を近鉄ホテルシステムズ、流通事業を近鉄リテールサービスにそれぞれ継承させ、持株会社制に移行した。鉄軌道事業を継承した近畿日本鉄道分割準備は（新）近畿日本鉄道に社名変更し、近鉄グループホールディングス傘下の事業会社となった。

### 年表
本表では現在の近畿日本鉄道の母体会社である大阪電気軌道の創業より記述する。阪堺鉄道（南海鉄道）・河陽鉄道（大阪鉄道）などの創業についてはそれぞれの記事を参照のこと。
また、特急列車の歴史は「近鉄特急史」を、第二次世界大戦後のダイヤの変遷は「近畿日本鉄道のダイヤ変更」を、各路線の歴史は各路線ごとの項目を参照のこと。公式サイトの「近鉄ストーリー」も参照のこと。

#### 大阪電気軌道・関西急行鉄道
- 1910年（明治43年）
  - 9月16日：奈良軌道として設立。
  - 10月15日：大阪電気軌道に社名変更。
- 1913年（大正2年）8月：放出発電所が完成し、大阪府の東部地域に電力供給を開始する。（詳細は関西私鉄の電力供給事業を参照）
- 1914年（大正3年）4月30日：生駒トンネルの開削により上本町駅 - 奈良駅間が開業。
- 1916年（大正5年）：大阪電気軌道が東大阪土地建物を設立し、不動産事業を開始。
- 1921年（大正10年）1月1日：天理軽便鉄道を買収。
- 1922年（大正11年）1月25日：生駒鋼索鉄道を合併、生駒鋼索線となる。
- 1923年（大正12年）3月21日：畝傍線（現在の橿原線）が全通。
- 1926年（大正15年）
  - 6月11日：菖蒲池駅前にあやめ池遊園地が開園。
  - 9月16日：上本町ターミナルビル（初代）が開業。
- 1927年（昭和2年）
  - 7月1日：八木線（現在の大阪線布施駅 - 大和八木駅間）が全通。
  - 9月28日：参宮急行電鉄を設立。
- 1928年（昭和3年）
  - 1月8日：大阪電気軌道が長谷鉄道を合併。長谷線となる。
  - 11月15日：京阪電気鉄道と半分ずつ出資の合弁会社である奈良電気鉄道により、京都駅 - 西大寺駅間（現在の京都線京都駅 - 大和西大寺駅間）が全通。
- 1929年（昭和4年）
  - 3月27日：大阪電気軌道が生駒山上遊園地を開園。
  - 3月31日：大阪電気軌道が伊賀電気鉄道を合併、伊賀線となる。
  - 5月25日：大阪電気軌道がバス営業開始（奈良春日奥山周遊線）[注釈 6]。
  - 8月1日：大阪電気軌道が吉野鉄道を合併、吉野線となる。
- 1930年（昭和5年）
  - 12月15日：大阪電気軌道の信貴線が開業。
  - 12月20日：参宮急行電鉄の桜井駅 - 山田駅（現在の伊勢市駅）間が全通し、上本町駅 - 山田駅間直通運転が開始。
- 1931年（昭和6年）3月17日：参宮急行電鉄の山田駅 - 宇治山田駅間が開業。
- 1932年（昭和7年）1月1日：上本町駅 - 宇治山田駅間に特急が運転開始。
- 1936年（昭和11年）
  - 1月24日：関西急行電鉄を設立。
  - 9月15日：参宮急行電鉄が伊勢電気鉄道を合併、桑名駅 - 大神宮前駅間を伊勢線とする。
- 1938年（昭和13年）
  - 2月1日：大阪電気軌道の長谷線が廃止。
  - 6月20日：参宮急行電鉄が津線参急中川駅 - 江戸橋駅間を全通させ、伊勢線と接続。
  - 6月26日：関西急行電鉄が桑名駅 - 関急名古屋駅（現在の近鉄名古屋）間を開業。
- 1940年（昭和15年）
  - 1月1日：参宮急行電鉄が関西急行電鉄を合併。
  - 8月1日：参宮急行電鉄が養老鉄道を合併、養老線となる。
- 1941年（昭和16年）3月15日：大阪電気軌道が参宮急行電鉄を合併し、関西急行鉄道になる。
- 1942年（昭和17年）
  - 4月1日：電気供給事業を関西配電に譲渡。
  - 8月11日：元伊勢電気鉄道の路線の一部だった伊勢線の新松阪駅 - 大神宮前駅間が参宮線も含めた3路線競合区間ということもあり、不要不急線として廃止。
- 1943年（昭和18年）2月1日：大阪鉄道を合併。現在の南大阪線などの前身。この時、本社を上本町から旧大阪鉄道本社のあった阿部野橋に移転。
- 1944年（昭和19年）
  - 4月1日：南和電気鉄道・信貴山急行電鉄を合併。

#### 近畿日本鉄道

##### 1944年 - 2014年
- 1944年（昭和19年）6月1日：関西急行鉄道と南海鉄道が合併、（旧）近畿日本鉄道が設立。この時、4営業局体制（難波・天王寺・上本町・名古屋の各営業局）になる。難波営業局は旧南海鉄道本社に置かれる。
- 1947年（昭和22年）
  - 6月1日：旧・南海鉄道の路線（南海線・高野線など難波営業局管内全路線と天王寺営業局管内のうち阪堺線・上町線・平野線）を高野山電気鉄道から社名を改めた南海電気鉄道へ譲渡。上本町・天王寺・名古屋の3営業局制になる。
  - 10月8日：名阪特急が運転開始。
- 1948年（昭和23年）
  - 3月31日：河内花園駅構内で追突事故（近鉄奈良線列車暴走追突事故）が発生。
  - 7月1日：信貴線が東高安線に改称。
  - 7月18日：特急で車内販売の営業開始。
- 1949年（昭和24年）12月1日：プロ野球球団近鉄パールス（のちの大阪近鉄バファローズ、現在はオリックス球団と統合してオリックス・バファローズ）が発足。
- 1950年（昭和25年）8月22日：タクシー事業を近鉄タクシーとして分社化。
- 1954年（昭和29年）10月1日：旅行業およびフォワーダー事業を近畿日本航空観光（のちの初代・近畿日本ツーリスト〈現在のKNT-CTホールディングス〉および近鉄エクスプレス）に譲渡。
- 1956年（昭和31年）
  - 9月28日：名古屋線川原町駅 - 諏訪駅 - 四日市駅 - 海山道駅間が新線に切り換えられ、国鉄四日市駅を経由しなくなる。同駅北に存在した半径100mの急曲線（善光寺カーブ）も解消され、同線の速度向上と車両大型化に貢献した。
  - 12月8日：大阪線上本町 - 布施間の複々線化が完成。
- 1957年（昭和32年）
  - 3月21日：東高安線が信貴線に改称。
  - 10月18日：日本初の高加減速車両「ラビットカー（6800系）」が登場。
- 1958年（昭和33年）
  - 7月11日：伊勢特急に2階建て車両付きの特急「ビスタカー（ビスタカーI世）」が登場。
  - 10月13日：名古屋線の軌間拡幅（標準軌化）計画を決定
- 1959年（昭和34年）
  - 3月6日：毎日放送（現在のMBSメディアホールディングス）で自社提供番組「真珠の小箱」の放送開始（2004年3月27日、2,314回で終了）。
  - 9月26日：伊勢湾台風により被災し、不通区間が多数発生する。
  - 11月19日：名古屋線と神戸線（現在の鈴鹿線）の復旧および標準軌化工事開始。
  - 11月27日：名古屋線全線と神戸線の復旧・標準軌化完了。神戸線以外の名古屋線の支線は狭軌で復旧。
  - 11月30日：伊勢中川駅構内に大阪線と名古屋線との交差渡り線を取り付け、同時に名古屋線と山田線との線路を接続し、3路線直通化工事完了。
  - 12月12日：名阪特急の直通運転開始、伊勢中川駅での乗り換え解消。「ビスタカー2世」が登場。
- 1960年（昭和35年）
  - 3月26日：電子計算機による特急座席予約業務が開始。
  - 9月15日：日本初の2階建てバス「ビスタコーチ」の営業を開始。
  - 12月1日：大和文華館が開館。
- 1961年（昭和36年）
  - 1月22日：伊勢線の残りの区間である江戸橋駅 - 新松阪駅間廃止。
  - 3月29日：中川短絡線が開通。同線経由で上本町駅 - 名古屋駅間にノンストップ特急（甲特急）運転開始（乙特急の短絡線使用開始は1963年3月21日より）。
- 1962年（昭和37年）4月4日：2階建て団体列車用車両「あおぞら」が登場。
- 1963年（昭和38年）
  - 4月8日：神戸線が平田町駅まで延長され鈴鹿線に改称。
  - 10月1日：奈良電気鉄道を合併。京都線となる。
- 1964年（昭和39年）
  - 4月28日：信貴生駒スカイラインが全通。
  - 7月23日：新生駒トンネルが開通。
  - 10月1日：信貴生駒電鉄を合併、生駒線・東信貴鋼索線・田原本線となる。伊賀線伊賀神戸駅 - 西名張駅間が廃止。
- 1965年（昭和40年）
  - 4月1日：三重電気鉄道を合併、志摩線・北勢線・湯の山線・内部線・八王子線となる。現在の路線網がほぼ完成する。
  - 7月1日：茨木バスの事業を譲り受ける。
- 1966年（昭和41年）
  - 4月 - 京都市に本店を置く百貨店「丸物」（社長：中林仁良）を傘下に収める[11][注釈 7]。
- 1967年（昭和42年）
  - 3月26日：葛城索道線（葛城山ロープウェイ）が営業開始。
  - 12月4日：奈良線で近鉄初のATSが使用開始。
- 1968年（昭和43年）
  - 4月1日：不動産事業を近鉄不動産に分社化。
  - 12月20日：丹波橋駅での京阪電気鉄道との相互直通運転が廃止。これに伴い近畿日本丹波橋駅を同駅から分離の上で本格開業。
- 1969年（昭和44年）
  - 9月21日：京都線・奈良線・橿原線・天理線・生駒線・田原本線の架線電圧が600Vから1,500Vに昇圧。
  - 11月23日：上本町ターミナルビル新館第一期が完成（現在のビルの南半分。北半分は1973年6月15日に完成）。
  - 12月5日：上本町付近の石ヶ辻町に地上8階建ての現本社ビルが完成（村野藤吾設計）。これにより本社が阿部野橋から再度上本町に戻る。
  - 12月9日：奈良線近畿日本奈良駅が地下化され、同駅付近の併用軌道が解消[12]。
- 1970年（昭和45年）
  - 3月1日：鳥羽線が全通。志摩線の改軌が完成。上本町駅地下ホームの使用開始。また「近畿日本」を冠していた駅名を「近鉄」に改める（近畿日本名古屋駅から近鉄名古屋駅へなど）。
  - 3月9日：特急座席予約システムが更新され、即時発券開始。世界初の（指定券）特急券自動発売機が実用化。
  - 3月11日：旧近畿日本奈良駅跡地に奈良近鉄ビルが完成[13]。
  - 3月15日：難波線が開業し、奈良線列車が直通運転開始。
  - 3月21日：近鉄難波駅（現在の大阪難波駅） - 近鉄名古屋駅間及び賢島駅間直通の特急の運転が開始。
- 1971年（昭和46年）10月25日：大阪線榊原温泉口駅 - 東青山駅間で列車衝突事故（近鉄大阪線列車衝突事故）が発生。
- 1972年（昭和47年）
  - 6月1日：百貨店事業を近鉄百貨店に分社化。
  - 8月2日：近鉄奈良線爆破事件が発生。21人が重軽傷[14]。
- 1975年（昭和50年）11月22日：新青山トンネルが開通し、大阪線の全線複線化が完成。
- 1978年（昭和53年）12月30日：30000系「ビスタカー3世」（現在のビスタEX）が営業運転開始。
- 1983年（昭和58年）9月1日：東信貴鋼索線が廃止。
- 1984年（昭和59年）9月3日：VVVFインバータ制御車の1250系（現在の1420系）が落成。
- 1985年（昭和60年）10月3日：上本町ターミナル整備が完成、近鉄劇場と都ホテル大阪が開業。テレメイトの運用が開始。
- 1986年（昭和61年）
  - 3月1日：VVVFインバータ搭載量産車の3200系が営業運転開始。
  - 10月1日：東大阪線（現在のけいはんな線長田駅 - 生駒駅間）が開業。プリペイドカード「パールカード」「パールカード11」発売開始。
- 1987年（昭和62年）
  - 2月1日：特急座席予約システムを新システム「ASKAシステム」に更新[15]。特急券の前売発売を最大3週間前から最大1か月前に変更。
- 1988年（昭和63年）
  - 3月18日：名阪特急に21000系「アーバンライナー」（現在のアーバンライナーplus）」が登場し、120km/h運転を開始。
  - 8月28日：京都市営地下鉄烏丸線と相互直通運転開始。
  - 11月11日：阿部野橋ターミナルビルの増築が完成、高速バス発着場（あべの橋バスステーション）も開設。
- 1989年（平成元年）
  - 10月3日：団体列車用車両18200系「（旧）あおぞらII」が登場。
  - 5月29日：名古屋営業局を名古屋市（名古屋近鉄ビル）から四日市市（近鉄四日市駅近接地）に移転。
- 1990年（平成2年）
  - 3月15日：吉野特急に26000系「さくらライナー」が登場[16]。前後して駅係員・乗務員の制服を灰色地のものに変更。
  - 11月23日：団体列車用車両20000系「楽」が登場。
- 1992年（平成4年）
  - 3月19日：特急用電車22000系「ACE」が登場。
  - 12月1日：全駅の構内で朝夕の禁煙タイムを実施[17]。
- 1994年（平成6年）
  - 3月15日：伊勢特急に23000系「伊勢志摩ライナー」が登場し130km/h運転を開始。
  - 3月22日：奈良市に松伯美術館開館。
  - 4月22日：志摩スペイン村（パルケエスパーニャ）が開業。
- 1996年（平成8年）
  - 1月30日：公式ウェブサイト「K's PLAZA」開設。
  - 2月：2610系改造車にてデュアルシート車（L/Cカー）の試験を開始。
- 1997年（平成9年）：世界初のデュアルシート車（L/Cカー）の量産車、5800系登場。
- 1998年（平成10年）7月1日：新造車両への転落防止幌の取り付けを開始[18]。
- 1999年（平成11年）10月1日：自動車局（バス部門）を近鉄バス・近鉄観光バスに分社化（2006年9月1日に近鉄観光バスは近鉄バスに統合）。
- 2000年（平成12年）3月15日：京都線・橿原線・天理線・奈良線で新型通勤車両「シリーズ21」が営業運転開始。以後大阪線・南大阪線にも登場。
- 2001年（平成13年）
  - 2月1日：関西共通乗車カードシステム「スルッとKANSAI」に参加、青山町駅以西でストアードフェアシステム開始。
  - 10月14日：青山町駅以西で「Jスルーカード」が利用可能になる。
- 2002年（平成14年）
  - 3月20日：特急での車内販売が休止される。
  - 4月1日：近鉄不動産を合併、宅地開発を直営化。マンション建設販売は近鉄不動産販売に承継、同日付けで同社は近鉄不動産に社名変更。
  - 6月：新「近鉄グループ経営改善計画」を策定[19]。
- 2003年（平成15年）
  - 3月6日：名阪特急に21020系電車「アーバンライナーnext」登場（ただし2002年12月23日より団体列車で暫定営業）。
  - 4月1日：北勢線を三岐鉄道へ譲渡。
  - 6月27日：「近鉄グループ経営改善計画」に基づく役員制度改革を実施[19]。
  - 6月28日：「近鉄グループ経営改善計画」に基づく機構改革を実施[19]。上本町・天王寺の両営業局を統合して大阪輸送統括部に、名古屋営業局は名古屋輸送統括部に名称変更し、旧南海鉄道の路線の分離以来56年間続いた3営業局体制から2輸送統括部体制に変更。また、駅業務・営業部門を近鉄ステーションサービスに分社（同日に近鉄サービスネットより社名変更。また駅係員のみ制服も一新した）。同時に英文・和文のロゴタイプを制定[19]。英文社名を「Kinki Nippon Railway Co., Ltd.」から「Kintetsu Corporation」に変更[注釈 8]。
- 2004年（平成16年）
  - 6月6日：近鉄あやめ池遊園地が閉園。
  - 11月30日：大阪近鉄バファローズの経営権をオリックス野球クラブ株式会社に売却。球団合併によりオリックス・バファローズとなる。その後も当球団の20%の株式を出資。
- 2005年（平成17年）12月1日：団体列車用車両「新あおぞらII」が運転開始。公式サイトを鉄道情報と企業情報に分離（2012年3月、両者を再度統合し「近畿日本鉄道ホームページ」としてリニューアルするが、企業情報ドメインは継続して一部コンテンツで使用）。
- 2006年（平成18年）
  - 3月1日：近鉄ステーションサービスを合併し、駅業務を再び直営化。
  - 3月27日：けいはんな線生駒駅 - 学研奈良登美ヶ丘駅間が開業。東大阪線がけいはんな線に改称（既存路線名の改称は1964年の信貴鋼索線の西信貴鋼索線への改称以来42年ぶり）。同時にけいはんな線に駅番号導入（番号は地下鉄中央線と通しで付与）。
  - 11月3日：伊勢志摩方面への土曜・休日の伊勢志摩ライナーに限り、車内販売の営業が再開。
- 2007年（平成19年）
  - 4月1日：ICカード「PiTaPa」サービス開始。同時に近鉄線で「ICOCA」も利用可能になる。乗務員用の制服を変更[20]。
  - 10月1日：伊賀線および養老線をそれぞれ伊賀鉄道、養老鉄道（いずれも近鉄〈当時〉の子会社で、第二種鉄道事業者）に運営を移管。線路や車両などは近鉄が第三種鉄道事業者として保有。
- 2008年（平成20年）
  - 3月17日：GPSを用いた日本国内2例目となる「運転士支援システム」をワンマン列車など一部の列車を除く全列車に導入。搭載されているパナソニック製タブレット（運転支援システム）

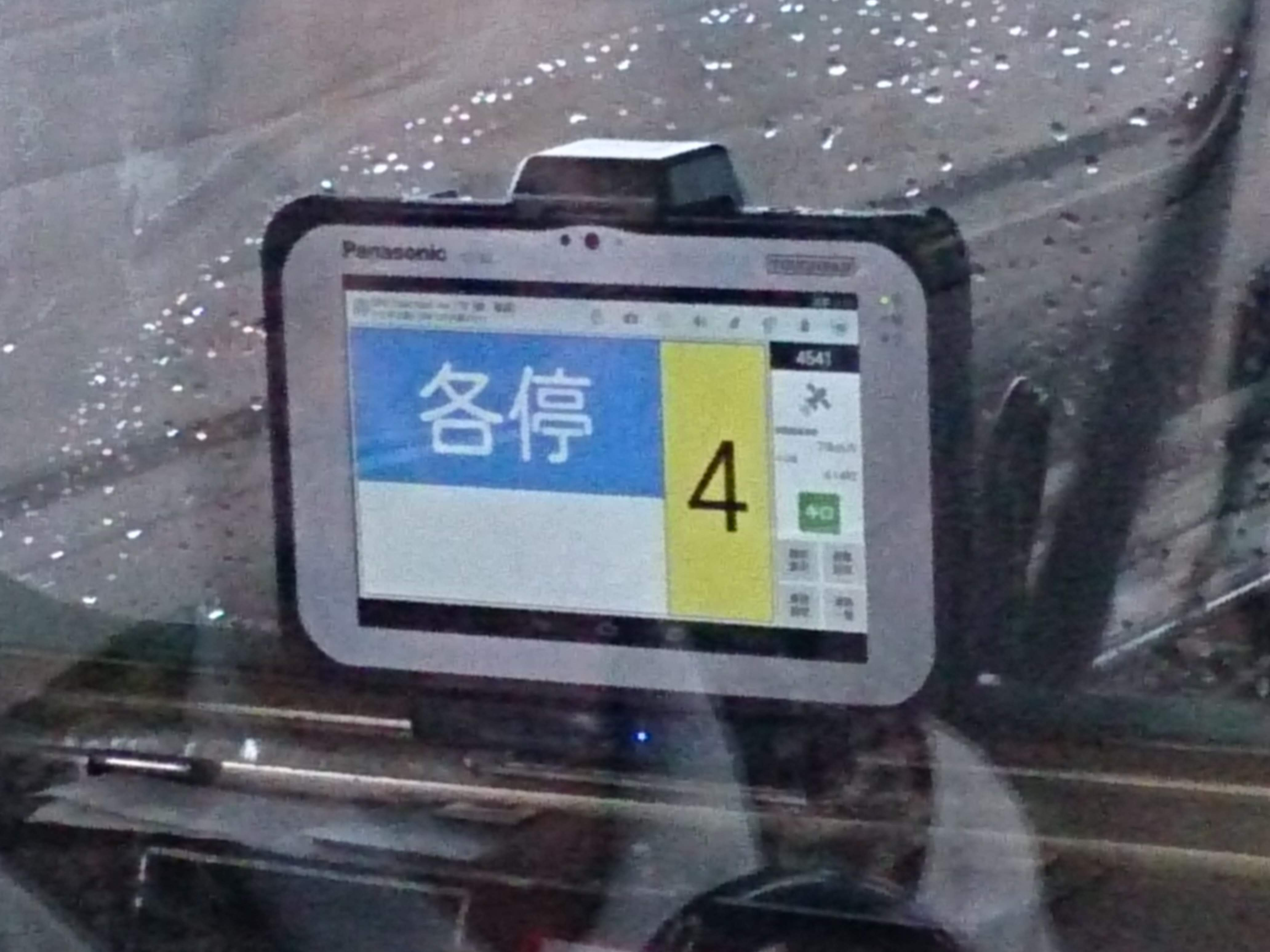
搭載されているパナソニック製タブレット（運転支援システム）

  - 6月14日：車上速度パターン照査式ATS (ATS-SP) を難波線全線と大阪線・京都線・南大阪線・名古屋線の一部区間で使用開始。
  - 9月15日：Jスルーカード・パールカードの発売が終了。
- 2009年（平成21年）
  - 3月1日：Jスルーカード・パールカードの自動改札機・自動精算機での利用が終了（自動券売機での切符への引き換えは、当面の間継続）。
  - 3月20日：阪神なんば線と相互直通運転開始。近鉄難波駅が大阪難波駅、上本町駅が大阪上本町駅、富洲原駅が川越富洲原駅に改称。
- 2010年（平成22年）
  - 2月12日：当時の近鉄子会社2社（近鉄ビルサービス・メディアート）の粉飾決算問題の影響で、2009年10-12月期の決算報告書の2月15日までの提出が不可能となり、近鉄の株式が監理銘柄に[21]（決算報告書の再提出により、同年3月13日付で解除）。
  - 8月26日：大阪上本町駅南側（近鉄劇場跡地）に、再開発ビル「上本町YUFURA」が開業。
  - 9月1日：近鉄観光が運営していた高速道路サービスエリアと旅館事業を同社の会社分割により継承（旅館については子会社の近鉄旅館システムズに運営委託）。
- 2012年（平成24年）　
  - 3月20日：ダイヤ変更で名阪甲特急の全列車が津駅に停車するようになり、ノンストップ運行ではなくなる（これにともない中川短絡線の走行中の乗務員交代が廃止）。
  - 12月1日：自社でのICOCA・ICOCA定期券（JR西日本・京阪・阪神各社との連絡定期券も）および「KIPS ICOCAカード」（近鉄グループの「KIPSポイントカード」（現金払い専用）との一体型）の発売を開始[22][23]。
- 2013年（平成25年）
  - 3月21日：伊勢志摩方面の観光特急用電車50000系「しまかぜ」が登場。
  - 3月23日：IC乗車カード全国相互利用開始によりTOICA・manaca・Suica・PASMO・Kitaca・SUGOCA・nimoca・はやかけんが鉄軌道路線で利用可能になる[24]。
  - 6月13日：大阪阿部野橋駅の「あべのハルカス」のうち、低層階の百貨店部分（あべのハルカス近鉄本店）が先行開業[25]。
- 2014年（平成26年）
  - 3月7日：展望台やホテル・美術館を含む、「あべのハルカス」が全面開業[26][27]。
  - 4月1日：消費税増税に伴う運賃改定[28]。
  - 4月29日：奈良線で、開業100周年を記念して開業当時の車両の塗装を再現した列車「ヒストリートレイン」を運行[29][30]。
  - 4月30日：持株会社制移行時に近畿日本鉄道の鉄軌道事業を継承する事業会社として近畿日本鉄道分割準備を設立[8]。

##### 2015年 -
- 2015年（平成27年）
  - 4月1日：（旧）近畿日本鉄道を近鉄グループホールディングスに社名変更した上で、鉄軌道事業を近畿日本鉄道分割準備に、不動産事業を近鉄不動産に、ホテル・旅館事業を近鉄ホテルシステムズ、流通事業を近鉄リテールサービスにそれぞれ吸収分割し、持株会社制に移行[8][9]。近畿日本鉄道分割準備を（新）近畿日本鉄道に社名変更[8]。英文社名を「Kintetsu Railway Co., Ltd.」に変更。大阪輸送統括部・名古屋輸送統括部に代わって、大阪統括部・名古屋統括部を設置[31]。また、同日内部・八王子線を四日市あすなろう鉄道（近鉄と四日市市が出資）に運営を移管[32][33]。
  - 8月20日以降：既に導入済のけいはんな線を除く全路線に駅ナンバリングを導入[34]。これにあわせ駅名標の英文表記も全大文字から他社と同様に頭文字のみ大文字に変更。
- 2016年（平成28年）9月10日：吉野特急に16200系による観光特急「青の交響曲」が登場[35]。
- 2017年（平成29年）
  - 3月31日：「スルッとKANSAI」カードの発売終了[36]。
  - 4月1日：伊賀線の鉄道施設を伊賀市に譲渡、近鉄に代わって伊賀市が伊賀線の第三種鉄道事業者となる[37]。
  - 7月6日：近鉄グループホールディングスが台湾鉄路管理局と友好協定締結[38][39][40]。
- 2018年（平成30年）
  - 1月1日：養老線の第三種鉄道事業を廃止し、代わって一般社団法人養老線管理機構が同線の第三種鉄道事業者となる[41]。
  - 1月31日：「スルッとKANSAI」カードの自動改札機での利用終了[36]。
  - 5月15日：京都 - 吉野間直通を視野にフリーゲージトレインの開発を進めると発表[42]。
- 2019年（令和元年）
  - 7月21日：全駅の構内において、喫煙ルームを除いて終日全面禁煙になる[43]。
  - 10月1日：消費税増税に伴う運賃改定[44]。
- 2020年（令和2年）3月14日：名阪特急に80000系「ひのとり」が登場[45]。
- 2021年（令和3年）7月1日：グループの福山通運と協業し、名阪特急アーバンライナーの車内に荷物を積載して輸送する貨客混載事業を開始[46][47]。
- 2022年（令和4年）
  - 3月31日：駅員配置駅で長年販売されていた硬券入場券の販売を終了[48]。
  - 4月1日：神戸市営地下鉄の西神・山手線及び海岸線の駅業務を受託する[49]。
  - 4月29日：大阪 - 奈良 - 京都間に12200系改造の観光特急19200系「あをによし」が登場[50][51]。
- 2023年（令和5年）
  - 1月31日：ICカード「KIPS ICOCA」の新規発行をこの日をこの日限りで終了[52]。発行済みのカードは引き続き利用可能。
  - 1月31日：近鉄バスとの連絡定期券の発売をこの日限りで終了[53]
  - 4月1日：運賃改定[54]。
- 2024年（令和6年）
  - 2月29日：回数乗車券（通学用割引、身体障がい者用・知的障がい者用回数乗車券を除く）の発売を終了[55]。
  - 10月7日：京都線・橿原線・天理線・奈良線で新型通勤車両8A系が営業運転開始[56][57]。

## 社名

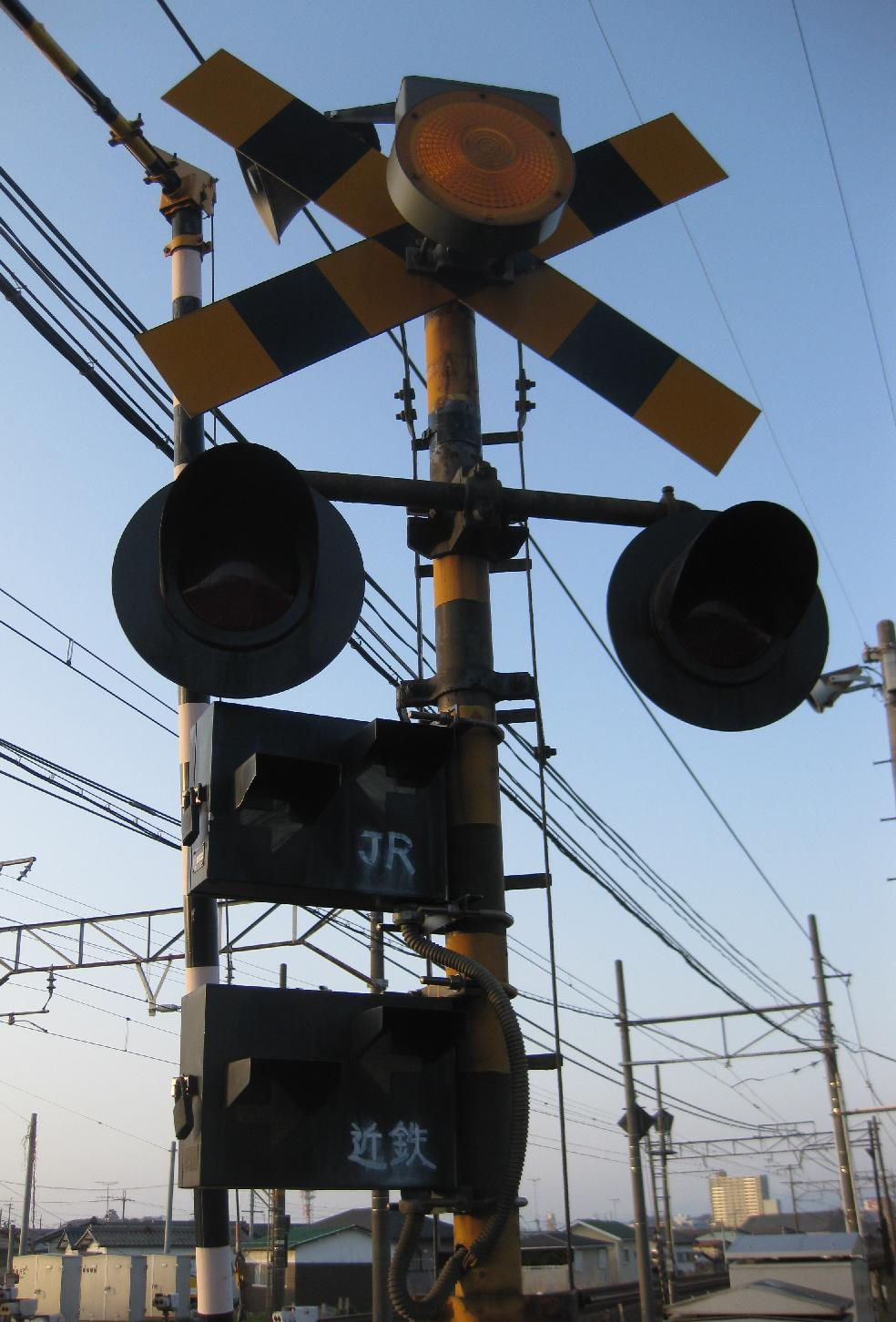
近江鉄道の「近鉄」

営業している路線のほとんどが近畿地方にあり、近畿日本鉄道を社名としているが、近畿地方ではない愛知県にまで（2017年までは岐阜県にも）及ぶ路線網を有している。
近畿日本鉄道が発足した当時の社長種田虎雄は、「ゆくゆくは、民営の日本鉄道をつくりたいと思っていた。そのためには、小田急と静岡電鉄とを結び、この両線を延長して名古屋鉄道に連絡し、さらに、これと近畿日本鉄道を結ぶという構想を持っていた。」という、近畿地方の範囲を超えた日本の私鉄経営に関する雄大な構想を持っていた。
近畿日本鉄道が発足した直後の略称は「近鉄」と呼ばず「日本鉄道」、「近畿日本」や「近日」と称し、社名を冠した駅名も1944年6月の発足後1970年2月までは「近鉄○○」でなく「近畿日本○○」となっていた。これは、元々滋賀県の近江鉄道が「近鉄」（おうてつ・きんてつ）の略称を使用していたため、誤解を防ぐ観点から使用しにくかったからではないかといわれている。しかし「近鉄」の愛称も早くから使われ、1948年には「近畿日本鉄道百貨店」を「近鉄百貨店」と改称し、1949年に発足した近畿日本鉄道出資のプロ野球球団は「近鉄パールス」を名乗った。1950年には近畿日本鉄道自身の略称も「近鉄」とした。なお、傍系の旅行会社近畿日本ツーリストには、近畿日本航空観光と日本ツーリストの合併によるため「近畿日本」の名が残っている。また、近鉄レンタリースは2017年12月20日まで「近畿ニッポンレンタカー」という商号であったが、この場合は近畿日本鉄道の「近畿」とニッポンレンタカーの「ニッポン」である。一方、近畿車輛や奈良近畿日産自動車（奈良県下の日産ブルーバード販売会社。現・奈良日産自動車）、南海軍を前身とするプロ野球球団グレートリング（略称：近畿。現：福岡ソフトバンクホークス）は「近畿日本」とはしなかった事例である。
在阪私鉄では「○○電車」の呼び名が浸透しており、近鉄でも大阪周辺では「近鉄電車」と呼称することもある。他社線からの乗換案内では、JR西日本では「近鉄電車」、JR東海では「近鉄線」と呼称される（京都駅では、JR西日本が管轄する在来線側では「近鉄電車」、JR東海が管轄する新幹線側では「近鉄線」両方の表示が見られる）。
近鉄本社や近鉄百貨店などに書かれていた「近鉄」の文字は、1967年3月まで「鉄」を「金」編に「失」でなく「矢」にした物（「鉃」、元は「鏃」を意味する字）にしていた。「金を失う」が「金が矢のように集まる」になるという縁起担ぎが理由であったが、後にその看板を見た小学生が「鉄」の字を間違って覚えてしまうと沿線住民などから指摘され、正式な表記に直している。なお、現在の四国旅客鉄道（JR四国）を除いたJR各社も同じような理由により、ロゴでは「鉄」の字を「鉃」にしている。
英文社名は以前は Kinki Nippon Railway Co., Ltd. であったが、2003年6月28日から Kintetsu Corporation に変更した。同時期に和文・英文の会社名ロゴのデザインも変更された。2015年4月1日の近鉄グループホールディングス発足を機に再度英文社名が変更され、Kintetsu Railway Co., Ltd. となった。この表記は、乗務員の制帽及び駅員の制帽及び職帽の帽章にも用いられている。駅員は一時期「近鉄ステーションサービス」に分社化していたときは「Kintetsu Station Service」の表記だった。
なお、社名の「近畿日本鉄道」は、近鉄グループホールディングスによって登録商標として登録されている（登録番号第3095851号。1995年11月30日登録）。

## 社章・シンボルマーク・ロゴタイプ
大阪電気軌道時代には大阪を象徴する澪標と奈良の「奈」を組み合わせた社章を使用していたが、名古屋などへの延伸や会社の合併で路線網が拡大した関西急行鉄道時代には新体制への節目として関西の「関」を図案化した社章に変更した。現社章への変更も南海鉄道との合併で近畿日本鉄道が発足した際に検討され、社内外から提案された200もの候補から選定されたものである。全体の図形がコロナを発する日輪と転動驀進する車輪をかたどり、内側の図形が社名の頭文字「近」と「人」の文字を図案化して「人の和」を表現している。近鉄タクシー、養老鉄道、伊賀鉄道など、一部のグループ会社ではこの社章をベースに変更を加えた社章を使用している。
この社章は鉄軌道事業を継承した（新）近畿日本鉄道に引き継がれ、持株会社となった近鉄グループホールディングスには新たなシンボルマークが制定されている。傾きの異なる2つの図形によって会社の理念である「静と動」を具現化し、またその形状から近鉄の「K」をも表現している。
ロゴタイプ（和文・英文）は近鉄グループ経営改善計画の一環で2003年（平成15年）に制定された「近畿日本鉄道株式会社」「KINTETSU CORPORATION」の二種類がベースとなっている。

大阪電気軌道時代の社章
関西急行鉄道時代の社章
現在の社章
グループ会社である養老鉄道の社章
近鉄GHDのシンボルマーク
ロゴタイプ（部分）

## 路線網

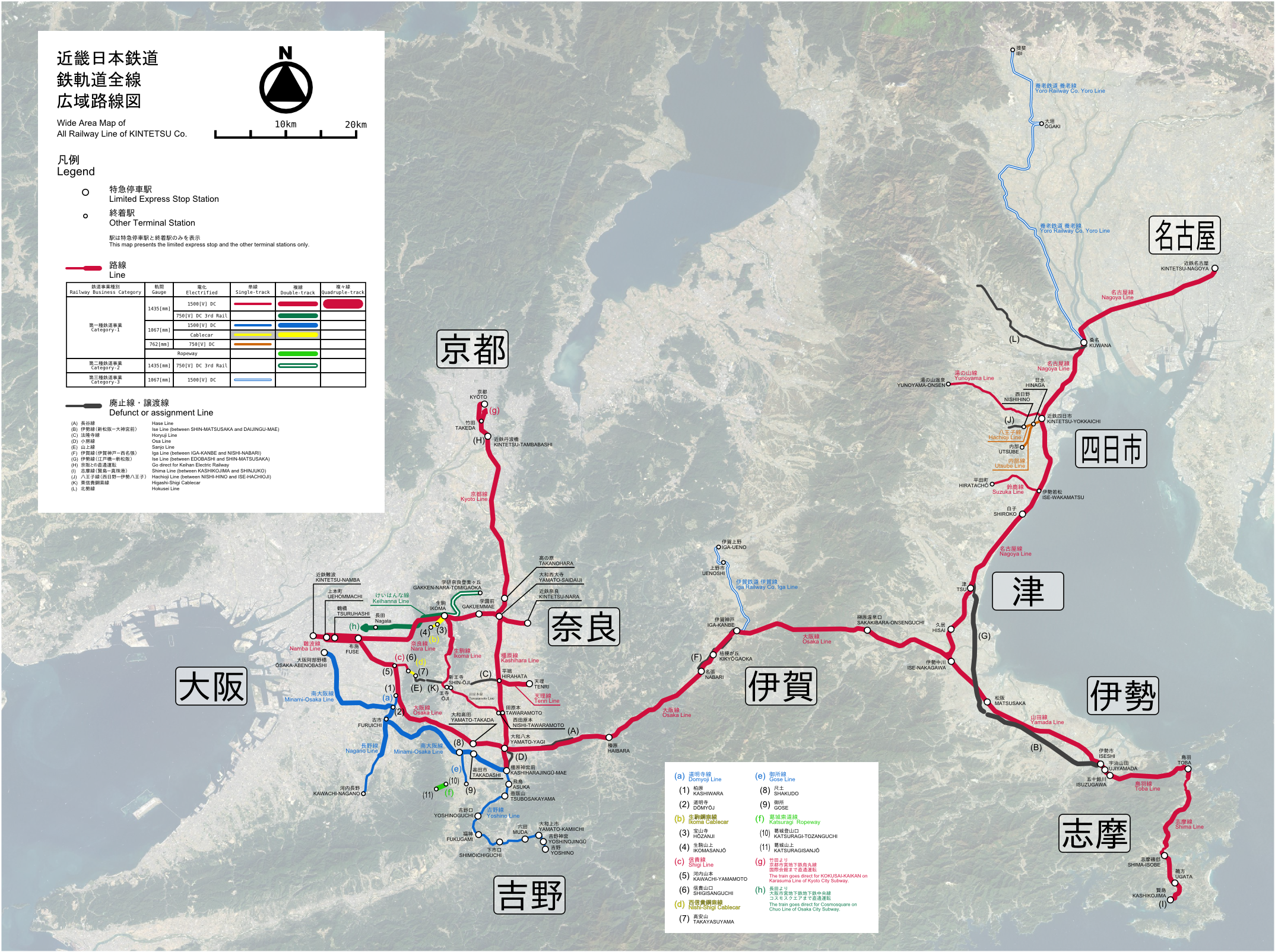
広域路線図（2007年10月現在）

近畿日本鉄道（黄）の営業キロ推移

大阪府東南部から三重県中部に至る紀伊半島の付け根を横断して、大阪市・京都市・名古屋市といった政令指定都市を始め、近畿地方の大阪府東南部・奈良県・京都府南部、東海・中部地方の愛知県西部・三重県の各都市、それら地域沿線の伊勢神宮を始めとする神社仏閣など、京都、奈良、吉野、飛鳥や伊勢志摩といった観光地を結ぶ路線網を持つ。関西（近畿圏）以外の大手私鉄が発達している他の大都市圏（この場合、中京圏）にまで路線網がまたがる大手私鉄は近鉄が唯一である。それらを結ぶ多数の特急列車が行き交い、私鉄最大の特急ネットワークを形成している（「列車」の節および「近鉄特急」の項を参照）。
総営業キロ程は、JRを除く日本の鉄道事業者（民営鉄道）中最長の501.1kmで、続く463.3kmの東武鉄道（東武）、444.2kmの名古屋鉄道（名鉄）とともに400km以上の路線網を擁する日本の大手私鉄の一つとなっている（各キロ程は2017年4月1日現在）。
近鉄の保有路線は、線路の幅（軌間）別では標準軌（1,435mm軌間）、狭軌（1,067mm軌間）の2つに分けられる。かつては特殊狭軌（762mm軌間）も有していた。
近鉄の直系母体である大軌は、路面電車と同じ軌道線扱いで開業したため、同様の形で先行して開業していた阪神電気鉄道・箕面有馬電気軌道（現：阪急電鉄）・京阪電気鉄道などと同じ標準軌を採用したが、同社が他社を買収して組み込んだ路線の多くは、国有鉄道（鉄道院→鉄道省→日本国有鉄道〈国鉄〉）線と貨車の直通運転を行っていた関係で、国鉄と同じ狭軌を採用した（名古屋線系統各線や田原本線のように、標準軌化した路線もある）。かつて有していた762mm軌間の特殊狭軌線は軽便鉄道の流れを受け継いだものであるが、下津井電鉄線が廃止された1991年以降、日本では近鉄が三重県の三岐鉄道に譲渡した北勢線、四日市あすなろう鉄道に移管した内部・八王子線、それに専用鉄道を一般営業路線にした黒部峡谷鉄道本線程度しか存在していない。
電化方式は基本的に1500V直流電化の架空電車線方式となっているが、けいはんな線はOsaka Metro中央線と相互直通運転を行う関係で750Vの第三軌条方式、かつて有していた特殊狭軌各線は三重交通時代の流れを受け継いで750Vの架空電車線方式となっている。
なお、田原本線や生駒鋼索線のように他の近鉄各線とは徒歩連絡となる路線はあるが、他の近鉄線と互いに乗り継ぐ際、徒歩連絡ではなく他社の鉄道線やバス路線を介さなければならないほどの孤立路線は、葛城索道線を除き存在しない。ただし過去には、鳥羽線開業以前の志摩線が他の近鉄の路線群と離れ、国鉄参宮線を介さなければ乗り継ぐことができない孤立路線となっていた。
関西・中部エリアの大手私鉄では唯一、JRグループ旅客2社（JR西日本・JR東海）の在来線管内を直接結んでいる。それと関連して、近鉄名古屋駅と京都駅はともに東海道新幹線の乗換駅であり、前者はリニア中央新幹線、後者は北陸新幹線 の乗換駅になる予定である。なお、近畿地方の大手私鉄で新幹線駅と接続する私鉄は近鉄のみとなっている。
京都・大阪・名古屋の3都市に自社路線を持ち、これら3都市の地下鉄事業者（京都市営地下鉄・Osaka Metro・名古屋市営地下鉄）との乗換駅がある。関西の大手私鉄で、名古屋市の地下鉄事業者との乗換駅があるのは近鉄だけである。
阪急電鉄を除く大阪市内に路線を保有する全ての鉄道事業者との乗換駅（直通運転を含む）がある。
なお、事業規模が大きいため組織上、大阪線の新青山トンネル西坑口を境に、大阪側を「大阪統括部」、名古屋側を「名古屋統括部」として管理している。過去には「営業局」「輸送統括部」と称していた。
旅客案内上では路線名ではなく方面名で案内される事が多い。

### 現有路線
路線名の前のアルファベットは駅ナンバリングの路線記号。

#### 標準軌 (1,435mm)
奈良・京都線系（大阪府・奈良県・京都府）
- A 難波線：大阪上本町駅 - 大阪難波駅間
- A 奈良線：布施駅 - 近鉄奈良駅間
  - G 生駒線：王寺駅 - 生駒駅間

- C けいはんな線：長田駅 - 学研奈良登美ヶ丘駅間（このうち生駒駅 - 学研奈良登美ヶ丘駅間は奈良生駒高速鉄道が第三種鉄道事業者として施設を保有）
- B 京都線：京都駅 - 大和西大寺駅間
- B 橿原線：大和西大寺駅 - 橿原神宮前駅間
  - H 天理線：平端駅 - 天理駅間
  - I 田原本線：新王寺駅 - 西田原本駅間

大阪・名古屋線系（大阪府・奈良県・三重県・愛知県）
- D 大阪線：大阪上本町駅 - 伊勢中川駅間
  - J 信貴線：河内山本駅 - 信貴山口駅間

- E 名古屋線：伊勢中川駅 - 近鉄名古屋駅間
  - K 湯の山線：近鉄四日市駅 - 湯の山温泉駅間
  - L 鈴鹿線：伊勢若松駅 - 平田町駅間

- M 山田線：伊勢中川駅 - 宇治山田駅間
- M 鳥羽線：宇治山田駅 - 鳥羽駅間
- M 志摩線：鳥羽駅 - 賢島駅間
  - 正式な呼び方ではないが鳥羽線・志摩線はまとめて「賢島線」と呼ばれることがある。さらに山田線を含めた3線の総称として、「伊勢志摩線」と呼ばれる場合もある。

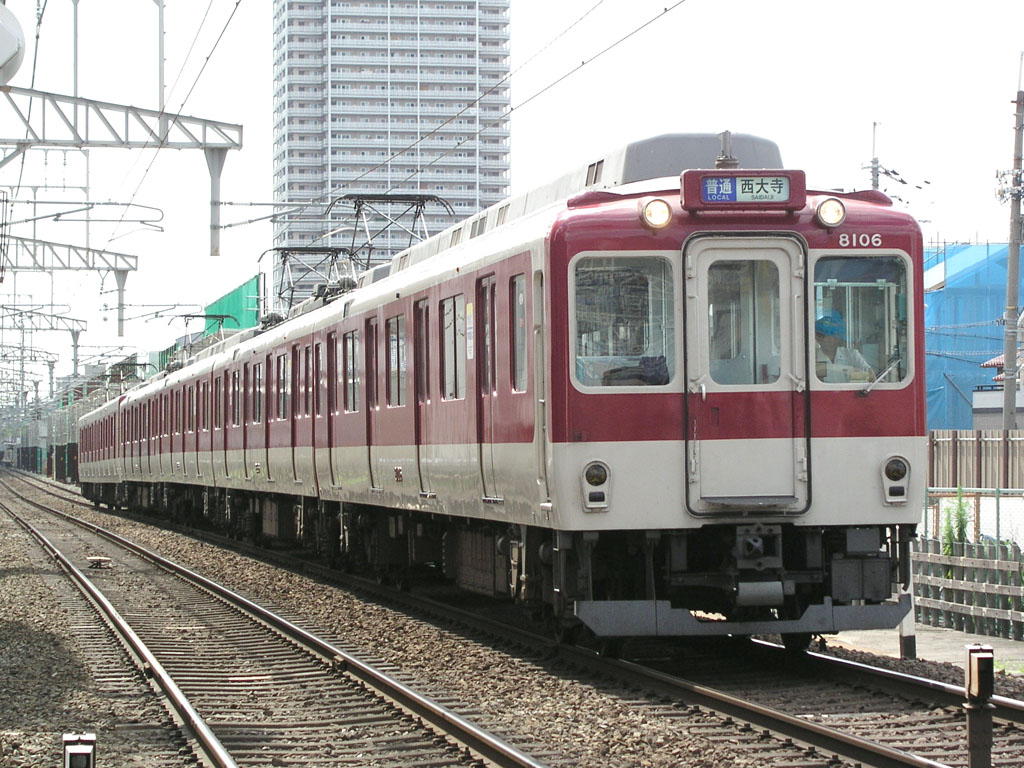
奈良・京都線の車両
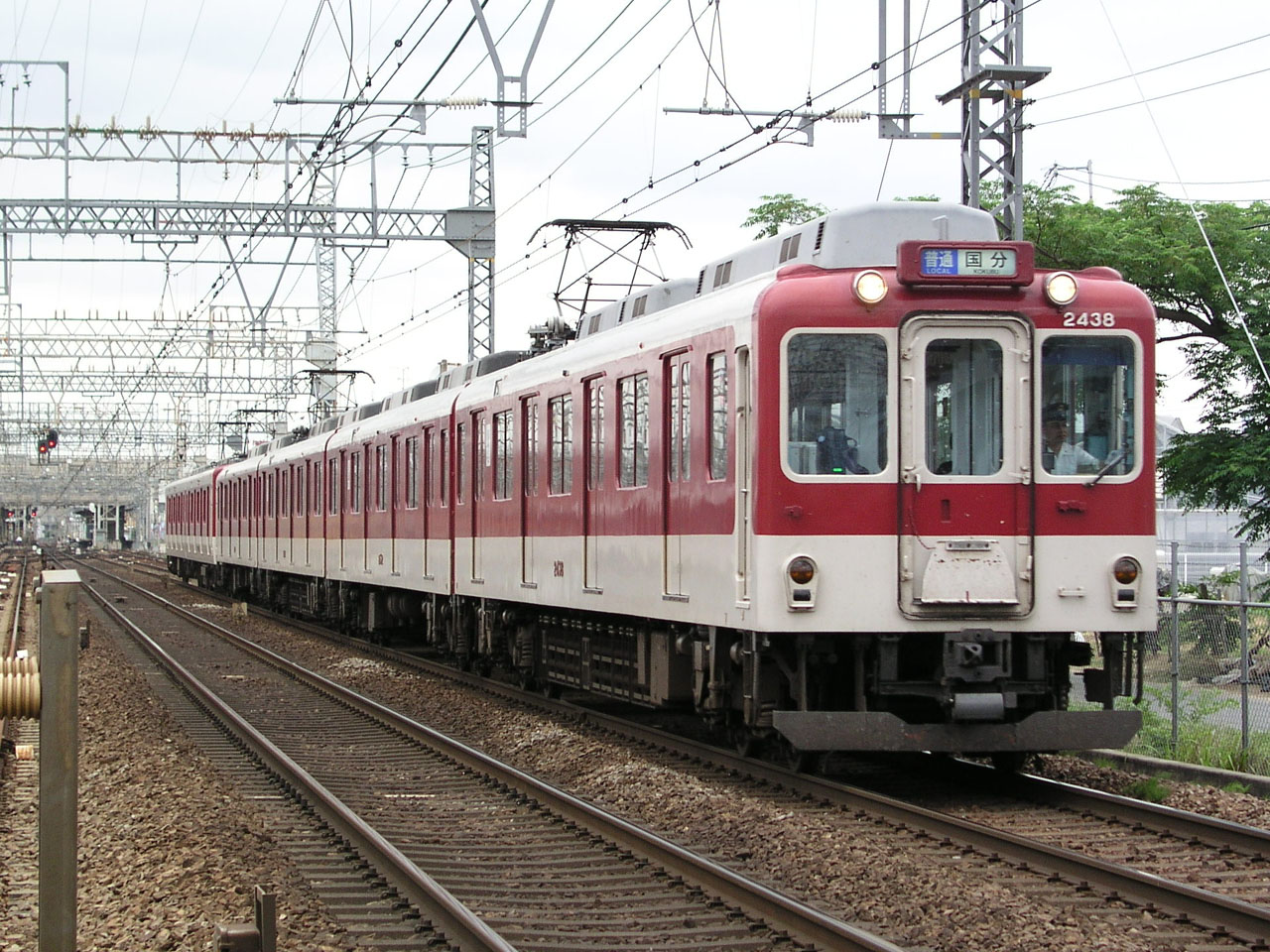
大阪・名古屋線の車両
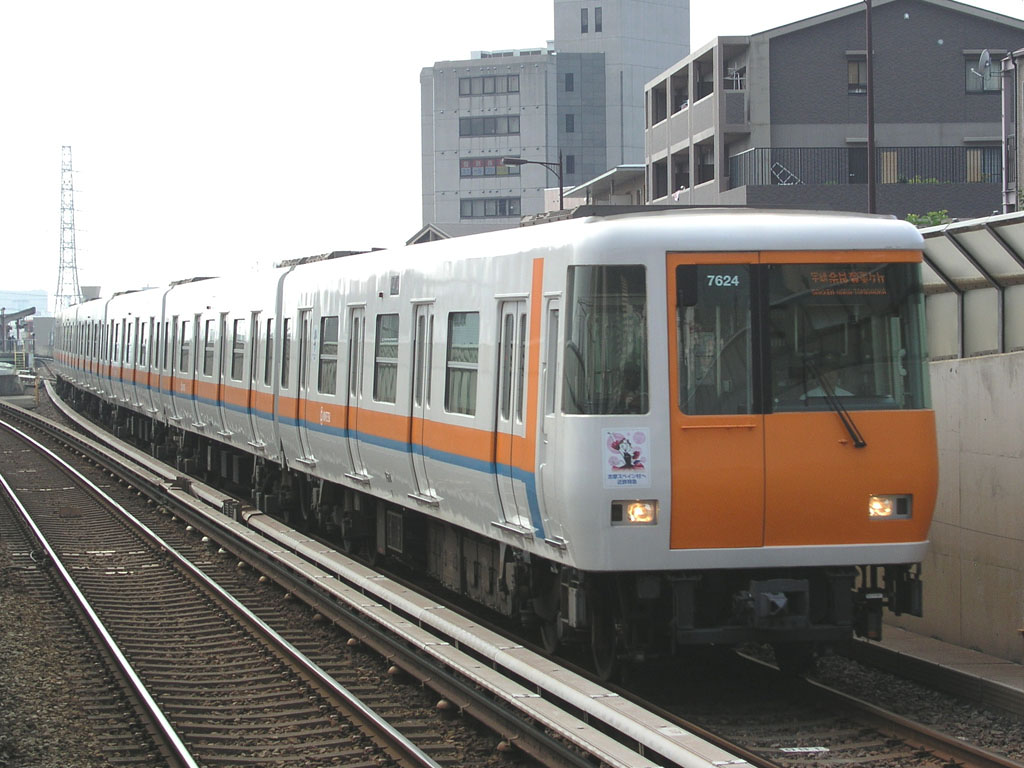
けいはんな線の車両

#### 狭軌 (1,067mm)
南大阪線系（大阪府・奈良県）
- F 南大阪線：大阪阿部野橋駅 - 橿原神宮前駅間
  - N 道明寺線：道明寺駅 - 柏原駅間
  - O 長野線：古市駅 - 河内長野駅間
  - P 御所線：尺土駅 - 近鉄御所駅間

- F 吉野線：橿原神宮前駅 - 吉野駅間

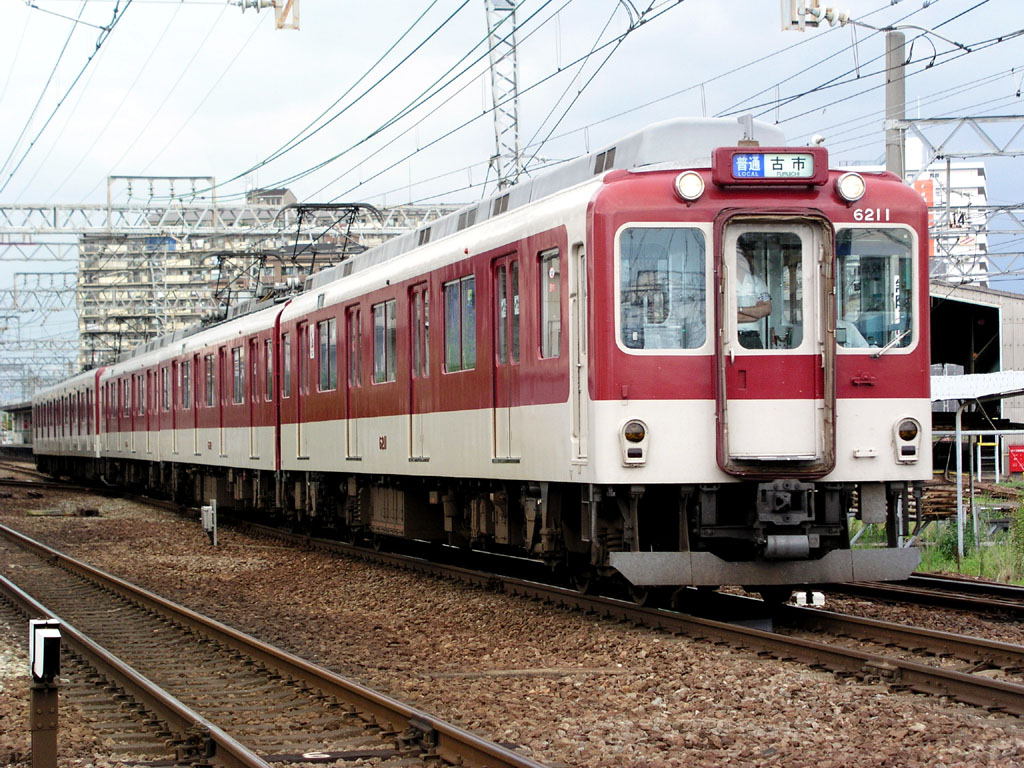
南大阪線の車両

#### ケーブルカー
奈良県
- Y 生駒鋼索線（生駒ケーブル）：鳥居前駅 - 生駒山上駅間

大阪府
- Z 西信貴鋼索線（西信貴ケーブル）：信貴山口駅 - 高安山駅間

#### ロープウェイ
ただし、近畿日本鉄道では「鉄軌道事業」ではなく、「付帯事業」のうちの「その他の事業」に分類している。奈良県に所在。
- 葛城索道線（葛城山ロープウェイ）：葛城登山口駅 - 葛城山上駅間

路線図（クリックで拡大）

### 廃線・譲渡・運営移管路線
近畿日本鉄道における廃止路線は、すべて他社を合併したことにより生まれた路線で、その廃止理由も既存路線と並行していることなどから、乗客・貨物が減少していたことによるものが大半である。なお、近畿日本鉄道の直系前身である大阪電気軌道（大軌）および関西急行鉄道（関急）時代に廃線になったものも含める。
- 長谷線：桜井駅 - 初瀬駅間（大阪電気軌道時代の1938年2月1日廃止）
- 山上線：高安山駅 - 信貴山門駅間（信貴山急行電鉄時代の1944年1月7日休止、近鉄発足後の1957年3月21日廃止）
- 法隆寺線：近畿日本法隆寺駅 - 平端駅間（1945年2月11日休止、1952年4月1日廃止）
- 小房線：畝傍駅 - 橿原神宮駅駅間（1950年7月1日休止、1952年9月1日廃止）
- 伊勢線：江戸橋駅-大神宮前駅間（関西急行鉄道時代の1942年8月11日に新松阪 - 大神宮前間廃止、近鉄発足後の1961年1月22日に残区間廃止）
- 伊賀線：西名張駅 - 伊賀神戸駅間（1964年10月1日廃止）
- 志摩線：賢島駅 - 真珠港駅間（1969年7月1日廃止）
- 八王子線：西日野駅 - 伊勢八王子駅間（1974年7月25日休止、1976年4月1日廃止）
- 東信貴鋼索線：信貴山下駅 - 信貴山駅間（1983年9月1日廃止）
- 北勢線：西桑名駅 - 阿下喜駅間（2003年4月1日に三岐鉄道へ譲渡）
- 伊賀線：伊賀上野駅 - 伊賀神戸駅間（2007年10月1日に第一種鉄道事業廃止。第二種鉄道事業者の伊賀鉄道へ運営移管。施設は2017年4月から伊賀市が第三種鉄道事業者として保有[37]）
- 養老線：桑名駅 - 揖斐駅間（2007年10月1日に第一種鉄道事業廃止。第二種鉄道事業者の養老鉄道へ運営移管。施設は2018年1月から養老線管理機構が第三種鉄道事業者として保有[41]）
- 内部・八王子線：（2015年4月1日に第一種鉄道事業廃止。第二種鉄道事業者の四日市あすなろう鉄道へ運営移管[32]。施設は四日市市が第三種鉄道事業者として保有）
  - 内部線：近鉄四日市駅 - 内部駅間
  - 八王子線：日永駅 - 西日野駅間

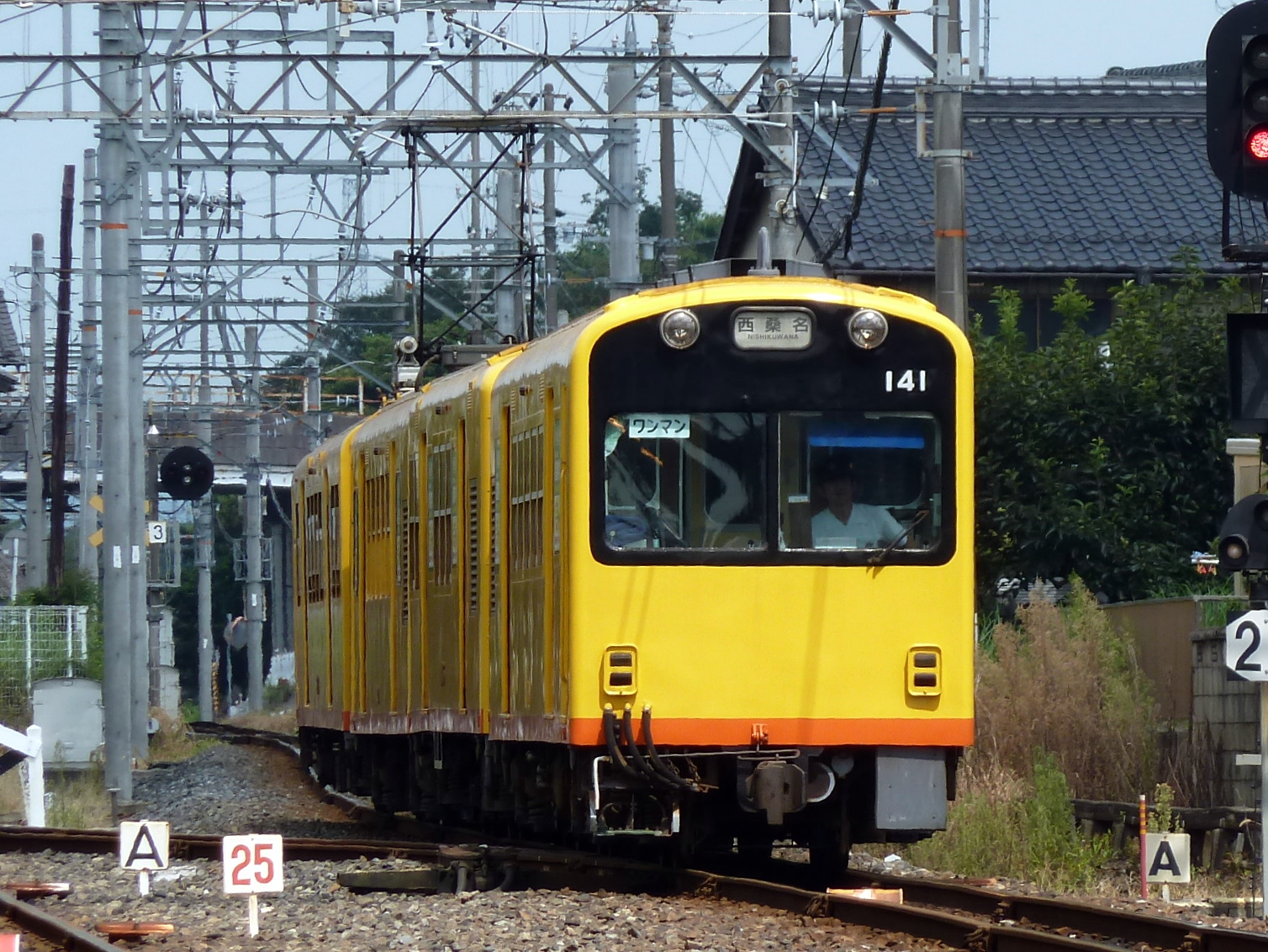
北勢線の車両
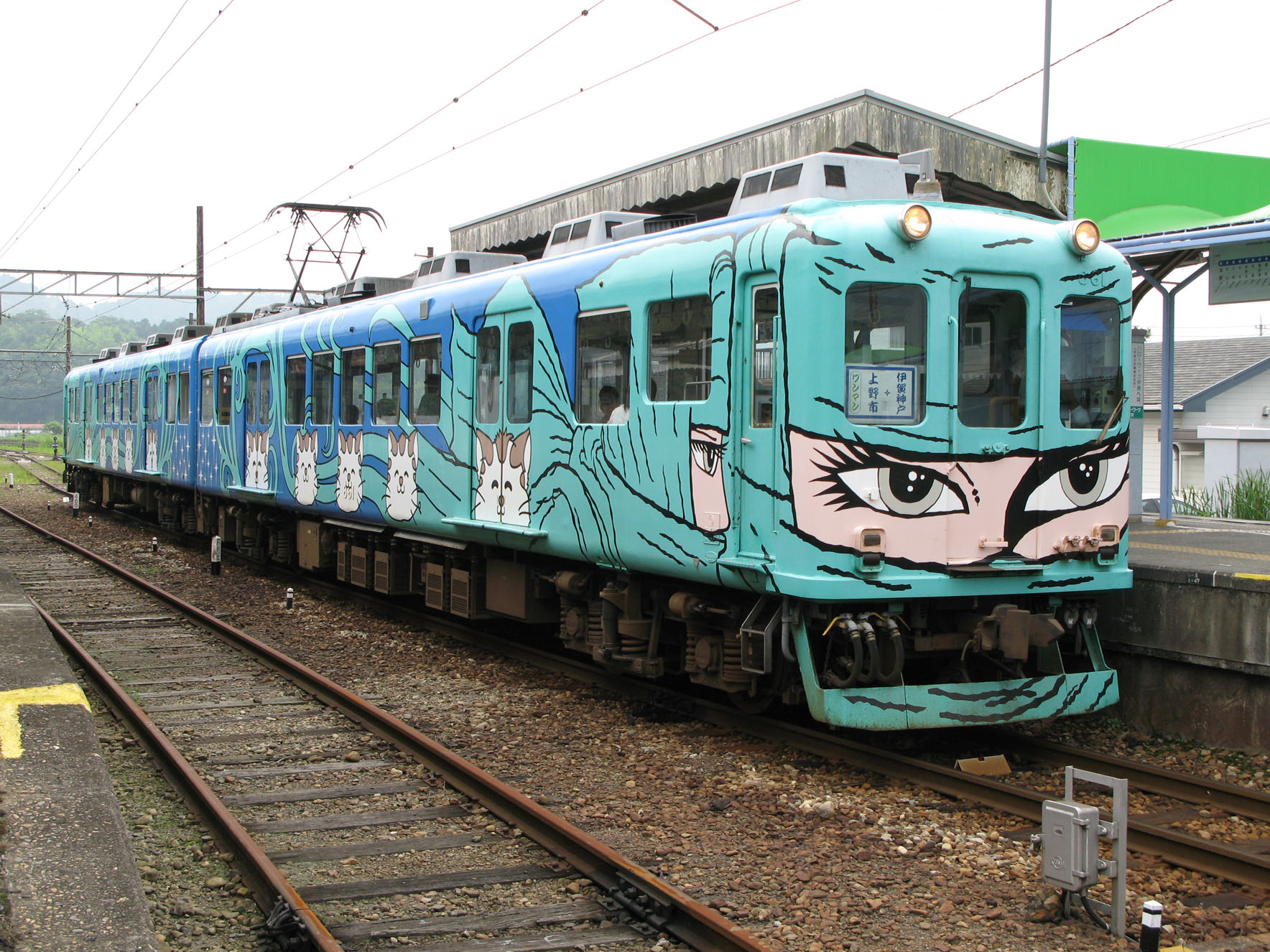
伊賀線の車両
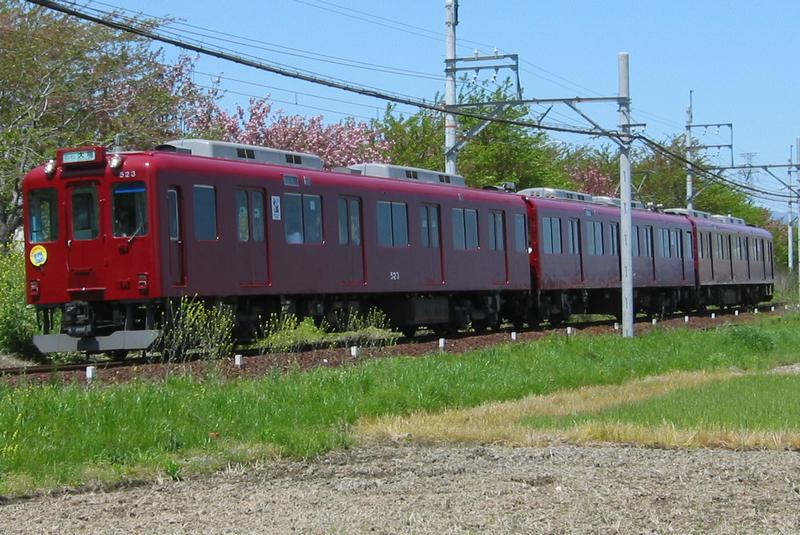
養老線の車両
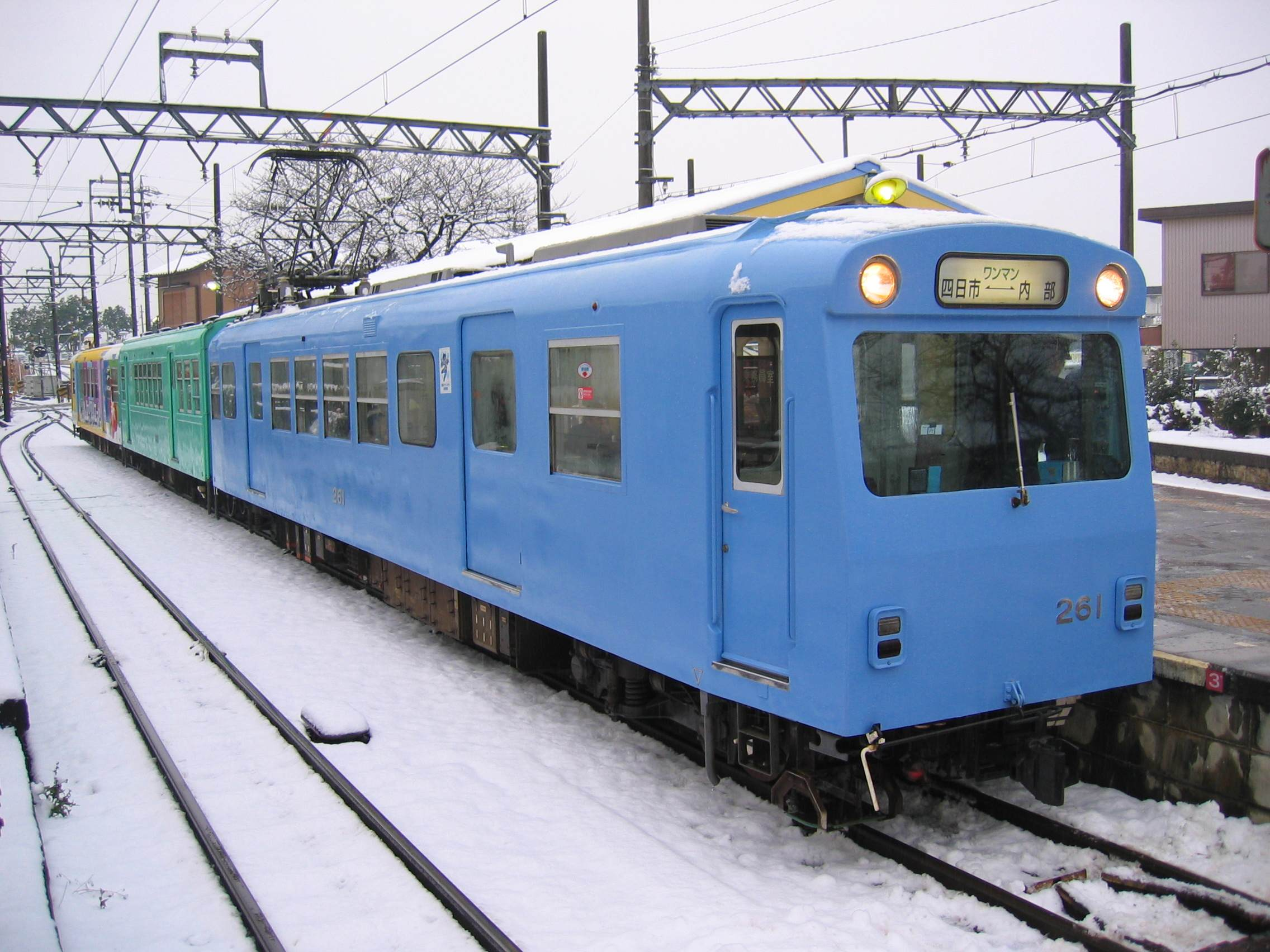
内部・八王子線の車両

#### 南海電気鉄道への譲渡路線

南海電気鉄道の路線の大半は、かつては近畿日本鉄道の路線の一部であった。

近畿日本鉄道発足時に旧南海鉄道から継承した路線。ただし松江線は近畿日本鉄道発足後に開業した。いずれも、旧関西急行鉄道と旧南海鉄道の路線を分離するため、高野山電気鉄道を改めた南海電気鉄道へ1947年6月1日に譲渡された。詳しくは「南海電気鉄道#路線」を参照。
- 難波営業局管轄路線 - 天王寺支線は南海本線の支線であったため天王寺営業局管轄ではなく難波営業局の管轄となった。
  - 南海本線：難波駅 - 和歌山市駅間
    - 天王寺支線：天下茶屋駅 - 天王寺駅間（1984年11月18日天下茶屋駅 - 今池町駅間廃止、1993年4月1日全線廃止）
    - 高師浜線：羽衣駅 - 高師浜駅間
    - 多奈川線：南淡輪駅 - 多奈川駅間
    - 松江線：紀ノ川駅 - 東松江駅間（1955年2月15日に加太線に編入）
    - 加太線：和歌山市駅 - 加太駅間（1955年2月15日に和歌山市駅 - 東松江駅を北島支線として分離、同区間は1966年12月1日廃止）
    - 国社連絡線：和歌山市駅 - 国社分界点間（国鉄分割民営化後にJR西日本に貸与）

  - 高野線：汐見橋駅 - 高野下駅間
    - 紀ノ川口支線：妻信号所 - 紀ノ川口駅間（1959年12月20日廃止）
- 天王寺営業局管轄路線 - 以下のうち阪堺線・大浜支線・平野線は旧阪堺電気軌道→南海鉄道の保有路線。
  - 阪堺線：恵美須町駅 - 浜寺駅前停留場間（1980年12月1日に阪堺電気軌道が継承）
    - 大浜支線：宿院停留場 - 大浜北町駅 - 大浜海岸駅間（1945年2月11日に大浜北町駅 - 大浜海岸駅間休止、1949年3月3日に残区間休止、1980年11月28日全線廃止）

  - 上町線：天王寺駅前駅 - 住吉公園駅間（1980年12月1日に阪堺電気軌道が継承）
  - 平野線：今池停留場 - 平野停留場間（1980年11月28日廃止）

### 路線切替区間
単なる高架化などは除く。日付は竣工日。
- 大阪線
  - 大阪教育大前駅 - 関屋駅間（新玉手山トンネル開削による線形改良、1991年12月6日）
  - 桜井駅構内（曲線緩和、1995年）
  - 伊賀上津駅 - 榊原温泉口駅間（新青山トンネルなどの新トンネル開削による複線化と線形改良、1975年11月23日）
- 名古屋線
  - 近鉄弥富駅 - 桑名駅間（木曽三川橋脚の付け替えと複線化、1959年9月19日 - 26日）
  - 海山道駅 - 川原町駅間（四日市市内線形改良、1956年9月23日。なお、当時は新正駅は未開設）
  - 白塚駅 - 江戸橋駅間（線形改良、1955年7月15日）
- 養老線
  - 烏江駅 - 大外羽駅間（橋脚架け替えと高架化、1997年10月4日）
- 湯の山線
  - 桜駅周辺（線形改良と駅移設、1964年3月1日[72]）
- 志摩線
  - 鳥羽駅 - 中之郷駅間（線形改良と複線化、1970年3月1日）
  - 志摩磯部駅 - 志摩横山駅間（線形改良と複線化、1993年6月1日）
  - 白木駅 - 五知駅間（線形改良と複線化、1993年9月11日）
- 奈良線
  - 石切駅 - 生駒駅間（規格大型化のための新生駒トンネル開削・鷲尾トンネルオープンカット、1964年7月23日）
  - 生駒駅 - 富雄駅間（規格大型化のための新向谷トンネル開削・山田トンネルオープンカット、1964年10月1日。なお、当時は東生駒駅は未開設）
  - 新大宮駅 - 近鉄奈良駅間（併用軌道解消のための地下線化、1969年12月8日。なお、線路移設時に油阪駅を廃止し新大宮駅を設置）
- 京都線
  - 近鉄丹波橋駅周辺（京阪神急行京阪線→京阪本線丹波橋駅への乗り入れおよび廃止、1945年12月21日と1968年12月19日）
- 橿原線
  - 大和西大寺駅 - 尼ヶ辻駅（駅移設のための迂回線路建設、1965年）
  - 八木西口駅 - 橿原神宮前駅（橿原神宮拡張のための線路移設、1939年3月1日）
- 天理線
  - 平端駅周辺（橿原線とホーム分離、1973年9月20日）
  - 天理駅周辺（国鉄・近鉄駅統合化のための線路短縮・移設、1964年10月30日）
- 生駒線
  - 萩の台駅 ‐ 元山上口駅（線形改良と萩の台-東山間の複線化のため東山駅移設・線路短縮、1993年1月29日。但し複線化は同年3月17日）

### 未成線
- 四条畷線：桜ノ宮駅 - 額田駅
  - 近鉄の直系母体である大阪電気軌道（大軌）が、競合線（東大阪電気鉄道など）への免許交付に対抗する目的で着工したもの。京阪梅田線も参照のこと。
- 岐阜線：大垣駅 - 岐阜市ないし羽島市
  - 養老線の前身である養老電気鉄道が計画し、近鉄発足後は東海道新幹線岐阜羽島駅への延伸も計画した。
- 大神宮前（仮） - 大神宮前（0.7km・1927年12月27日参宮急行電鉄により免許取得、1948年9月3日失効）[73]
- 伊勢神戸 - 鈴鹿川（5.2km・1950年11月30日失効）[73]
- 奈良久米寺 - 桜井町（6.9km・1923年5月22日南大阪電気鉄道により免許取得、1958年5月6日失効）[74]
- 五条町 - 学文路村（13.3km・1929年6月29日南和電気鉄道により免許取得、1958年5月6日失効）[74]
- 長野町 - 川上村（3.3km・1927年10月18日大阪鉄道により免許取得、1959年6月5日失効）[74]
- 墨俣町 - 今尾（14.2km・1927年10月18日参宮急行電鉄により免許取得、1959年6月5日失効）[75]
- 榛原 - 宇陀松山（7.1km・1926年2月18日大和鉄道により免許取得、1958年2月に大宇陀鉄道に譲渡、1959年11月10日失効[76]）
- 川合高岡 - 久居（4.7km・中川短絡線の開業で不要となり、1963年1月11日失効）[73]
- 京都駅前 - 東寺（0.9km・1927年9月28日奈良電気鉄道により免許取得、1963年10月10日失効）[74]
- 小倉村 - 中道町（33.7km・1929年6月26日奈良電気鉄道により免許取得、1965 - 69年頃失効）[74]
- 三塚 - 西大垣（3.9km・1927年10月18日参宮急行電鉄により免許取得、以後不明）[73]
- 岐阜 - 岐阜起点13.7km（13.7km・1927年10月18日・1929年4月11日参宮急行電鉄により免許取得、うち起点8.0 - 13.7kmについては1985年4月15日失効）[73]
- 堺 - 古市（12.8km・1920年3月20日南大阪電気鉄道により免許取得、1991年2月15日失効）[74]
- 御所町 - 五条（14.2km・1928年10月26日南和電気鉄道により免許取得、1991年2月15日失効）[74]

### 他社線との直通運転

#### 現在実施中
- 阪神電気鉄道：本線・阪神なんば線が奈良線（難波線・大阪線・奈良線）と、神戸三宮駅・尼崎駅 - 大阪難波駅 - 近鉄奈良駅間で相互直通運転。
  - 神戸三宮駅・尼崎駅との間は2009年3月20日より開始された。これによって、近鉄の車両が初めて兵庫県を走行することになった。
  - このほか、平日の神戸三宮8:53発大和西大寺行き快速急行、土休日の天理15:10発大和西大寺行き急行は、いずれも大和西大寺駅で種別変更してそのまま天理線天理駅との間を直通運転している（大和西大寺駅 - 天理駅間は急行として運転。天理発は後方に近鉄奈良発を併結）[77]。
  - 2013年2月24日には阪神の車両により山陽姫路駅から近鉄奈良駅までの直通の貸切列車の運転が行われた[78] ほか、さらに2014年7月13日には近鉄奈良駅から山陽姫路駅までの直通貸切列車も運行された[79]。2019年の阪神なんば線開業10周年の節目にも阪神・近鉄の2社および山陽・阪神・近鉄の3社直通の貸切列車を運行した[80]。また、山陽電気鉄道へは後述のように近鉄特急が乗り入れる構想がある。
  - 2014年3月22日からは特急車両による団体向け臨時列車の運行が阪神三宮駅（現・神戸三宮駅） - 賢島駅間で開始された[81][82][83]。同年5月17日には初めて近鉄名古屋線近鉄名古屋駅 → 阪神本線甲子園駅間でも運転が行われている[84]。
- 大阪市高速電気軌道 (Osaka Metro)：中央線が近鉄けいはんな線と、夢洲駅 - 長田駅 - 生駒駅・学研奈良登美ヶ丘駅間で相互直通運転。
  - このうち、生駒駅までは1986年10月1日より、学研奈良登美ヶ丘駅までは2006年3月27日の同駅までの延伸開業に伴いそれぞれ開始。
- 京都市営地下鉄（京都市交通局）：烏丸線が近鉄京都線・奈良線と、国際会館駅 - 竹田駅 - 新田辺駅・近鉄奈良駅間で相互直通運転。
  - このうち、新田辺駅までは1988年8月28日より、近鉄奈良駅までは2000年3月15日よりそれぞれ開始。

複数の都市の地下鉄事業者（大阪市・京都市）と直通運転を行っている大手私鉄は近鉄が唯一である。また、複数の地下鉄事業者の路線に直通運転を行っているのは近畿地方では近鉄のみである。

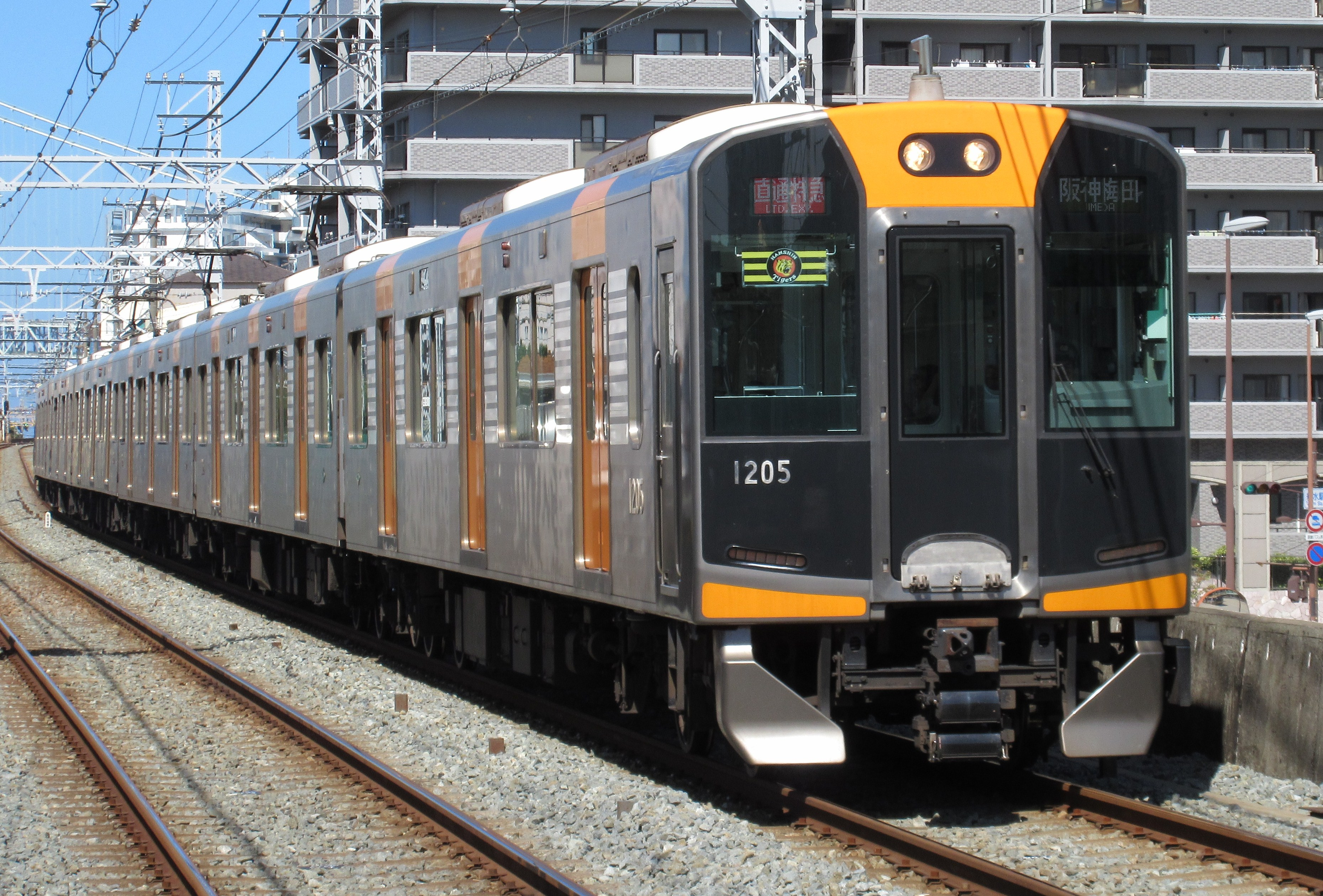
近鉄との相互直通運転に使用される阪神1000系
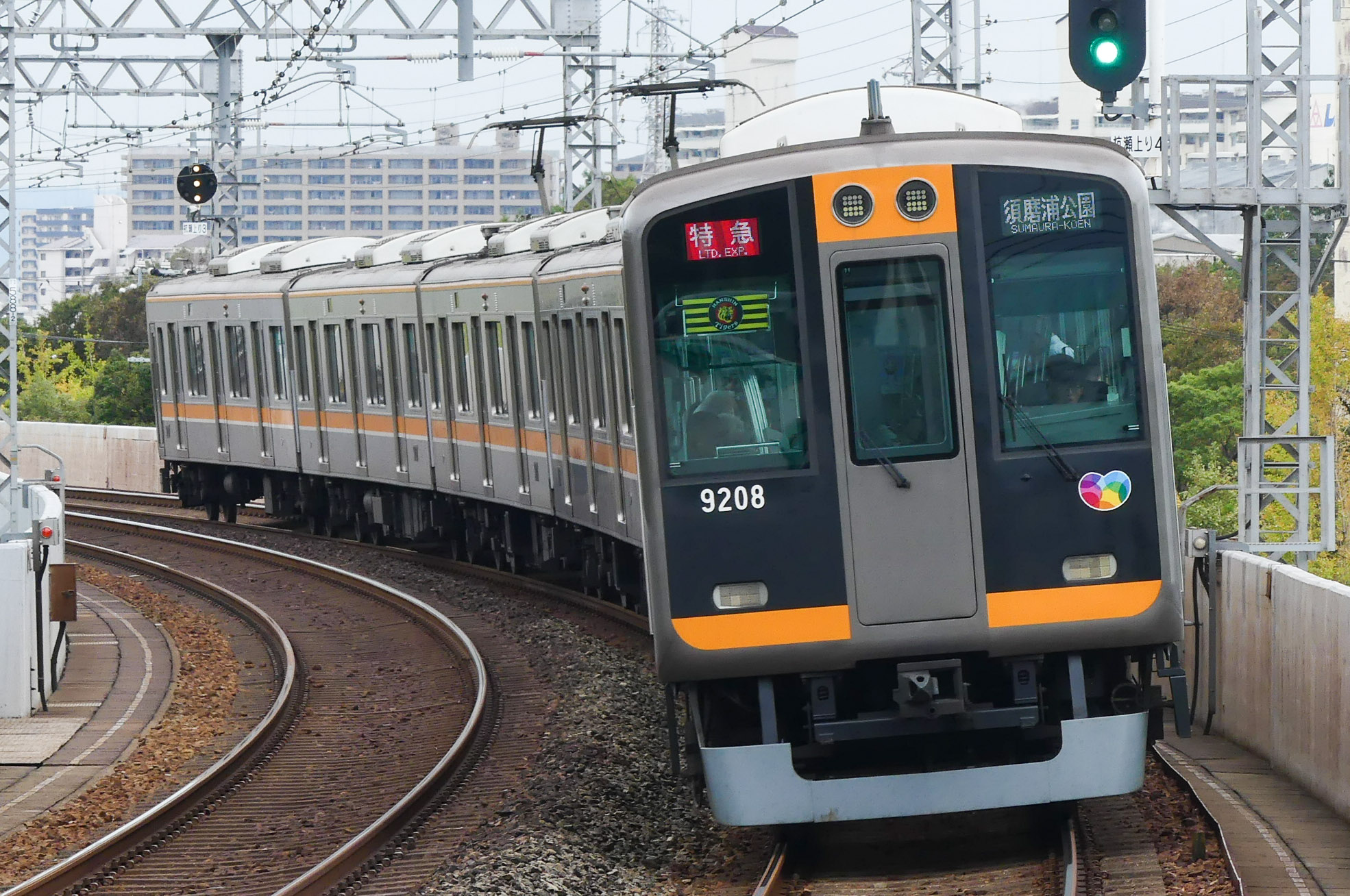
近鉄との相互直通運転に使用される阪神9000系
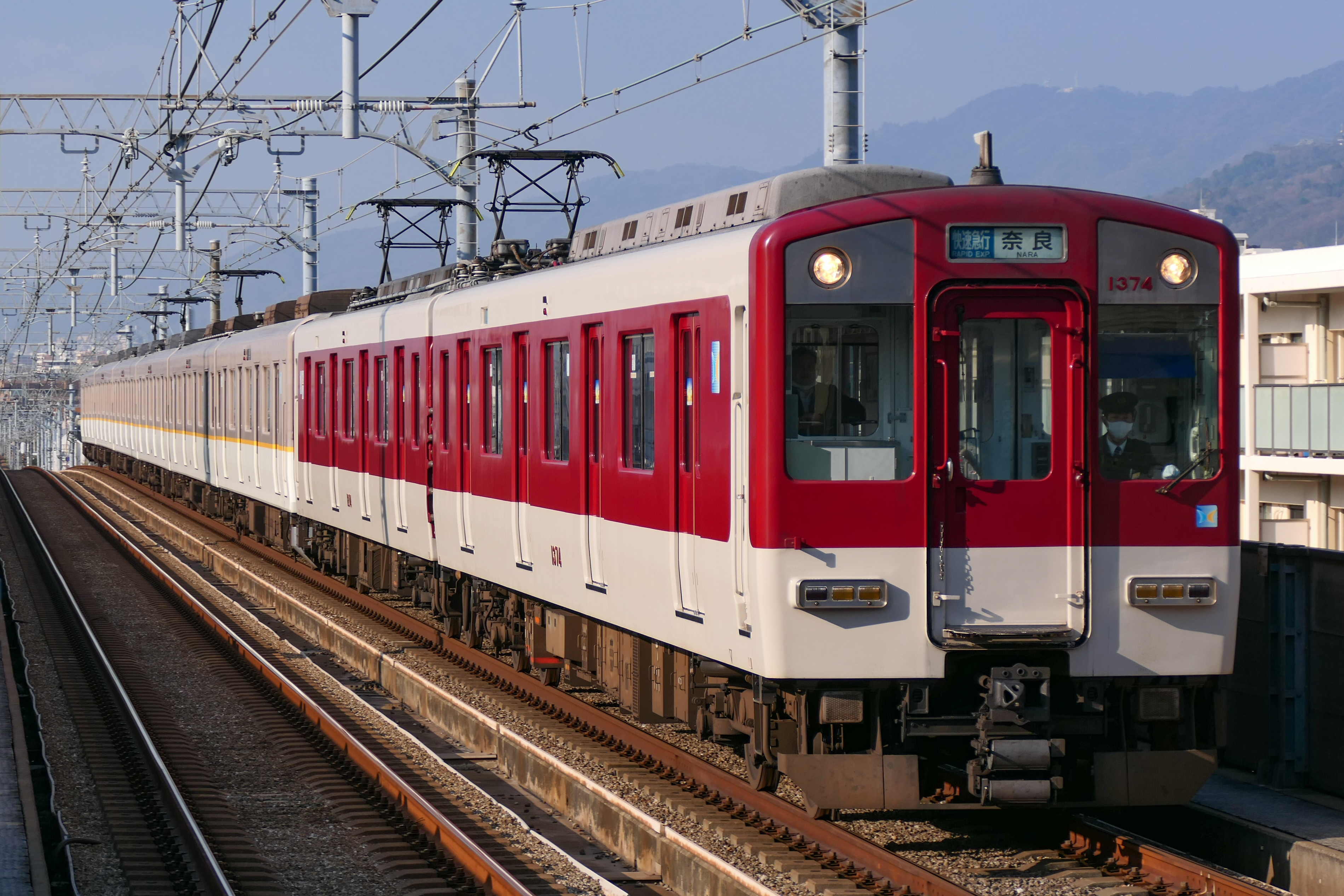
阪神香枦園駅付近を走行する近鉄1252系
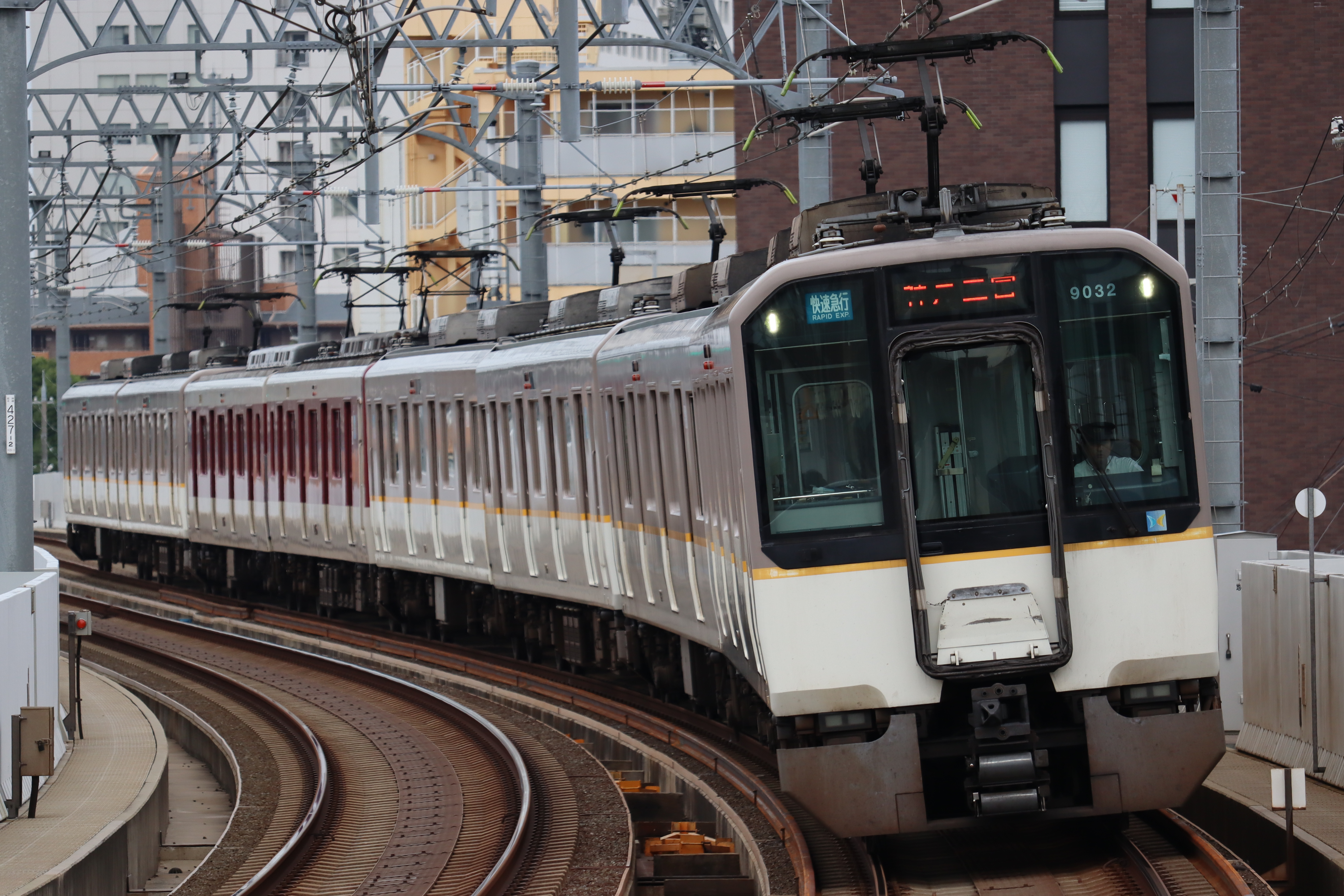
阪神鳴尾駅付近を走行する近鉄9020系
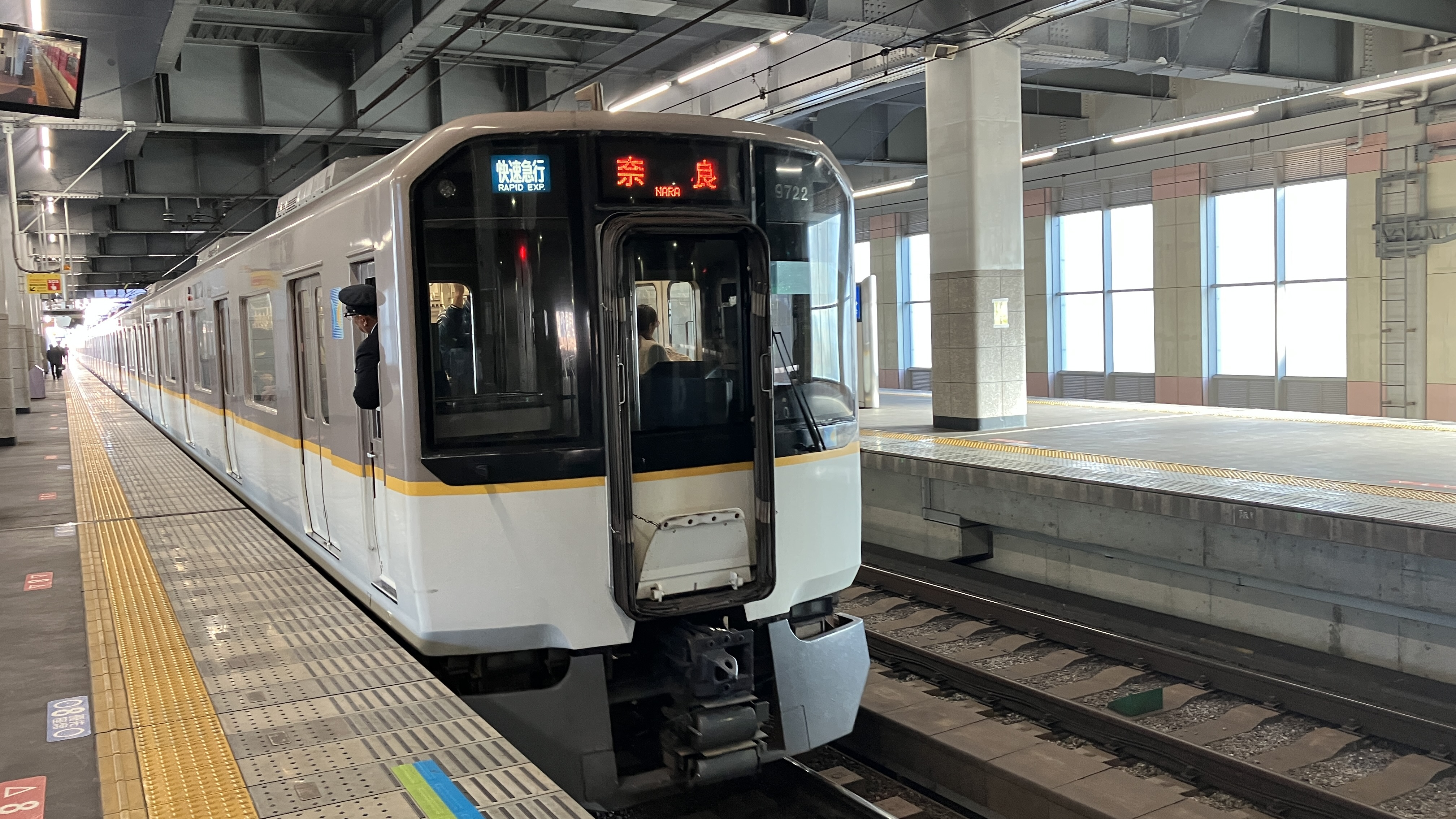
阪神西宮駅に停車中の近鉄9820系
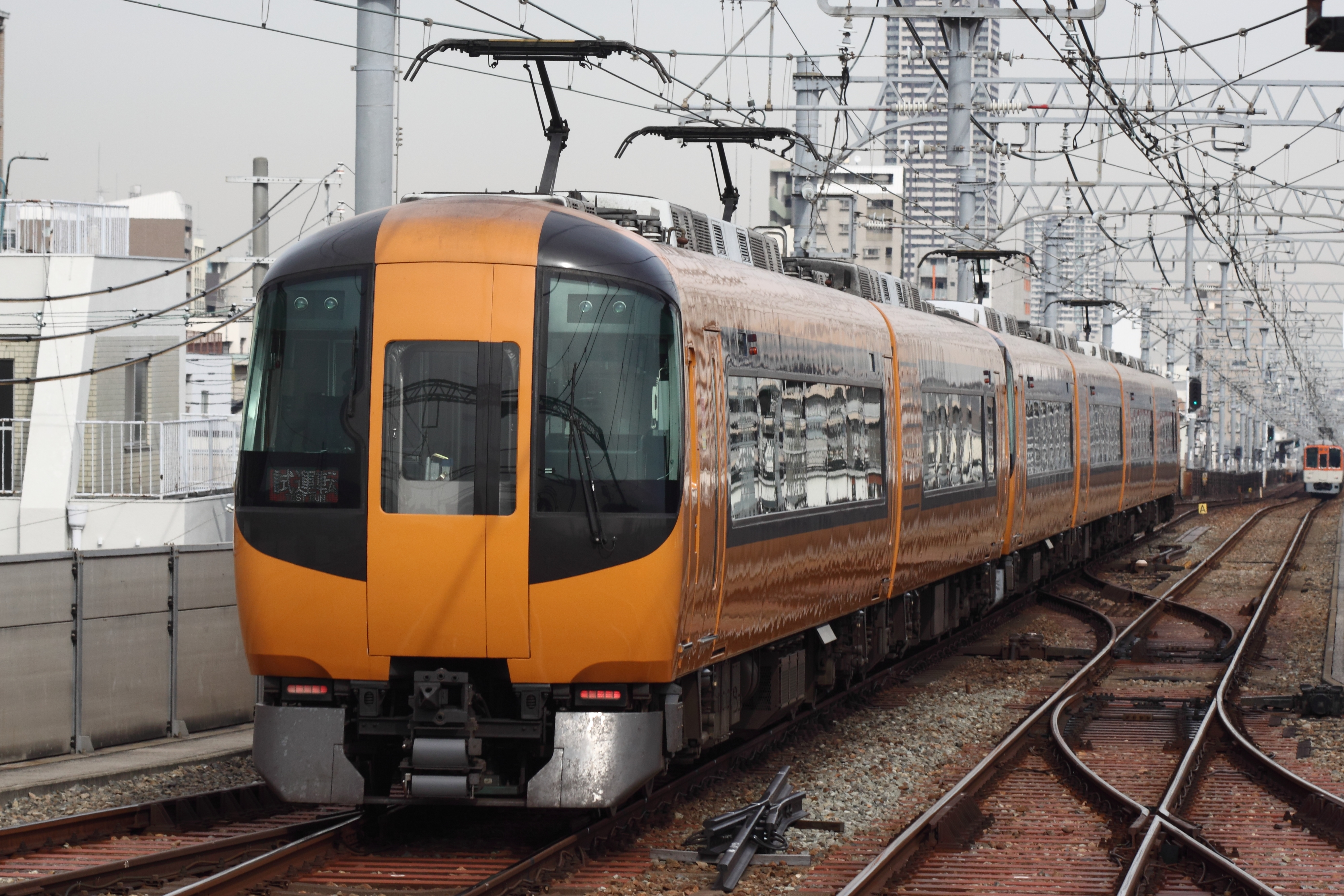
阪神大石駅付近を走行する近鉄特急22600系Ace（エース）
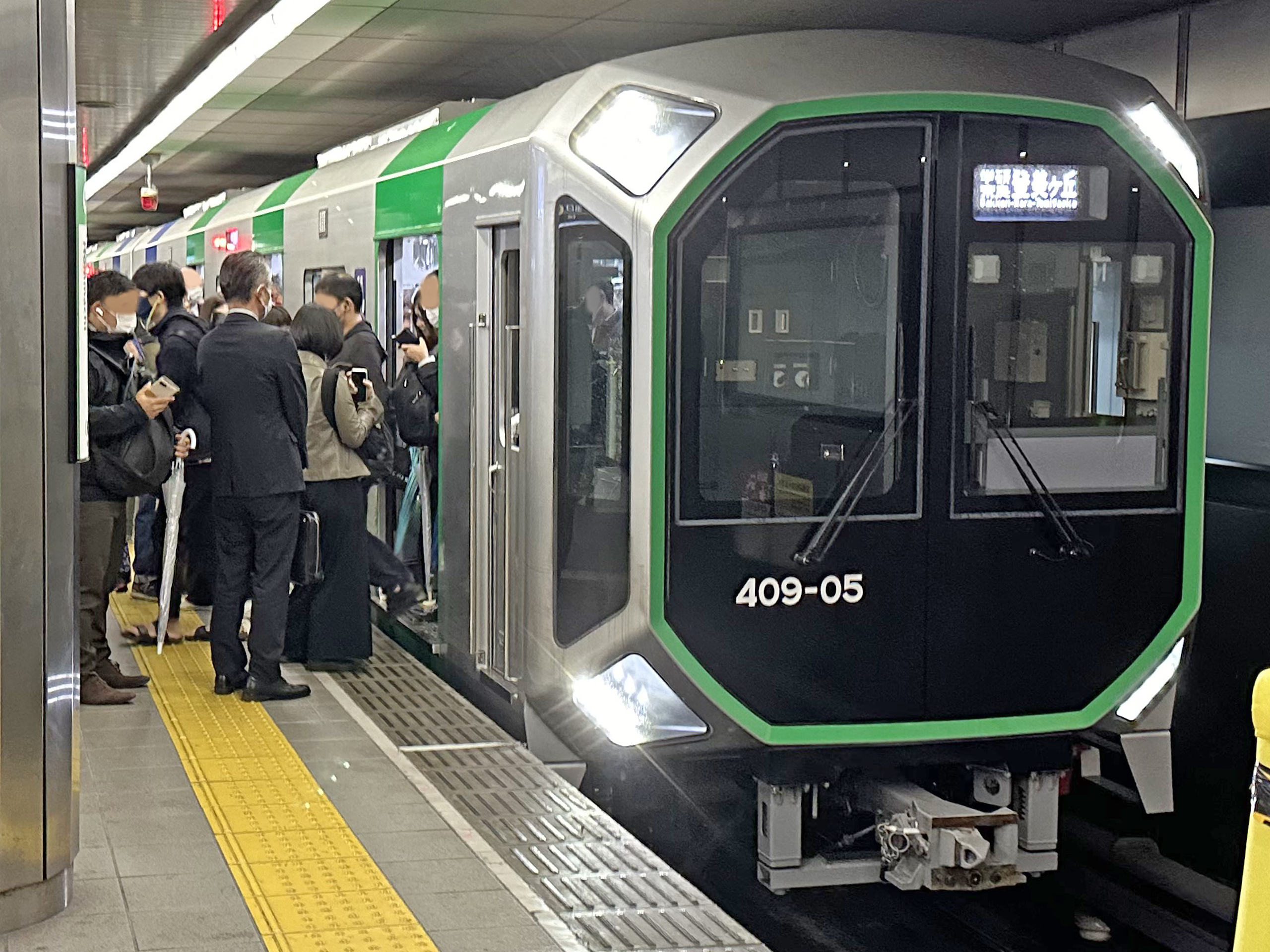
Osaka Metro中央線・400系
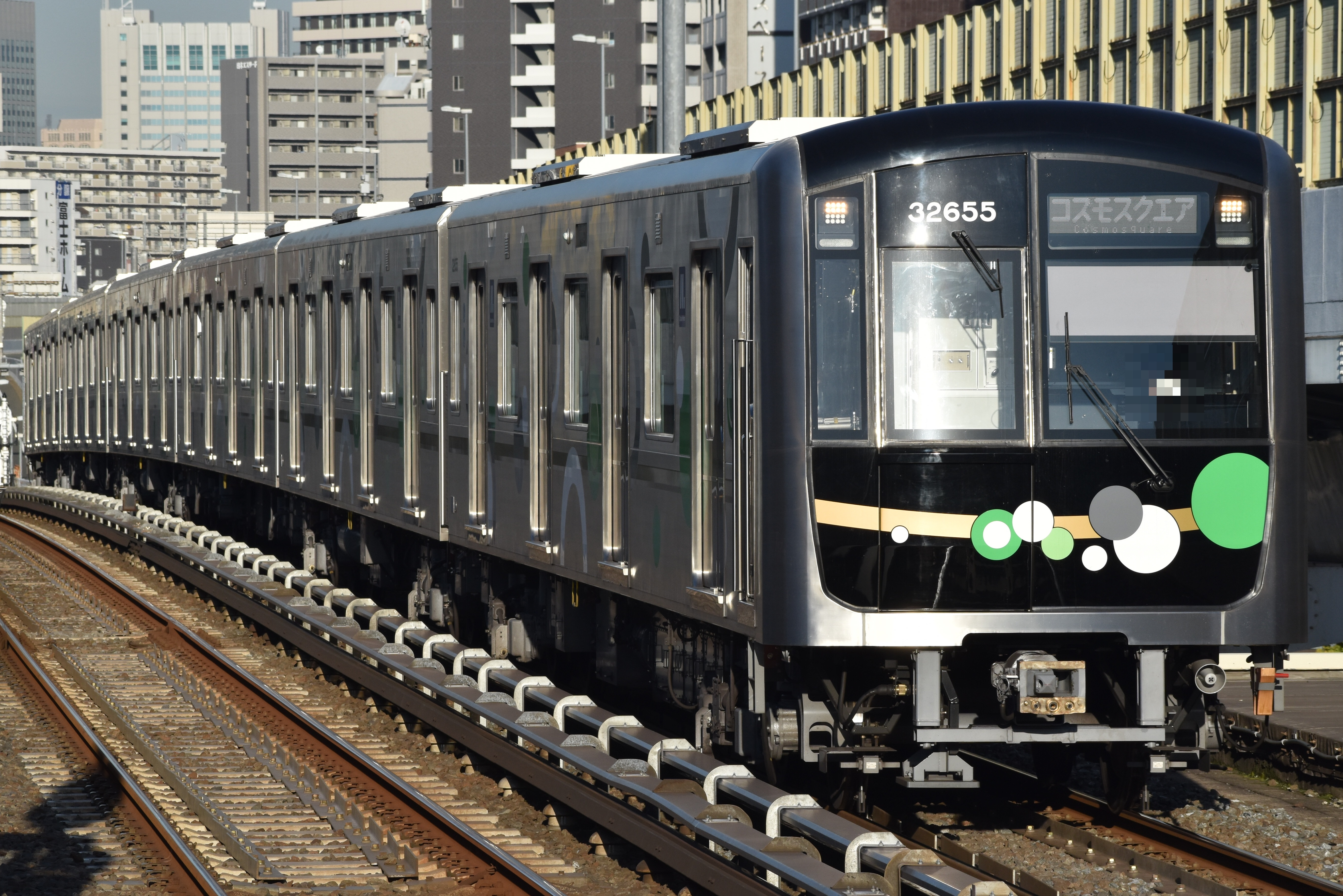
Osaka Metro中央線・30000A系
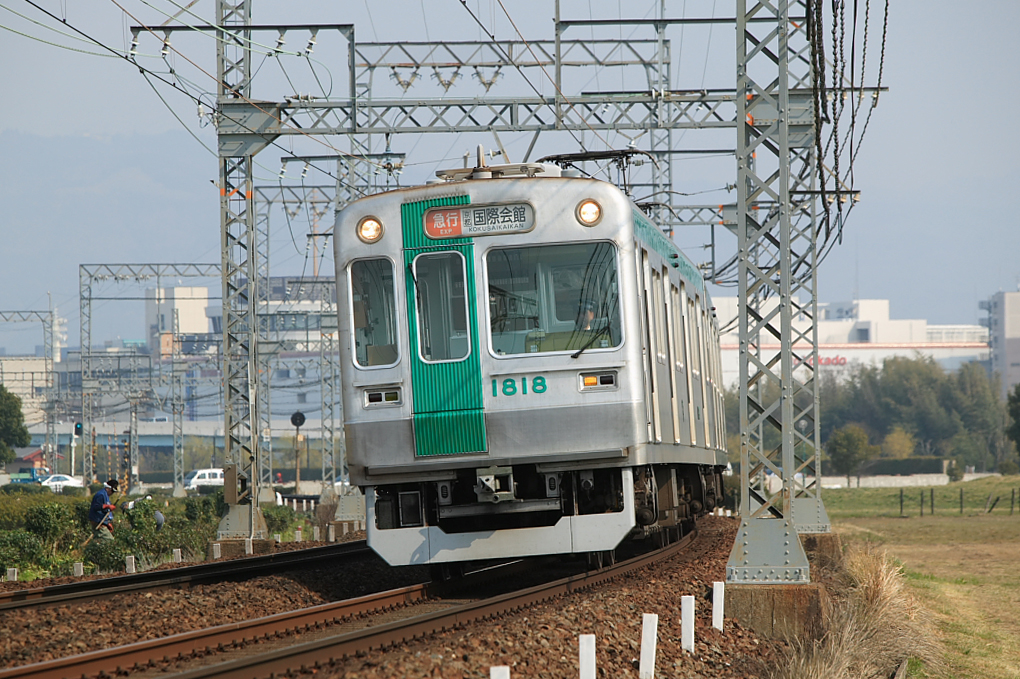
京都市営地下鉄烏丸線・10系
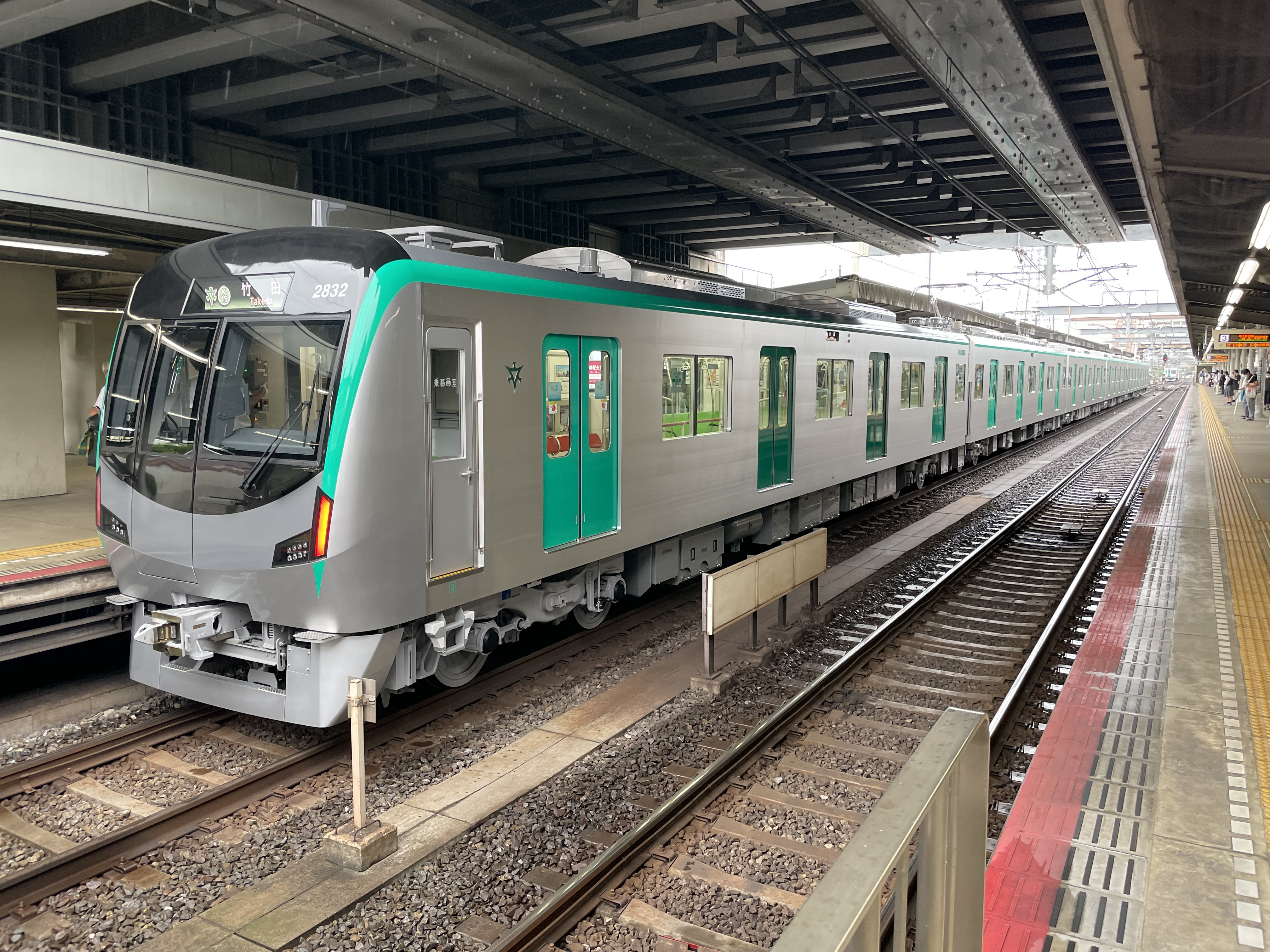
京都市営地下鉄烏丸線・20系

#### 将来実施予定
- 山陽電気鉄道：阪神神戸高速線・山陽電気鉄道本線を介して山陽姫路駅へ乗り入れる構想があり、2008年に2010年春を目標に近鉄特急や修学旅行列車を中心に山陽姫路 - 近鉄奈良・伊勢志摩方面を結ぶ計画が報じられた[85]。「近鉄特急#阪神・山陽電気鉄道への乗り入れ」も参照のこと。なお、2013年2月24日に阪神の車両を利用して山陽姫路駅から近鉄奈良駅までの直通の貸切列車の運転が行われた[78]。さらに2014年7月13日には近鉄奈良駅から山陽姫路駅までの直通貸切列車も運行した[79]。
- 名古屋市交通局：1992年の運輸政策審議会答申第12号においては、同答申で構想されている名古屋市営地下鉄金山線と、近鉄名古屋線から、戸田駅付近において相互乗り入れを検討すべきものとされている。

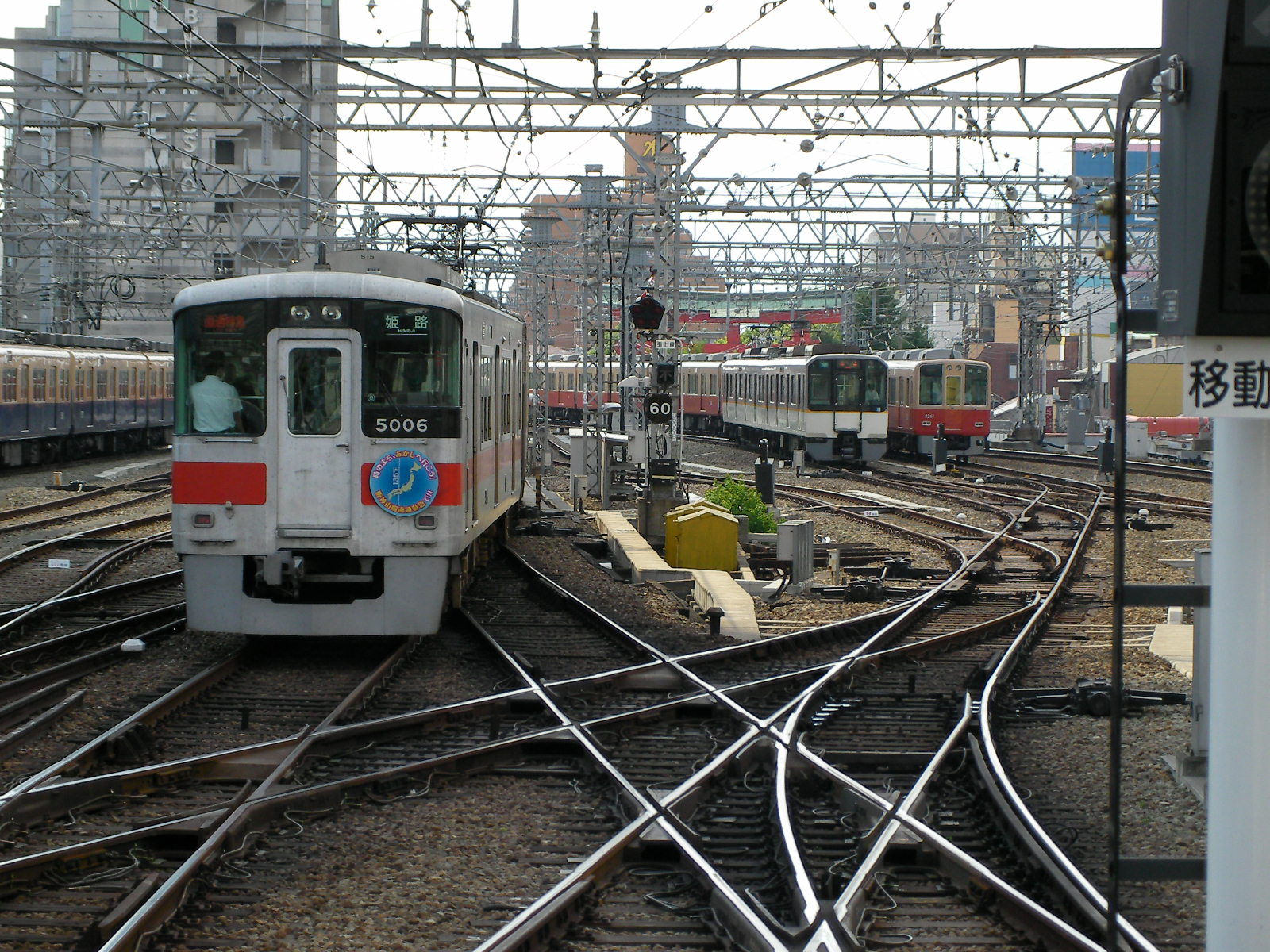
阪神尼崎駅で離合する山陽5000系・近鉄9020系・阪神8000系

#### 過去の事例
- 名古屋鉄道：名鉄各線と近鉄名古屋線系統各線
  - 近鉄名古屋駅と名鉄名古屋駅はともに地下駅だが、壁1枚および連絡改札で隣接している。1950年代まで連絡線があり、線路がつながっていた。名古屋線が狭軌だったこともあり、団体専用列車に関してのみ相互直通運転を実施し、近鉄側からは蒲郡駅・豊川駅（名鉄小坂井支線・国鉄飯田線経由）・犬山駅など、名鉄側からは養老駅・伊勢中川駅（軌間の問題で、ここで乗り換えを要した）などへの観光列車が運行された。しかし、列車本数の増加、名鉄新名古屋駅改修工事など様々な不都合があり、直通列車は1950年8月 - 1952年9月の間のみ運転と、約2年間で打ち切られた。
- 京阪神急行電鉄（現：阪急電鉄）・京阪電気鉄道：京阪本線・宇治線と近鉄京都線
  - 京都線は戦前、京阪と近鉄の前身である大軌が共同出資した奈良電気鉄道の運営であった。戦前は大軌との間でしか直通運転が実施されていなかったが、奈良電線堀内駅（後に近鉄丹波橋駅として復活）と京阪線丹波橋駅を後者に統合する工事が実施され、終戦直後の1945年12月に完成し、当時京阪線を運営していた京阪神急行電鉄（1949年に京阪が再分離）・奈良電・近鉄の3社間での直通運転が開始された。1963年に奈良電が近鉄へ統合された後もしばらく直通運転は継続されたが、1968年12月に廃止された。その理由は、丹波橋駅での線路容量不足と、両社でそれぞれ別種のATSを導入したこと、それに近鉄京都線を京阪本線に先駆けて600Vから1,500Vに昇圧し、大型車投入も実施する予定があったためである。「奈良電気鉄道#京阪神急行電鉄・京阪電気鉄道との直通運転」も参照のこと。
- 大阪港トランスポートシステム：テクノポート線と近鉄東大阪線（当時）
  - 1997年12月18日に大阪港駅 - コスモスクエア駅間が開業し、近鉄も大阪市営地下鉄中央線（現：Osaka Metro中央線）と共に乗り入れを開始したが、大阪港トランスポートシステムの鉄道事業運営方法の見直し（第一種から第三種鉄道事業者へ変更され、第二種鉄道事業者は大阪市交通局となり、一般営業上は交通局の路線に組み込まれた）により、2005年7月1日から営業上の乗り入れ相手ではなくなった。なお、大阪港トランスポートシステム自身が旅客運送を行っていたこの区間は、大阪市営地下鉄中央線編入後も大阪港トランスポートシステムが線路を保有しており、近鉄の車両が引き続き乗り入れている。
- 阪神電気鉄道：神戸高速線から奈良線（本線・阪神なんば線・難波線・大阪線経由）に、新開地駅 - 大阪難波駅 - 近鉄奈良駅間で直通運転。
  - 阪神の車両で、2012年3月20日より神戸高速線新開地発近鉄奈良行き快速急行の運転を土曜・休日の朝のみ行っていた[86]、2022年12月17日のダイヤ改正で神戸三宮発となり、神戸高速線からの定期列車の直通運転は廃止された[87][88]。
- このほか、近鉄に合併した会社のうち、奈良電気鉄道（現在の京都線、1963年9月30日まで）と三重電気鉄道（現在の湯の山線のみ、改軌後、1964年3月23日のダイヤ変更から[89] 1965年3月31日まで）は、合併前から直通運転が行われていた[注釈 27]。

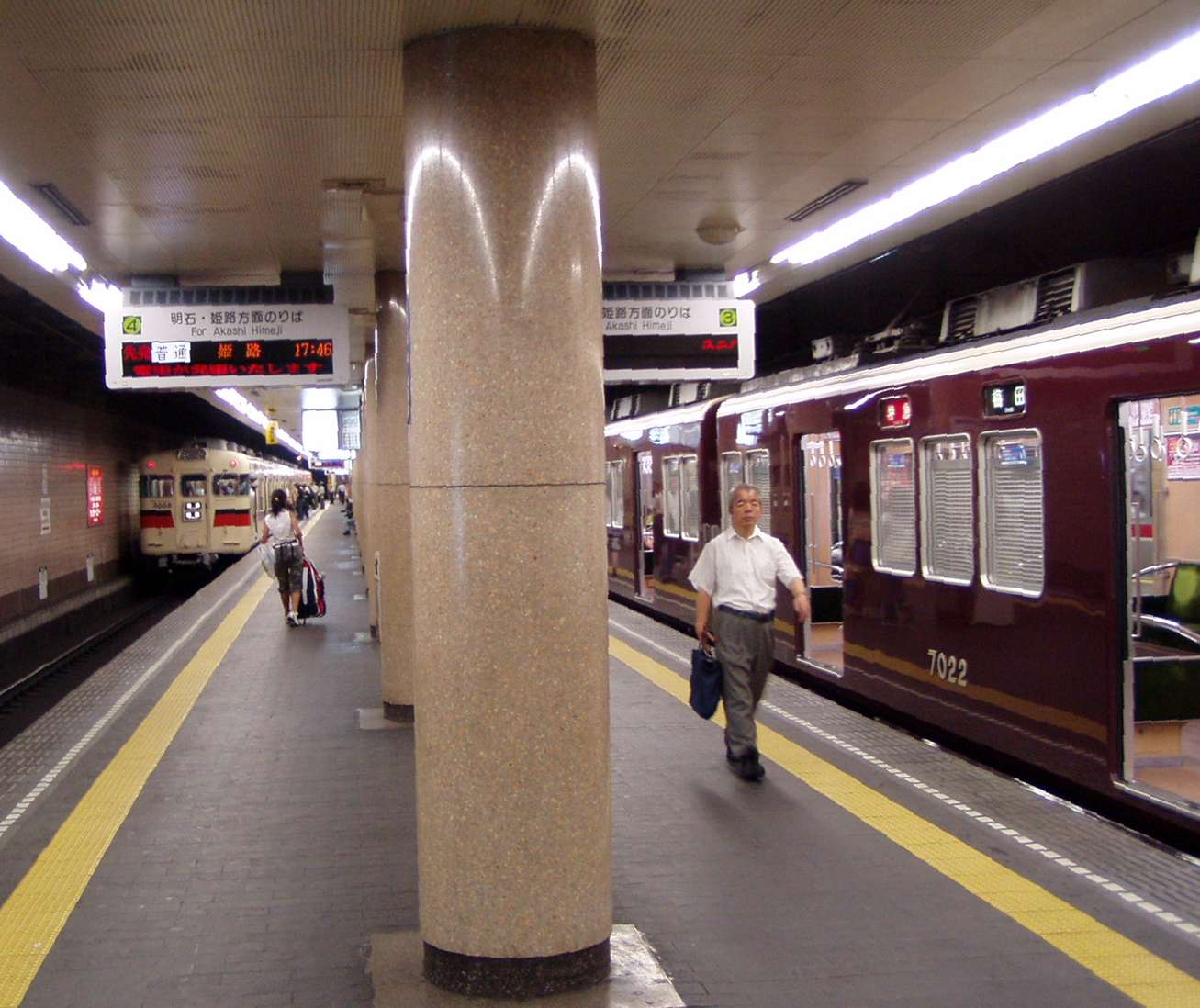
土休日の朝に近鉄奈良行快速急行の発着があった神戸高速線の新開地駅

### 運行管理システム
列車運行管理システムとして、難波線・奈良線・京都線・橿原線・大阪線（大阪上本町 - 西青山間）・天理線・信貴線・生駒線・田原本線・南大阪線・道明寺線・長野線・御所線と阪神電気鉄道の阪神なんば線（桜川 - 大阪難波間）にはKOSMOSを、名古屋線・大阪線（一部除く）・山田線・鳥羽線・志摩線・湯の山線・鈴鹿線と養老鉄道の養老線（桑名 - 播磨・下深谷間）にはKRONOSを供用している。このほか、けいはんな線にも列車運行管理システムが導入されている（名称不明）。

## 乗降人員上位20駅
- 数値は2023年（令和5年）度の乗降人員。2023年度は「移動等円滑化取組報告書（鉄道駅）」[92]、2012年度は2015年時点における公式サイトの「駅別乗降人員」[93]に掲載された統計資料による。
- は2012年度と比較して増 () 減 () 増減なし () を表す。
- 増減率は小数第2位を四捨五入した値である。

| 順位 | 駅名                      | 人数    | 2012年度比 （%） | 2012年度 順位 | 2012年度 人数 | 路線                                         | 所在地               | 備考                                                                 |
| ---- | ------------------------- | ------- | ---------------- | ------------- | ------------- | -------------------------------------------- | -------------------- | -------------------------------------------------------------------- |
| 1    | 大阪阿部野橋駅            | 140,110 | 12.0             | 1             | 159,075       | F南大阪線                                    | 大阪府大阪市阿倍野区 | 吉野特急発着駅 近鉄百貨店前 Time's Place有 あべのハルカス直結        |
| 2    | 鶴橋駅                    | 137,399 | 12.2             | 2             | 156,516       | A奈良線・D大阪線                             | 大阪府大阪市生野区   | 甲特急停車駅                                                         |
| 3    | 大阪難波駅                | 112,968 | 15.6             | 3             | 133,858       | A難波線                                      | 大阪府大阪市中央区   | 甲特急発着駅 Time's Place有                                          |
| 4    | 近鉄名古屋駅              | 90,883  | 11.5             | 4             | 102,687       | E名古屋線                                    | 愛知県名古屋市中村区 | 甲特急発着駅 近鉄パッセ直結                                          |
| 5    | 京都駅                    | 72,154  | 10.6             | 5             | 80,732        | B京都線                                      | 京都府京都市下京区   | 特急発着駅 Time's Place有                                            |
| 6    | 大阪上本町駅              | 65,644  | 13.9             | 6             | 76,230        | A難波線・A奈良線・D大阪線                    | 大阪府大阪市天王寺区 | 甲特急停車駅 特急発着駅 近鉄百貨店前 Time's Place有 上本町YUFURA直結 |
| 7    | 近鉄奈良駅                | 54,783  | 7.1              | 8             | 51,147        | A奈良線                                      | 奈良県奈良市         | 特急発着駅 Time's Place有                                            |
| 8    | 近鉄日本橋駅              | 44,540  | 3.0              | 13            | 45,920        | A奈良線                                      | 大阪府大阪市中央区   | 快速急行停車駅                                                       |
| 9    | 学園前駅 （帝塚山学園前） | 44,369  | 21.1             | 7             | 56,257        | A奈良線                                      | 奈良県奈良市         | 阪奈特急停車駅                                                       |
| 10   | 大和西大寺駅              | 43,743  | 5.6              | 12            | 46,345        | A奈良線・B京都線・B橿原線                    | 奈良県奈良市         | 特急停車駅 近鉄百貨店前 Time's Place有                               |
| 11   | 生駒駅                    | 42,929  | 10.0             | 9             | 47,700        | A奈良線・G生駒線・Cけいはんな線・Y生駒鋼索線 | 奈良県生駒市         | 阪奈特急停車駅 近鉄百貨店前 アントレいこま直結                       |
| 12   | 近鉄丹波橋駅              | 39,779  | 14.5             | 11            | 46,534        | B京都線                                      | 京都府京都市伏見区   | 特急停車駅                                                           |
| 13   | 近鉄四日市駅              | 39,575  | 16.0             | 10            | 47,102        | E名古屋線・K湯の山線                         | 三重県四日市市       | 乙特急停車駅 近鉄百貨店前                                            |
| 14   | 布施駅                    | 34,790  | 8.6              | 14            | 38,072        | A奈良線・D大阪線                             | 大阪府東大阪市       | 急行停車駅 近鉄百貨店前                                              |
| 15   | 近鉄八尾駅                | 33,208  | 3.3              | 18            | 34,353        | D大阪線                                      | 大阪府八尾市         | 準急停車駅                                                           |
| 16   | 大和八木駅                | 32,974  | 4.5              | 17            | 34,537        | B橿原線・D大阪線                             | 奈良県橿原市         | 乙特急停車駅 近鉄百貨店前                                            |
| 17   | 藤井寺駅                  | 32,714  | 11.3             | 15            | 36,917        | F南大阪線                                    | 大阪府藤井寺市       | 準急停車駅                                                           |
| 18   | 高の原駅                  | 30,128  | 15.5             | 16            | 35,637        | B京都線                                      | 奈良県奈良市         | 急行停車駅                                                           |
| 19   | 長瀬駅 （近畿大学前）     | 27,079  | 11.1             | 18            | 30,476        | D大阪線                                      | 大阪府東大阪市       | 普通のみ停車                                                         |
| 20   | 河内松原駅                | 26,250  | 10.1             | 20            | 29,186        | F南大阪線                                    | 大阪府松原市         | 準急停車駅                                                           |

## 列車

### 列車種別
近鉄の路線には各駅に停車する普通のほかに、速達を目的とした列車種別が設定されている。

#### 特急
特急は近鉄の列車種別のうちで最上位の列車である。近鉄の看板列車であり、特に「近鉄特急」と呼称される。
多数の特急列車が大阪・名古屋・京都などの各都市や伊勢志摩、吉野などの観光地を結んでおり、その本数・運行頻度は日本の私鉄で最大である。「私鉄王国」と呼ばれる関西の中でも、奈良県では近鉄の路線網の方がJRより発達しており、存在感と利便性で勝る。
近鉄の特急は走行路線・停車駅区別のための列車愛称を持たない。例えば、2012年3月19日まで運転されていた近鉄名古屋駅 - 大阪難波駅間のうち近鉄名古屋駅 - 鶴橋駅間を途中ノンストップで運行する特急は「名阪ノンストップ特急」と系統の通称で呼ばれていた。
対して、特急に使用される車両は「ひのとり」「アーバンライナー」「ビスタカー」「伊勢志摩ライナー」「しまかぜ」「さくらライナー」などの愛称を持つ。
特急は全車座席指定席であり、利用するには運賃とは別に特急料金が必要である。近鉄の特急料金には指定席の料金が含まれる。特急料金は特別急行券の購入によって支払う。なお、近鉄特急の中でも、「しまかぜ」には通常の特別急行券のほかにしまかぜ車両券が、「ひのとり」にはひのとり特別車両券が必要となる。また、「青の交響曲」（青のシンフォニー）や「あをによし」も特別車両券が必要となる。ビスタEXやしまかぜなどに連結されている個室には通常の特別急行券のほかに個室券が必要となる。すなわち、しまかぜの個室に乗車する際は、乗車区間の普通運賃に加え、特別急行券、しまかぜ車両券、個室券が必要となる。
種別カラーは快速急行と同じ赤だが、駅のLCD・LEDタイプの発車標では特急の種別表示に白い縁取りをすることで快速急行と区別している。
駅到着時の車内自動放送で流すチャイムは「汎用チャイム」と「駅別チャイム」の2種類に大別される。「駅別チャイム」は主な駅に設定されている。「近鉄特急#車内チャイム」を参照。

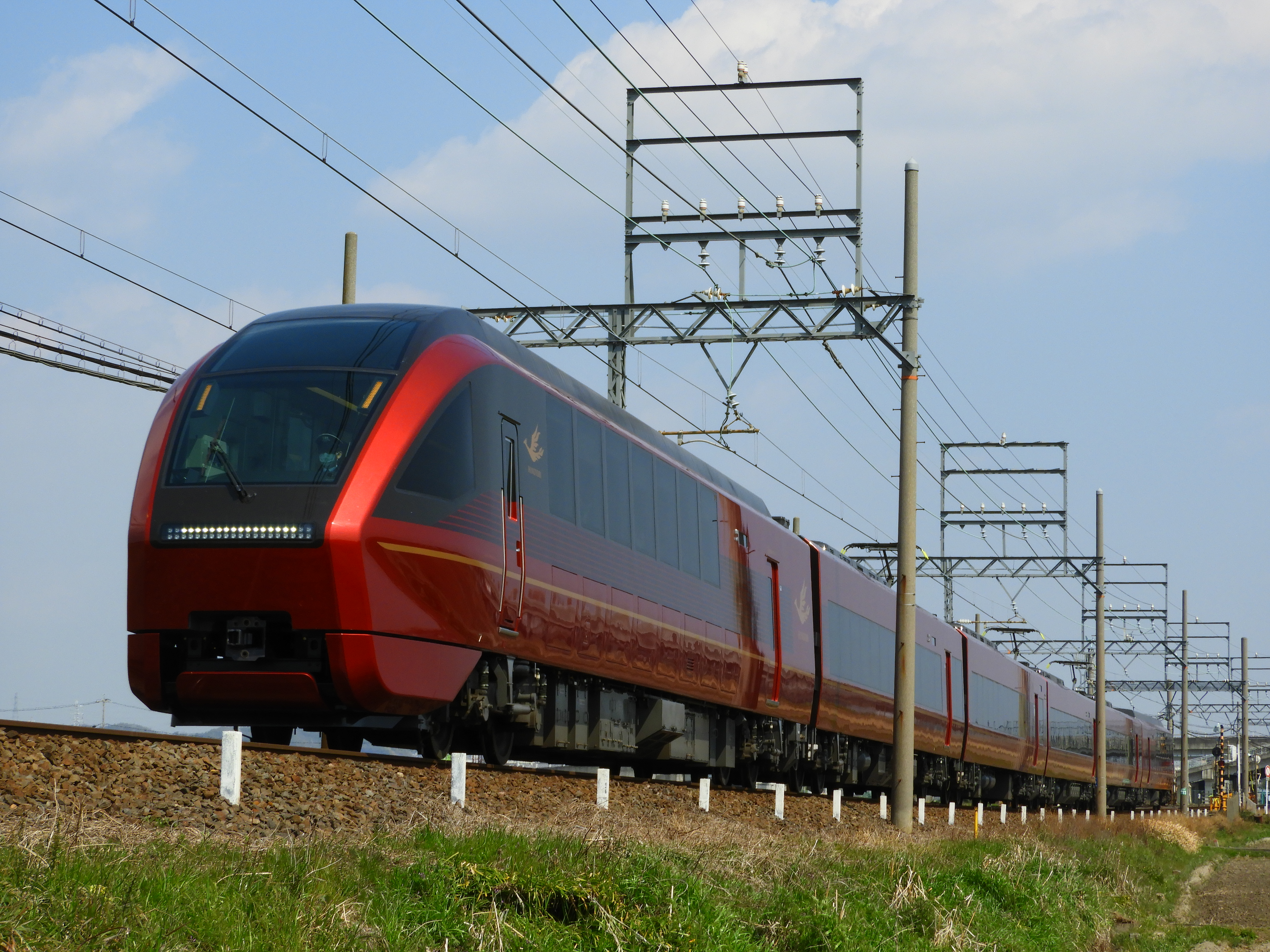
近鉄特急 ひのとり （2021年「ブルーリボン賞」受賞）
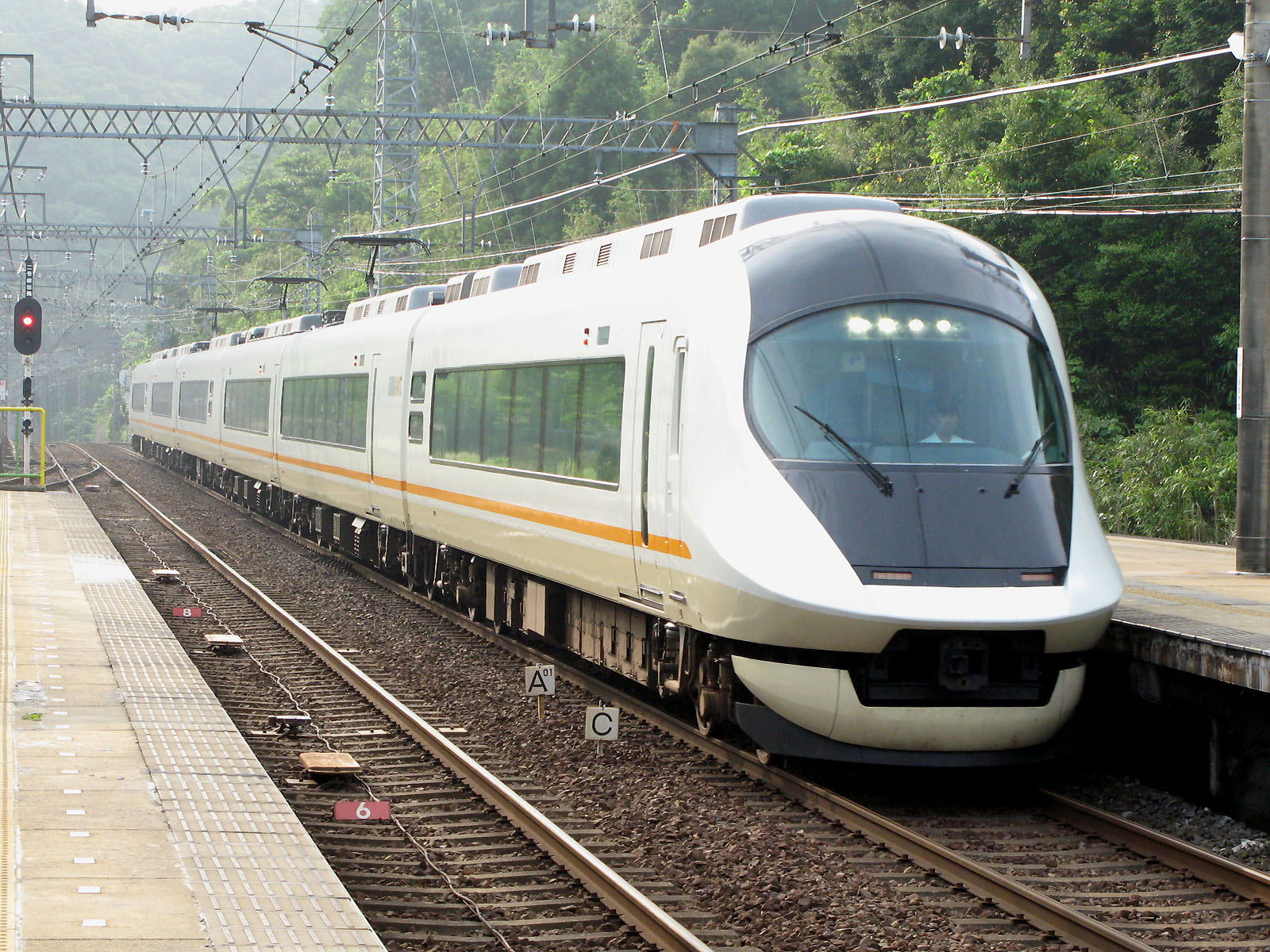
近鉄特急 アーバンライナーnext （2003年「ブルーリボン賞」受賞）
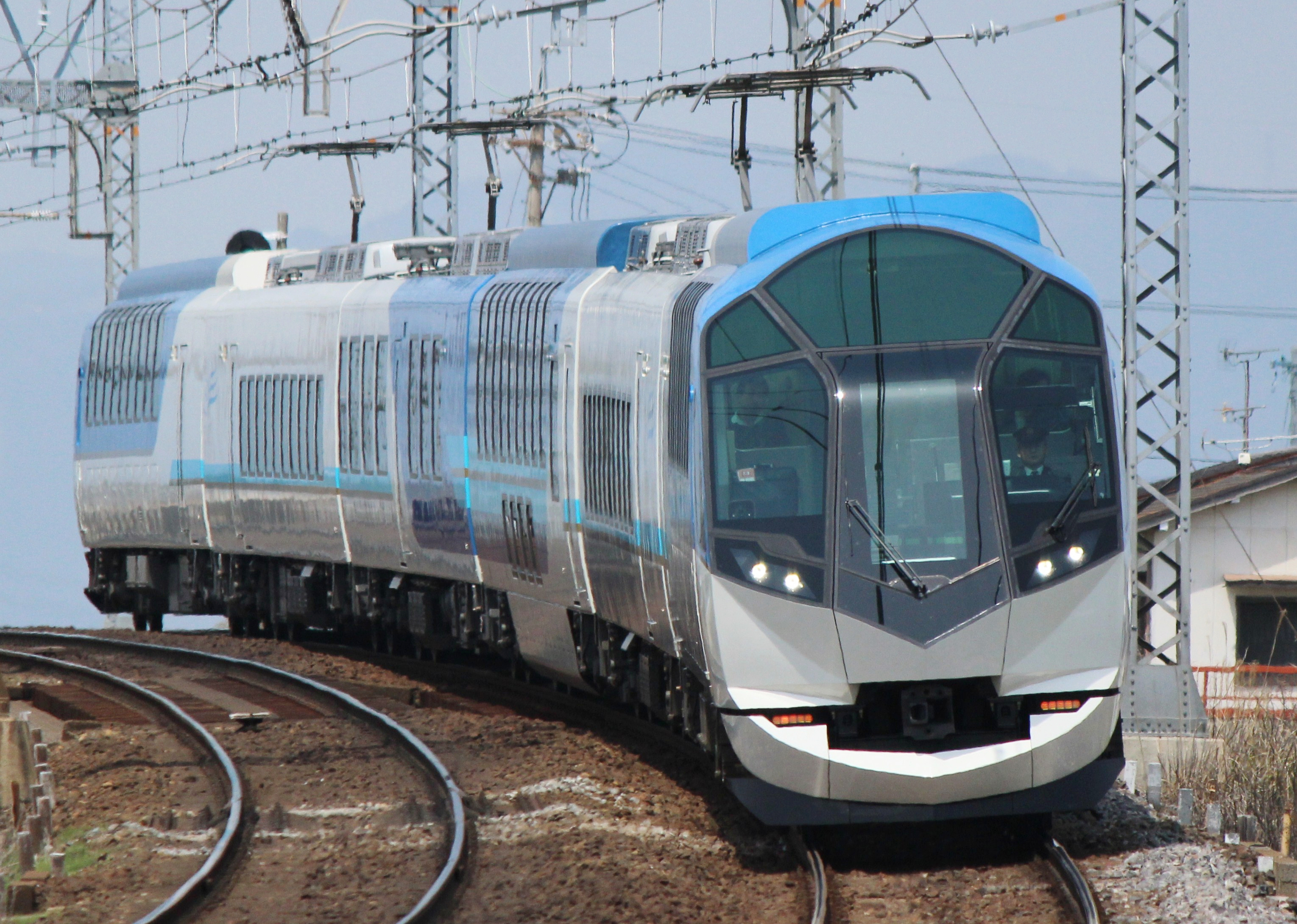
近鉄特急 しまかぜ （2014年「ブルーリボン賞」受賞）
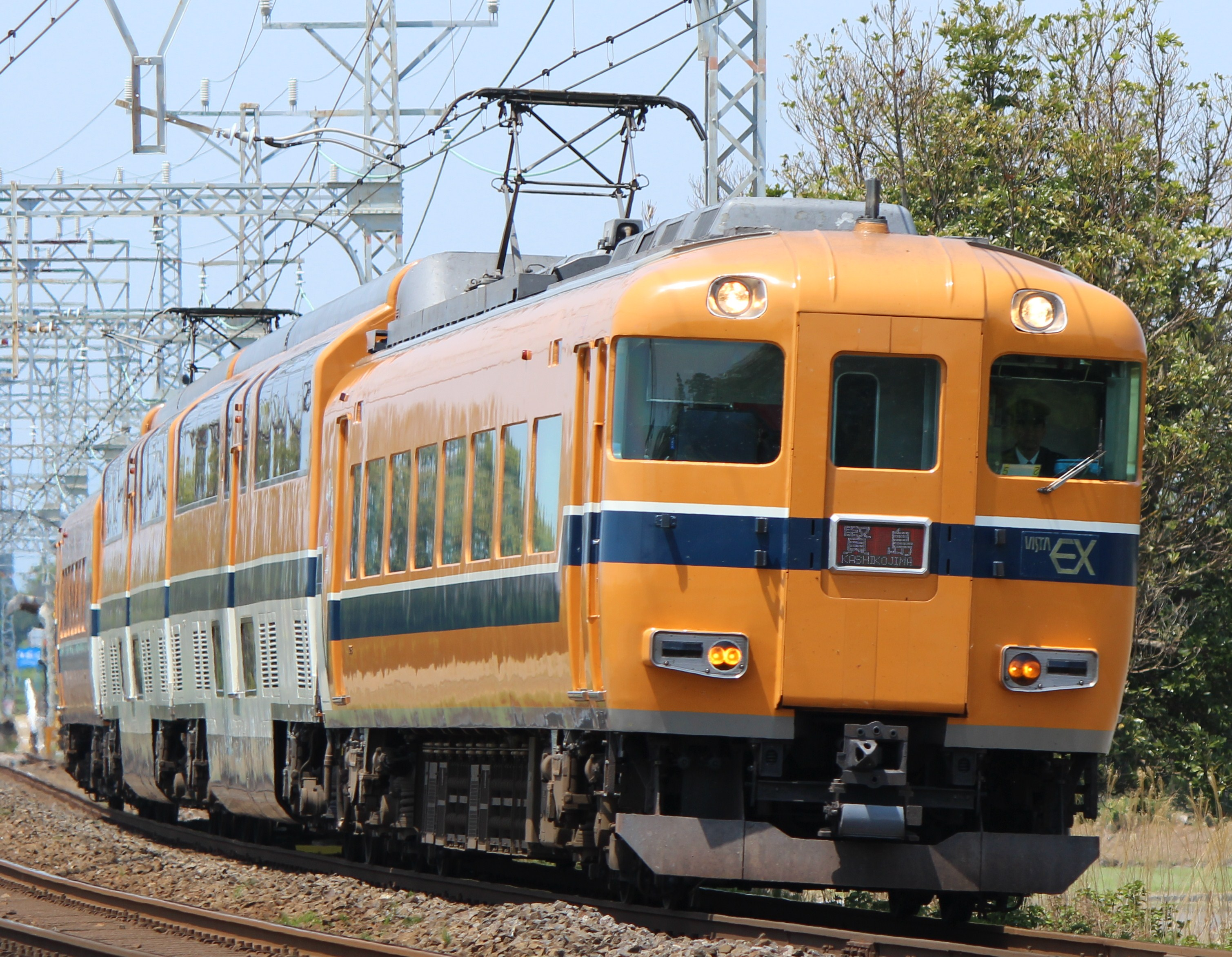
近鉄特急 ビスタEX （1979年「ブルーリボン賞」受賞）
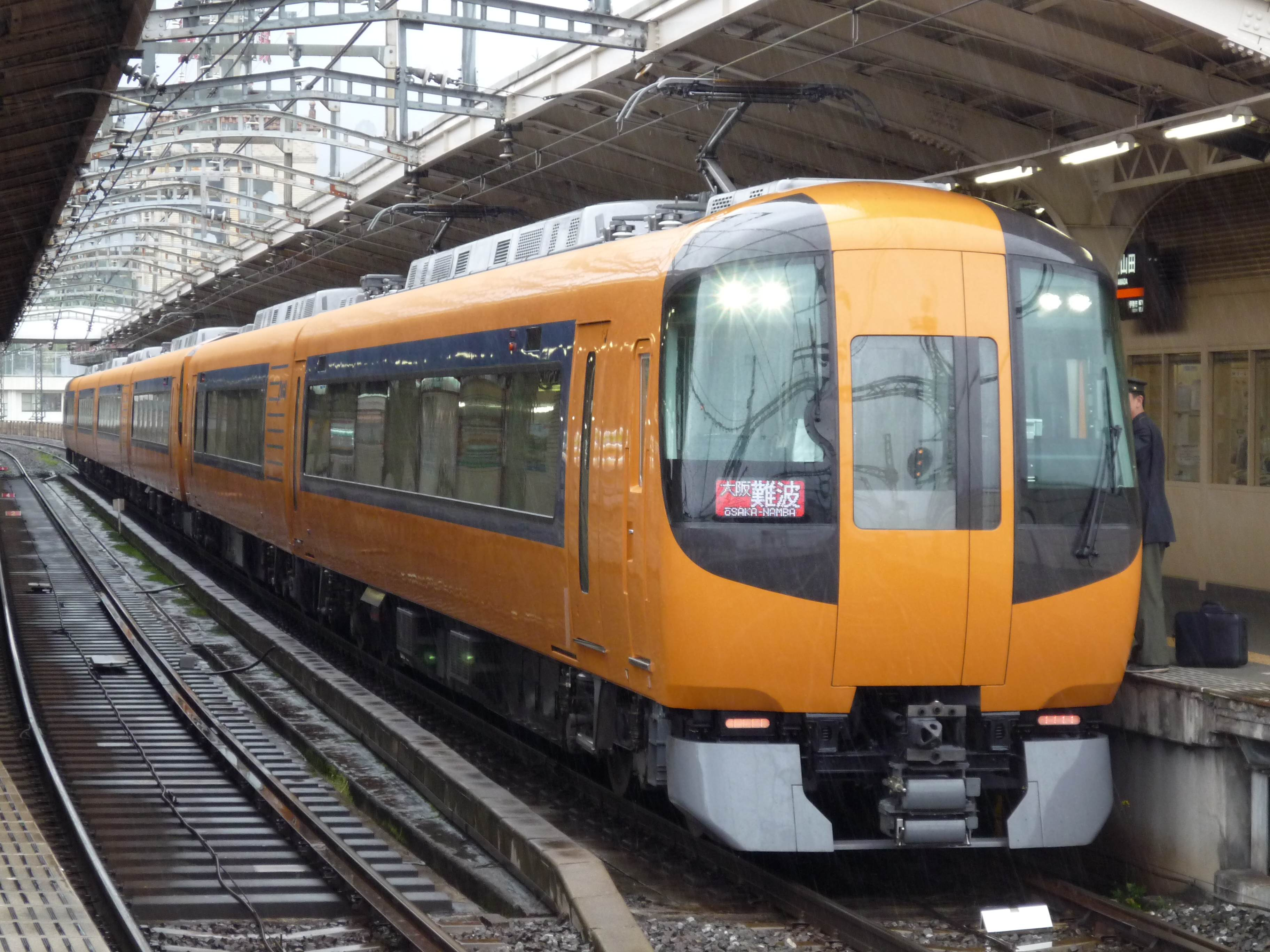
近鉄特急 22600系Ace（エース） （2010年「ローレル賞」受賞）

#### 特急以外の速達列車
詳しくは、各種別および各路線の記事を参照のこと。
近鉄は、特急料金の必要な列車のほかに、運賃のみで利用可能な速達列車を以下の線区に設定している。設定されている列車種別は次の通りである。
| 種別＼線区                       | 難波線 | 奈良線 | 京都線 | 橿原線 | 天理線 | 大阪線 | 名古屋線 | 鈴鹿線 | 山田線 | 鳥羽線 | 南大阪線 | 吉野線 | 長野線 | 御所線 |
| -------------------------------- | ------ | ------ | ------ | ------ | ------ | ------ | -------- | ------ | ------ | ------ | -------- | ------ | ------ | ------ |
| 快速急行 (RAPID EXPRESS)         | □      | ○      | —      | —      | —      | ○      | —        | —      | ○      | □      | ※        | ※      | —      | —      |
| 急行 (EXPRESS)                   | □      | ○      | ○      | ○      | ○      | ○      | ○        | ○      | ○      | □      | ○        | □      | □      | ※      |
| 区間急行 (SUBURBAN EXPRESS)      | —      | —      | —      | —      | —      | —      | —        | —      | —      | —      | ○        | —      | —      | —      |
| 準急 (SEMI-EXPRESS)              | □      | ○      | △      | —      | —      | △      | △        | —      | —      | —      | ○        | □      | □      | □      |
| 区間準急 (SUBURBAN SEMI-EXPRESS) | □      | ○      | —      | —      | —      | △      | —        | —      | —      | —      | —        | —      | —      | —      |

- 凡例 ○：全区間で運転あり △：一部区間で運転 □：全区間で運転するが、線内は各駅に停車 ※：臨時列車で運転 —：運転なし
- 奈良線系統の大阪上本町駅 - 布施駅間は正確には大阪線だが、上表では奈良線とする。

なお、公式には案内していないものの、終着駅にて種別変更した上で行先を変える列車も多数設定されている（以下の「鮮魚運搬専用車両」など）。
上記列車種別のほかに、一般客は利用ができない魚介類行商人のための団体専用列車として「鮮魚列車」が宇治山田駅 - 大阪上本町駅（復路は松阪駅まで）間に設定されていたが、2020年3月13日で運転を終了した。同年3月16日以降は通常の快速急行に鮮魚運搬専用車両としてラッピング車両「伊勢志摩お魚図鑑」を連結して運行している。
京都線では1998年3月17日に快速急行の運転が開始された（それまでは臨時列車としての設定はあった）が、利用者数が乏しく急行と誤乗するケースが多かったため、2003年3月6日のダイヤ変更で廃止された。
2012年3月19日までは大阪線・山田線の大阪上本町駅 - 松阪駅間で「区間快速急行」(SUBURBAN RAPID EXPRESS) という種別が運転されていた。
また、1980年代の一時期に、「高速」という種別が上本町駅 - 鳥羽駅間に存在していた。「伊勢志摩号」という愛称名が付いている臨時列車で、長距離用通勤車（2600系など）か団体専用車20100系を使って運行されていた。乙特急よりも停車駅が少ない（ただし甲特急よりは多い）にもかかわらず、特急料金は不要であった。しかし、停車駅が少ないため近距離・中距離客が利用できず、長距離客は特急料金を払ってでも乗り心地の良い特急を利用するため、利用者数が伸びず数年で廃止された。
これらのほか、全線区で各駅に停車する「普通」 (LOCAL) も運転されている。表記上は全線で共通するが、青山町駅以西では「各駅停車」と呼ばれる。

#### 列車種別の表示
列車種別は先頭車両前面の通過標識灯や種別表示器（方向幕）で識別できる。
通過標識灯の点灯パターンは以下の通りである。阪神直通列車の場合は阪神桜川駅を境に切り替わる。

過去の列車の表示例
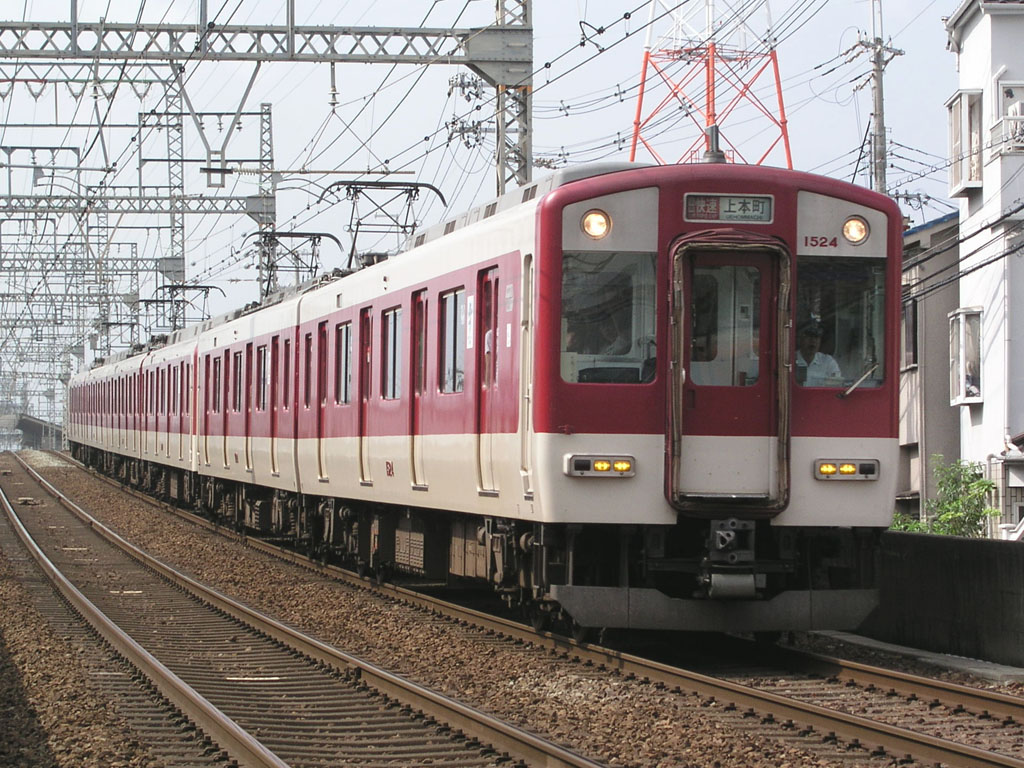
正面から見て両側が点灯 - 快速急行以上の速達列車（団体・回送・試運転列車・配給列車も含む）
- 正面から見て右側が点灯 - 急行・区間急行
- 正面から見て左側が点灯 - 準急・区間準急（いずれも近鉄線内のみ）
- 無点灯 - 普通

急行の点灯パターンは京阪電気鉄道・阪急電鉄と同じである。

通過標識灯と種別表示器の表示例
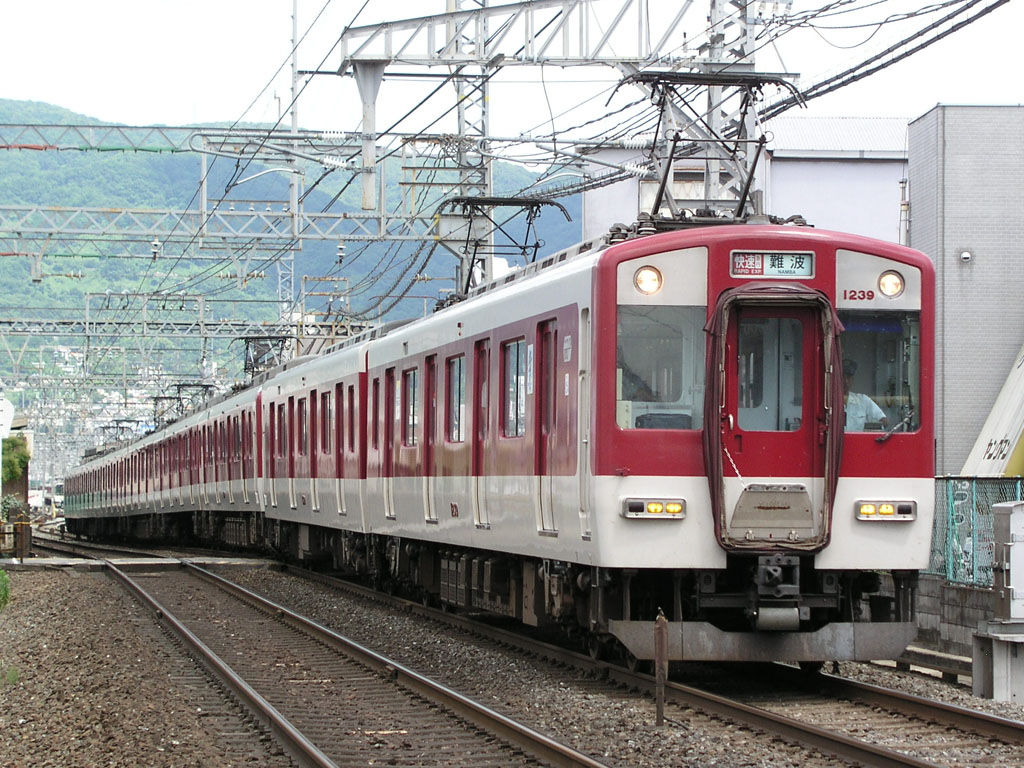
快速急行
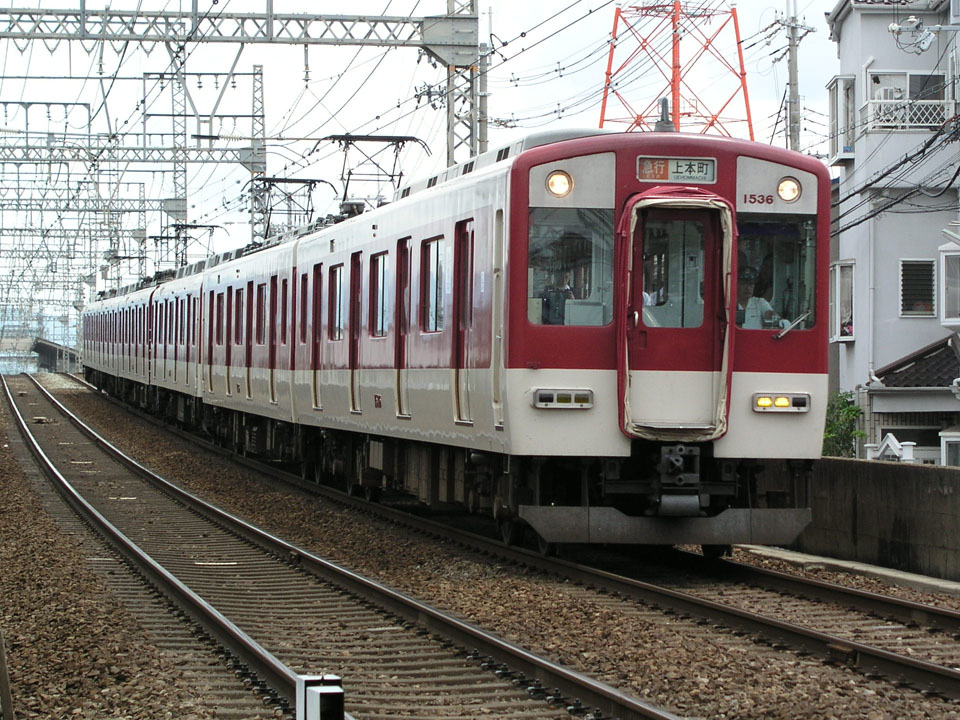
急行（区間急行も同一）
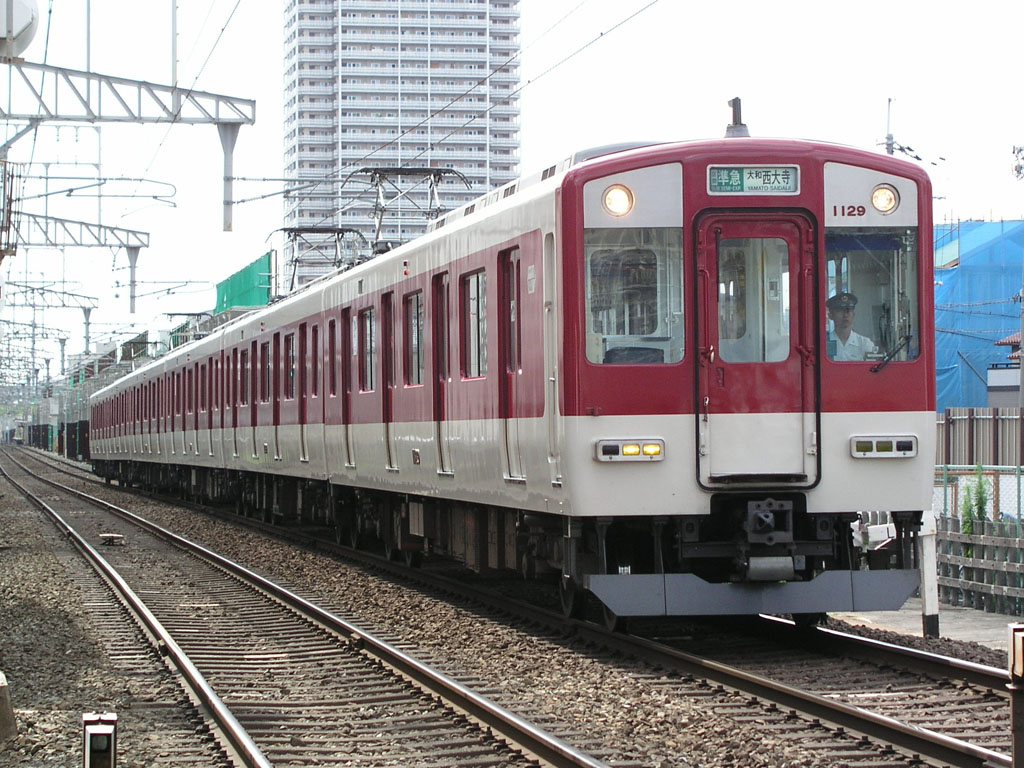
区間準急（準急も同一）
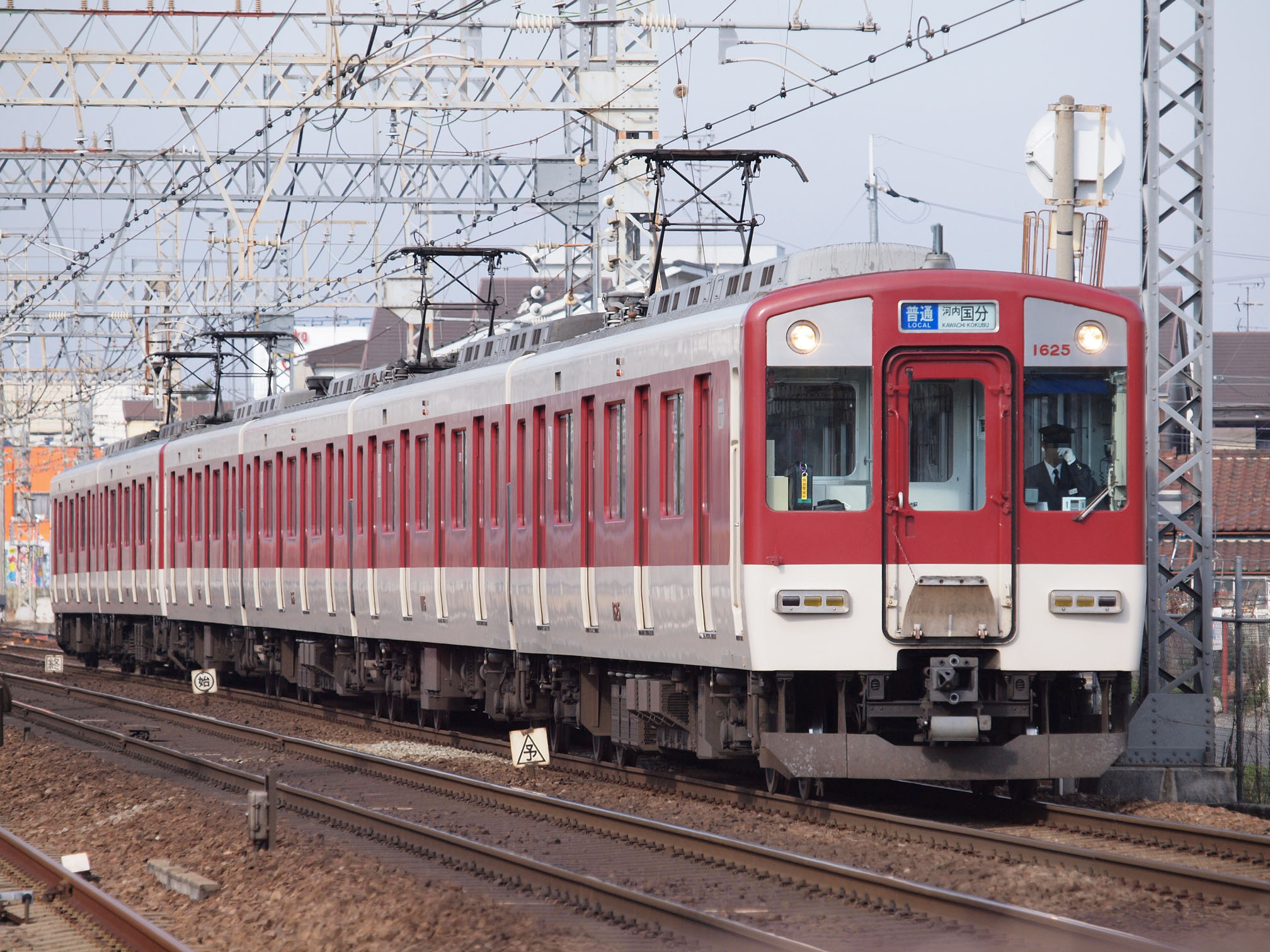
普通

- 過去の列車の表示例
- 区間快速急行

#### 行先標

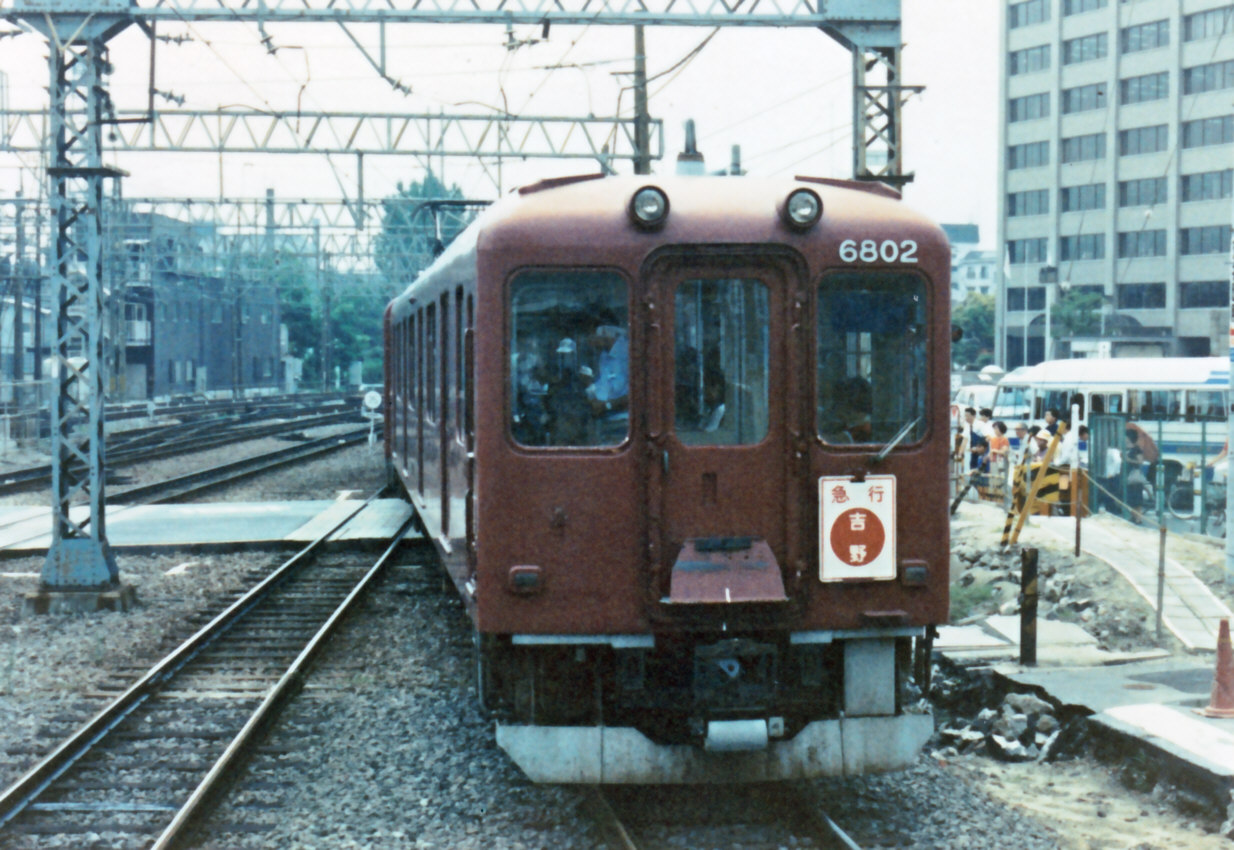
南大阪線6800系「急行 吉野」駅名単一表示

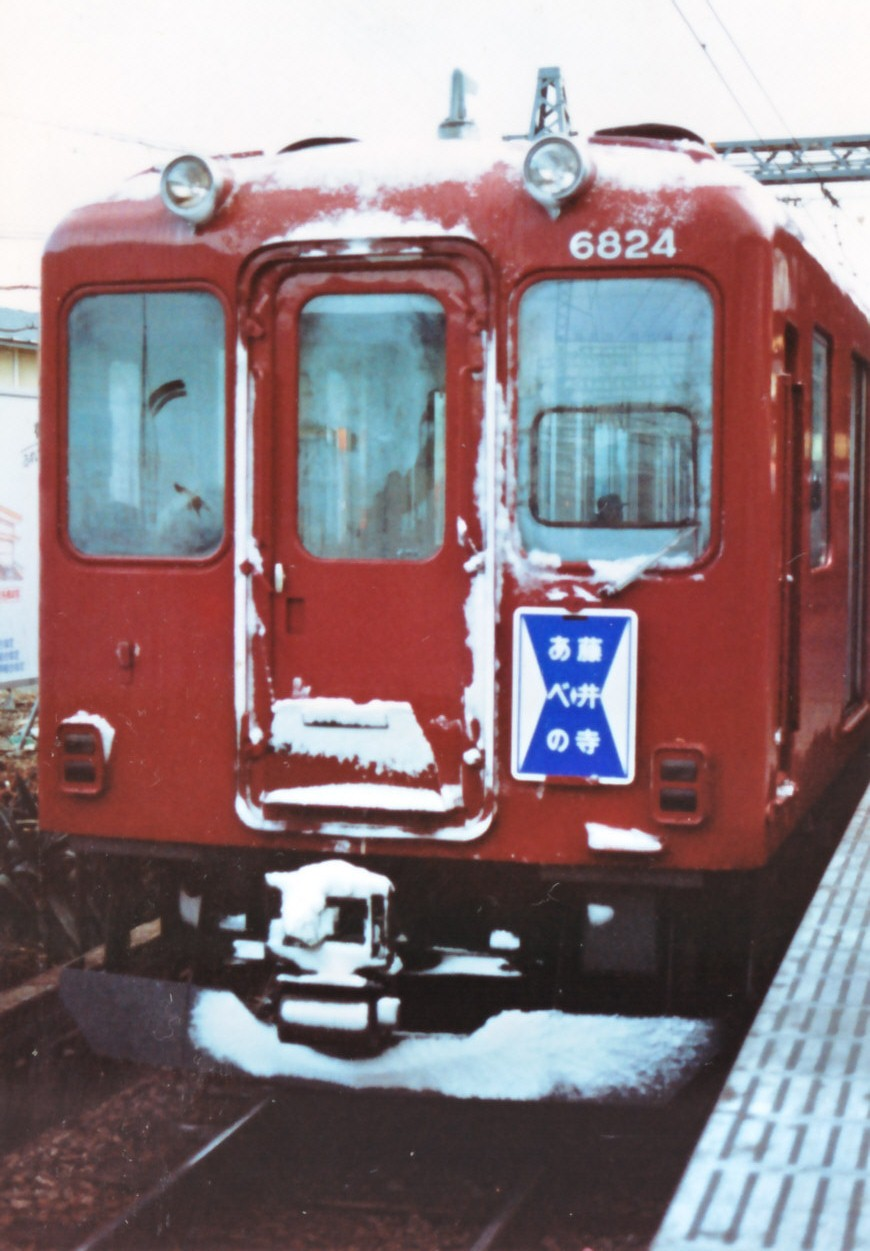
南大阪線6800系「普通 あべの-藤井寺」駅名両方向表示

電車の行先表示に方向幕が普及した高度経済成長以後も、関西の大手私鉄では行先標を好んで使用し、駅の売店でもミニサボが発売されている程であった。
現在の近鉄が発足するまでは合併前の雑多な形式が混在し、規格統一のため運転台機器が1970年代半ばに統一されたが、行先標についても同時期にデザインが統一されている（行先標統一は1981年の阪急が有名だが、近鉄はそれより前である）。これら行先標や車側の種別表示灯（けいはんな線を除く）は、1990年代までに種別表示器に置き換えられた。
歴代の全デザインを解説する事は困難なため、ここでは主要幹線を中心とした、上記統一後のみ説明する。
- 関西私鉄では列車の種類によって、長方形と丸型を使い分けていたが、統一後の旅客列車はすべて長方形となり、丸板は回送やイベント列車のみとなった。

特急車用
裏から蛍光灯で点灯可能なアンドン式については統一前と同じで、不透明な行先標を表示する特急車は、正面左（つまり運転席と逆側。近鉄の通勤車など関西私鉄は、左右いずれかに掲示する場合はほとんどが右である）に横長長方形の行先標を付けていた。
通勤車用
使用する色は特定一色と白のツートンカラーで、赤と青など二色の混用はない。
寸法は優等も普通も同じ。特殊狭軌線など車両寸法が小さな路線では、幹線系より小さなサイズも使われた。
種別毎のデザインの基本は以下の通り。
- 快速急行=赤色で種別表示は下部。
- 区間快速急行=赤色で種別表示は上部に「区間快速」。
- 急行、区間急行=赤色で種別表示は上部。
- 準急=急行と同じデザインで基本は緑だが、赤色も存在した。種別表示は上部。優等で赤以外を使うのは準急だけである。
- 普通=紺色。

- 駅名の周囲に飾りをデザインする場合、優等で多かったのは真円。普通では様々なデザインが存在した。
- 左右に二つの駅名を並べる場合、優等の大半および普通の一部では、駅名の間に菱形"◆"が入る。

### ダイヤ
JRを除く関西の私鉄としては、ダイヤ変更（ダイヤ改正）の頻度が比較的多く、おおむね毎年3月に規模の大小関係なしにダイヤ変更が実施される（時刻表も同時期に刊行される）。1993年には、京都線近鉄宮津駅の開業・志摩線複線化工事の進捗・同年10月の伊勢神宮式年遷宮における輸送対応に伴って9月にもダイヤ変更が実施された。なお、近鉄では長年「ダイヤ改正」ではなく「ダイヤ変更」という言い方を使用していたが、2007年以降2009年まで毎年3月に実施したものには「ダイヤ改正」という言葉を用いている（同年7月に伊賀線が再度ダイヤを変えた時のみ従来どおり「ダイヤ変更」を用いた）。
阪神なんば線の開業にともない行われた2009年3月のダイヤ改正では、近鉄奈良線以外の近鉄線内では小規模な改正に留まったものの、実際は阪神なんば線の直通運転が開始された関係上、阪神電気鉄道・山陽電気鉄道・阪急電鉄（神戸線・今津線系統のみ）・神戸電鉄でも同時にダイヤ改正を行うなど、かなり大規模なものになっている。
2012年3月のダイヤ変更では、ゼロベース=白紙から需要に合わせたダイヤに見直し、運転本数の大幅な削減を主な柱とした合理化によって50億円程度のコストダウンを行った。2010年10月16日には、急行の停車駅を増やすなどして準急を廃止、準急を中心に運転本数を減らす などという報道があったが、この時点では近鉄からは新しいダイヤについての正式な発表はなく、準急の廃止・削減については決定事項ではないことが発表されていた。特急列車関係では時間帯や季節に応じて料金を割り引くサービスを導入する予定としている。ダイヤについては2012年1月にこの白紙変更の正式な内容が発表され、大阪線における快速急行と区間快速急行の種別統合や特急の名阪間ノンストップ運転の中止（名阪甲特急全列車が津駅に停車）、その他の路線でも昼間時間帯の一般列車を中心に大幅な減便を行った。
2014年は3月にダイヤ変更が実施されず、同年9月21日に奈良線の八戸ノ里駅 - 瓢簞山駅間の上り線の高架化が完成したのに合わせて、例年より半年遅れでダイヤ変更が実施された。2016年以降は1年半 - 2年間隔でのダイヤ変更が行われている。
大晦日から正月にかけては、毎年終夜運転（越年ダイヤ）が実施されている。特に近鉄大阪線や名古屋線に関しては宇治山田駅（一部五十鈴川駅・鳥羽駅・賢島駅）発着の特急が大幅に増発されるが、1990年代後半以降は以前と比較して縮小傾向になっている。また、南大阪線に関しても大阪阿部野橋駅 - 橿原神宮前駅間の特急が大幅に増発される。これらを総じて「越年特急」とPRしていることが多い。特急の本数が通常時より多くなり、通常ダイヤでは停車しない桜井駅にも停車する。この越年特急のPRとして、過去には近鉄にまつわる著名人をCMで出演させた時期もあった。1999年（平成11年）の初詣PRでは、近鉄バファローズ投手（当時）の大塚晶則が「背番号11」にちなんで登場した。

### ワンマン運転
近鉄は近畿・東海地方に広大な路線を保有しているが、その中には不採算路線も保有している。このため、大手私鉄の中では比較的早くからワンマン運転を行って経費削減を図ってきた。1990年代頃から長期不況による乗客の減少が目立ち、支線のほとんどがワンマン化されたほか、南大阪線や山田線のような幹線でも、普通列車に関しては輸送量が少なく2両編成の列車も多いため、ワンマン運転が行われつつある（ただし、一部の列車においては現在も車掌が乗務するツーマン運転が行われている）。このような現象は近鉄に限らず、近年の大手私鉄や神戸電鉄・能勢電鉄といった大都市近郊の私鉄にも共通して見られるものである。さらに採算性の厳しい路線（伊賀線や養老線）においては、上下分離方式（経営は近鉄グループホールディングス子会社の伊賀鉄道・養老鉄道が行い、施設はそれぞれ伊賀市、養老線管理機構が保有）の形式を採っている。
ワンマン運転を行う路線のうち、名古屋線 - 山田線 - 鳥羽線 - 志摩線の系統のみは、無人駅においてドアカット（1両目後乗り・前降り）を実施した上で、運転士が運賃精算を行う（駅員配置駅のみすべてのドアが開く）方式が採用されていた。しかし、ICカードの導入にあわせてドアカットは廃止され、無人駅でも、すべてのドアが開くようになった。それ以外の路線では、ワンマン運転開始後も無人駅においてすべてのドアを開けており、運転士は運賃精算などに一切関わらず、完全に利用者の良心に任せる姿勢（信用乗車方式）であるが、時々不正乗車対策として無人駅のホーム上に臨時で係員を配備し、有人駅同様の集札・発券対応を行うこともある。

### 旅客案内
2009年3月20日の阪神なんば線開通により、正式駅名が「大阪難波」「大阪上本町」に変更されるまで、名古屋輸送統括部（大阪線の西青山駅以東）では難波行きと上本町行きの場合は、「大阪難波行き」などと「大阪」を強調する意味で用いられていた（大阪輸送統括部の管轄路線では「大阪」の冠名を用いることはほとんどなかった）。大阪阿部野橋行きは正式駅名が「大阪阿部野橋」のため、すべての場合において「大阪阿部野橋行き」と案内される。
大手私鉄だけではなく在阪私鉄では珍しく、車掌は終着駅に着く際は「終点」や「終着」ではなく「この電車はこの駅までです」とアナウンスする。これは終端駅到着時にも使われていたが、名古屋輸送統括部管内や南大阪線系統（旧・天王寺営業局管内）では、終端駅到着時に限りこのフレーズが省かれることや稀に奈良線系統で「終点」とアナウンスすることもあった。2010年代以降は、大阪阿部野橋駅や京都駅などの終端駅に到着する前に「大阪阿部野橋、阿部野橋、終点です」もしくは「まもなく、京都、京都、終点です」とアナウンスする（車掌による放送および、日本語による車内自動放送）。英語による車内自動放送でも、"This is the final stop for this train."とアナウンスするほか、終端駅に着く前に"This is the final stop, Osaka-Abenobashi: station number F1."もしくは"Arriving at the final stop, Kyoto: station number B1."とアナウンスする。
日本語による列車の案内放送は、「奈良行き快速急行」のように、基本的に「行先・種別」の順であるが、阪神直通列車は大阪難波駅到着直前に「この電車は阪神直通○○行き○○（種別）です」や「この電車は阪神直通の○○行き○○（種別）です」とアナウンスする（稀に「この電車は阪神○○行き○○（種別）です」や「この電車は○○行き○○（種別）です」とアナウンスすることもある）。また、「普通」は大阪輸送統括部管内のみ「各駅停車」と案内される。名古屋輸送統括部管内では「普通電車」と案内されるが、車掌によっては「各駅停車」の表現も使われている。阪神直通列車の自動放送では「この電車は阪神直通○○行き○○（種別）です」で統一、英語でも"This is the (train type) bound for Hanshin (destination) direct."とアナウンスされる。
列車の運転取りやめは「運休」ではなく、「運転取り消し」と案内している。運転取りやめをあらわす略号は一般的に「ウヤ」が使用されるが、近鉄では宇治山田駅と紛らわしいため「トケ」を用いている。
東花園・大和西大寺など途中駅から運転する列車に関しては、大抵の鉄道会社では「当駅始発」としているが、近鉄の駅掲出時刻表には「当駅仕立」として表記している（大阪輸送統括部管内のみ。名古屋輸送統括部では2010年3月改正より表記されず。同管内では駅掲出の時刻表には網掛けで○番線より発車という表記となる。）。

#### 車内自動放送
2016年3月から車掌のタブレット端末（パナソニック製TOUGHPAD FZ-B2）の操作による車内自動放送を奈良線・京都線系統や全線の特急列車に本格的に導入した（ただし特急には既に車内放送が自動化されていたが、この時に4か国語の自動放送を開始）。2017年春からは名古屋線・大阪線・南大阪線系統においても車内自動放送システムを展開する。なお、自動放送の声優は、日本語が有田洋之、英語がダヴィーナ・ロビンソンである。

#### 旧国名・会社略称を冠した駅名の扱い
国鉄との連絡運輸や近傍の他事業者の駅との区別のために、大和、河内、伊勢、志摩、伊賀などの旧国名や会社略称である「近鉄」（前述の通り1970年以前は「近畿日本」）を冠称とした駅名が複数存在するが、伊賀神戸駅や伊勢若松駅などごく一部の例外を除いて長らく路線図や方向板・方向幕・案内放送では一切省略されてきた（ただし、南大阪線・吉野線などの旧・天王寺営業局管内の駅の旧国名については、路線図では記載されていた。河内松原駅・大和上市駅など）。これについて、路線図は2004年3月以降、旧国名や会社名を含む正式な駅名に変更され、続いて案内放送などは同年6月1日以降、河内長野駅・伊賀神戸駅・伊賀上野駅を除き以下のように変更された。
- 案内放送 … 旧国名のみ冠して放送する。行き先案内も同様。ただし、日本語による放送で2度繰り返す場合は、2度目の旧国名は省略できる。会社名は省略して放送する[106][105]。英語による放送でも旧国名のみ冠して放送し、会社名は省略する。
  - 車内放送の例「この電車は、奈良行き快速急行です」"This is the rapid express bound for Nara."「次は、大和西大寺、西大寺です」"The next stop is Yamato-Saidaiji: station number A26, B26."「まもなく、丹波橋、丹波橋です」"Arriving at Tambabashi: station number B7."
  - 駅構内放送の例「1番のりばに、奈良行き快速急行が8両編成でまいります」"A rapid express bound for Nara is arriving at Track 1."「宮津行き急行が発車します」[105]
- 方向幕 … 旧国名のみ小さく表記したものに順次置き換わっているが、旧来の省略したままのものも多く見られる。会社名は省略する。英語表記でも旧国名をそのまま表記。
  - 例「普通｜大和西大寺」「LOCAL|YAMATO-SAIDAIJI」「急行｜名古屋」「EXP.|NAGOYA」
- 発車標 … 方向幕と同様。
  - 例「普通｜大和西大寺」「Local|Yamato-Saidaiji」「快速急行｜奈良」「Rapid Exp.|Nara」
- 駅名標・運賃表 … 旧国名・会社名とも小さく表記する。
  - 例「大和西大寺」「大阪難波」「近鉄奈良」

大阪阿部野橋駅・大阪難波駅・大阪上本町駅の「大阪」についても、旧国名と同様の扱いとなっている。
- 例「普通｜大阪阿部野橋」「LOCAL|ŌSAKA ABENOBASHI」「急行｜大阪難波」「EXP.|ŌSAKA NAMBA」

冊子型の『近鉄時刻表』の行先表示欄の駅名は、2008年号まで旧国名・会社名とも省略された従来の表記が残っていたが、2009年号は会社名のみ略した表記に変わっている。
- 追記：「河内○○駅」の表記について
  - 駅名標、駅舎看板、方向幕の一部には3通りの「河内○○」の表記が存在するので、その区別を例を挙げて説明する。

  1. 「河内」の文字が大文字：（例）「河内長野駅」…「河内長野市」が存在する（現在でもシリーズ21以前の車両の方向幕で「長野」のままになっている編成が存在する。同駅の到着時の駅自動放送では「河内長野。長野でございます」と案内されていた）。
  2. 「河内」の文字が小文字で縦書き：（例）「河内松原駅」「河内天美駅」（ともに現在は駅名標を除く）
  3. 「河内」の文字が小文字で横書き：（例）「河内国分駅」「河内永和駅」など…「河内松原市」「河内天美市」「河内国分市」というのは存在しない。ただし「松原市」は存在する（方向幕に関しては「河内松原行」が存在しないため、この表示方法は存在しない）。

  - 2 のパターンについては旧・天王寺営業局管内特有の表記であったが、同営業局が上本町営業局と統合され大阪輸送統括部となったこともあり、徐々に 3 のパターンへの移行が進められている。
  - 車内放送に関しては、上記 1 に限り「次は、河内長野、河内長野です」、到着前は「ご乗車ありがとうございました。河内長野、河内長野、終点です」となるが、2と3に関しては「次は、河内○○、○○です」となる。

なお、駅構内のファミリーマートの店舗名では旧国名や「大阪」が省略されたものが見られる。

## 車両基地

### 検車区・車庫
出典
- 東花園検車区
  - 東花園車庫（奈良線・大阪線）
  - 東生駒車庫（けいはんな線）
  - 登美ヶ丘車庫（けいはんな線）
- 西大寺検車区（奈良線・橿原線・京都線）
  - 西大寺車庫
  - 新田辺車庫
  - 宮津車庫
- 高安検車区（大阪線）
  - 高安車庫
  - 五位堂車庫
  - 名張車庫（旧・名張検車区）
  - 青山町車庫（旧・名張検車区青山町車庫）

- 富吉検車区（名古屋線）
  - 富吉車庫
  - 米野車庫（旧・米野検車区）
- 明星検車区（大阪線・名古屋線・山田線・鳥羽線・志摩線）
  - 明星車庫
  - 白塚車庫（旧・白塚検車区）
- 古市検車区（南大阪線・吉野線）
  - 古市車庫
  - 天美車庫（旧・天美検車区）
  - 六田車庫

### 検修車庫・検修センター
出典
- 五位堂検修車庫
- 塩浜検修車庫（旧・塩浜工場）
- 高安検修センター（旧・高安工場）

### 廃止された車庫・工場
- 小阪車庫（奈良線、1914年 - 1950年、八戸ノ里車庫に移転。跡地は小阪近鉄ビルに）
- 八戸ノ里車庫（奈良線、1950年 - 1967年、東花園車庫に移転。跡地はマンションに）
- 中之郷車庫（志摩線、? - 1969年、狭軌時代）
- 賢島車庫（志摩線、1970年 - 1993年）
- 西名張車庫（伊賀線、1926年 - 1964年、上野市車庫に移転）
- 布施工場（奈良線、1946年 - 1952年、玉川車庫に移転）
- 玉川工場（奈良線、1952年 - 1982年、五位堂検修車庫に統合、跡地は近鉄ハーツとなった後、2011年からニトリモール東大阪に）
- 南生駒車庫（生駒線、? - ?）
- 天美工場（南大阪線、1929年 - 1950年、古市工場に移転）
- 古市工場（南大阪線、1950年 - 1982年、五位堂検修車庫に統合）
- 西桑名車庫（北勢線、? - 1977年、北大社車庫に移転）
- 北大社車庫（北勢線、1977年 - 2003年、三岐鉄道に移管）
- 内部車庫（内部線、? - 2015年、四日市あすなろう鉄道に移管）
- 上野市車庫（伊賀線、? - 2017年、伊賀鉄道に移管）
- 大垣車庫（養老線、? - 2018年、養老鉄道に移管）

昭和40年代半ばまで、車両に所属検車区を表す銘板が取り付けられており、所属区の頭文字が刻印されていた。東花園検車区と富吉検車区は所属区の銘板取り付け中止後に開設されたため、略号は制定されていない。
- 新：新田辺車庫（現在車両配置はない）
- 八：八戸ノ里車庫
- 西：西大寺車庫
- 高：高安車庫
- 明：明星車庫
- 白：白塚車庫（現在車両配置はない）
- 古：古市車庫
- 天：天美車庫（現在車両配置はない）

## 乗務員区所
近鉄では運転士と車掌は同じ職場に所属する。

### 大阪統括部
奈良線系
- 東花園列車区

けいはんな線
- 東生駒列車区

京都線・橿原線系
- 西大寺列車区
- 新田辺列車区

大阪線系
- 高安列車区
- 名張列車区

南大阪線・吉野線系
- 古市列車区
- 六田列車区

### 名古屋統括部
名古屋線・山田線系
- 富吉列車区
- 塩浜列車区
- 白塚列車区

鳥羽線・志摩線系
- 五十鈴川列車区

## 駅管区・駅長所在駅
近鉄では駅業務を近鉄ステーションサービスに委託していた時代、業務円滑化・採算性向上のため全線を8管区に分割し管区支配人制を導入した。その後、同社が近鉄に合併されてからも管区支配人制度は続けられており、現在では各輸送統括部担当課と駅長との間に位置するポストとされている。また、管区支配人は駅長と兼務しているため、管区支配人を兼務している駅には副駅長が配置されている。近鉄では駅長室の入口には、駅長・副駅長・首席助役と当務の助役の職名と氏名の書かれた表札がそれぞれ掲げられている。2010年9月時点での管轄及び駅長所在駅 は以下の通り。
- 大阪北管区（支配人は大阪上本町駅長が兼務）
  - 大阪難波駅 - 石切駅間
  - 布施駅 - 大阪教育大前駅間
  - 河内山本駅 - 高安山駅間
    - 駅長所在駅：大阪難波・大阪上本町・鶴橋・布施・八戸ノ里・瓢簞山・近鉄八尾・河内国分
- 大阪南管区（支配人は大阪阿部野橋駅長が兼務）
  - 大阪阿部野橋駅 - 浮孔駅間
  - 柏原駅 - 道明寺駅間
  - 古市駅 - 河内長野駅間
  - 尺土駅 - 近鉄御所駅間
    - 駅長所在駅：大阪阿部野橋・矢田・藤井寺・古市・高田市・富田林
- 京都管区（支配人は京都駅長が兼務）
  - 京都駅 - 山田川駅間
    - 駅長所在駅：京都・大久保・新田辺
- 奈良北管区（支配人は大和西大寺駅長が兼務）
  - 生駒駅 - 近鉄奈良駅間
  - 高の原駅-  笠縫駅間
  - 平端駅 - 天理駅間
  - 生駒駅 - 王寺駅間
  - 西田原本駅 - 新王寺駅間
  - 長田駅 - 学研奈良登美ヶ丘駅間
  - 鳥居前駅 - 生駒山上駅間
    - 駅長所在駅：生駒・大和西大寺・近鉄奈良・天理・王寺

- 奈良南管区（支配人は橿原神宮前駅長が兼務）
  - 関屋駅 - 西青山駅間
  - 新ノ口駅 - 橿原神宮前駅間
  - 坊城駅 - 吉野駅間
    - 駅長所在駅：大和高田・大和八木・榛原・名張・橿原神宮前・下市口
    - 分離独立前の伊賀線（現在の伊賀鉄道）も管内であった。
- 名古屋管区（支配人は近鉄名古屋駅長が兼務）
  - 近鉄名古屋駅 - 阿倉川駅間
    - 駅長所在駅：近鉄名古屋・桑名
- 三重北管区（支配人は近鉄四日市駅長が兼務）
  - 川原町駅 - 桃園駅間
  - 近鉄四日市駅 - 湯の山温泉駅間
  - 伊勢若松駅 - 平田町駅間
    - 駅長所在駅：近鉄四日市・白子・津
- 三重南管区（支配人は宇治山田駅長が兼務）
  - 伊勢中川駅 - 賢島駅間
  - 東青山駅 - 伊勢中川駅間
    - 駅長所在駅：伊勢中川・宇治山田・鳥羽

2022年時点では、大阪統括部の192駅を20駅管区で、名古屋統括部の94駅を8駅管区で管理している。

## 運賃
大人普通旅客運賃（小児半額・端数は10円単位で切り上げ）。2023年4月1日改定。
| キロ程  | 運賃（円） | キロ程    | 運賃（円） | キロ程    | 運賃（円） |
| ------- | ---------- | --------- | ---------- | --------- | ---------- |
| 1 - 3   | 180        | 56 - 60   | 1,070      | 141 - 150 | 2,310      |
| 4 - 6   | 240        | 61 - 65   | 1,140      | 151 - 160 | 2,430      |
| 7 - 10  | 300        | 66 - 70   | 1,210      | 161 - 170 | 2,560      |
| 11 - 14 | 360        | 71 - 75   | 1,290      | 171 - 180 | 2,710      |
| 15 - 18 | 430        | 76 - 80   | 1,370      | 181 - 190 | 2,860      |
| 19 - 22 | 490        | 81 - 85   | 1,450      | 191 - 200 | 3,000      |
| 23 - 26 | 530        | 86 - 90   | 1,530      | 201 - 210 | 3,130      |
| 27 - 30 | 590        | 91 - 95   | 1,600      | 211 - 220 | 3,280      |
| 31 - 35 | 680        | 96 - 100  | 1,670      | 221 - 230 | 3,410      |
| 36 - 40 | 760        | 101 - 110 | 1,740      | 231 - 240 | 3,560      |
| 41 - 45 | 830        | 111 - 120 | 1,880      | 241 - 250 | 3,690      |
| 46 - 50 | 910        | 121 - 130 | 2,040      |           |            |
| 51 - 55 | 1,000      | 131 - 140 | 2,170      |           |            |

吉野線・志摩線・湯の山線の各線内またはこれらの路線と他の路線にまたがる区間の場合は、これらの路線の乗車キロ数の合計に応じて下表の金額を加算する。
| 乗車キロ程 | 加算額（円） |
| ---------- | ------------ |
| 1 - 10     | 20           |
| 11 - 30    | 30           |
| 31 -       | 40           |

伊勢市駅 - 宇治山田駅間を通って鳥羽線にまたがる区間の場合は、鳥羽線内の乗車キロ数に応じて下表の金額を加算する（鳥羽線内だけまたは鳥羽線と志摩線の駅間だけを乗車する場合は加算しない）。
| 乗車キロ程 | 加算額（円） |
| ---------- | ------------ |
| 1 - 6      | 10           |
| 7 - 12     | 20           |
| 13 -       | 30           |

けいはんな線内または同線と他の路線をまたがる区間の場合は、けいはんな線内の乗車キロに応じて下表の金額を加算する。
| 乗車キロ程 | 加算額（円） |
| ---------- | ------------ |
| 1 - 3      | 40           |
| 4 - 6      | 60           |
| 7 - 10     | 70           |
| 11 - 14    | 90           |
| 15 - 18    | 110          |
| 19         | 130          |

鋼索線の運賃は下表の通り
| 線区         | 線区                           | 普通運賃（円） |
| ------------ | ------------------------------ | -------------- |
| 生駒鋼索線   | 宝山寺線または山上線のみ       | 290            |
| 生駒鋼索線   | 宝山寺線・山上線をまたがる場合 | 500            |
| 西信貴鋼索線 | 西信貴鋼索線                   | 560            |

沿線の少子高齢化で利用者が減少する中でも、消費税率引き上げに伴う運賃改定を除き1995年9月以来運賃を据え置いてきたが、新型コロナウイルス感染症流行の影響による利用者の減少、設備投資の強化、老朽化した一般車両の更新（シリーズ21以来となる新型一般車両の投入）などを理由に、2023年4月1日に運賃を改定した。運賃改定申請に対し、沿線自治体である奈良県の荒井正吾知事（当時）が2022年7月の公聴会の場で運賃値上げについて意見を述べ、2022年9月2日に「令和10年3月31日までの期限を設け、運賃改定後の令和5年度から3年間（令和7年度まで）の総収入と総括原価の実績を確認する」という条件を付して、運賃改定が国土交通大臣に認可された。

### 運賃計算の特例
運賃は、乗車経路通りキロ程を計算し算出するのが原則であるが、近鉄には以下のような特例が存在する。
徒歩連絡制度
定期券・回数券・普通乗車券で、田原本駅と西田原本駅間、王寺駅と新王寺駅間を徒歩連絡で乗車する場合は、キロ程を通算して運賃を算出する。
- 例：大和八木駅 - 箸尾駅間を「大和八木駅 - 田原本駅（徒歩連絡）西田原本駅 - 箸尾駅」と乗車する場合

定期券で、安堂駅と柏原南口駅間または、堅下駅と柏原駅間を徒歩連絡で乗車する場合は、キロ程を通算して運賃を算出する。
- 例：五位堂駅 - 道明寺駅間を「五位堂駅 - 安堂駅（徒歩連絡）柏原南口駅 - 道明寺駅」と乗車する場合

大阪環状線経由の定期券（通称「鶴・天経由」）
定期券で、鶴橋駅と大阪阿部野橋駅（天王寺駅）間をJR大阪環状線を経由して近鉄線を利用する場合、近鉄線のキロ程を通算することができる。定期運賃は、先のキロ程を通算して算出した近鉄運賃にJR運賃を合算した額となる。
- 例：河内小阪駅 - 河内天美駅間を「河内小阪駅 - 鶴橋駅（JR大阪環状線）天王寺駅（徒歩連絡）大阪阿部野橋駅 - 河内天美駅」と乗車する場合

定期券における鶴橋駅または大阪上本町駅折り返し特例
定期券で、奈良線河内永和駅以東と大阪線俊徳道駅以東の各駅を布施駅を通過する列車を利用し、鶴橋駅または大阪上本町駅で折り返す場合、発駅 - 鶴橋駅もしくは大阪上本町駅 - 着駅のキロ程を通算することができる。
- 例：奈良線生駒駅 - 大阪線弥刀駅間を「生駒駅 - （快速急行） - 鶴橋駅 - （普通） - 弥刀駅」と乗車する場合、本来であれば「生駒駅 - 鶴橋駅（布施駅）」と「布施駅（鶴橋駅） - 弥刀駅」の2枚の定期券が必要であるが、上記特例により生駒駅 - 鶴橋駅・鶴橋駅 - 弥刀間のキロ程を通算して算出した運賃で定期券を購入できる。この場合、定期券の発着駅名は「生駒 - 弥刀」で経由地に「鶴橋」と記載される。また、布施駅 - 鶴橋駅間での途中下車（この場合は今里駅）もできる。

環状経路乗車制度
回数券・普通乗車券で、布施駅 - （奈良線） - 大和西大寺駅 - （橿原線） - 大和八木駅 - （大阪線） - 布施駅間の環状経路の一部を通る場合は、遠回りの経路でも乗車でき、指定がなければ最短経路で運賃が計算される。
- 例：桜井駅 - 石切駅間を乗車する場合、大和西大寺駅を経由しても布施駅を経由しても最短経路の大和西大寺駅経由で計算した運賃で乗車できる。ただし、田原本線・生駒線を経由する「桜井駅 - 大和八木駅 - 田原本駅（徒歩）西田原本駅 - 新王寺駅（徒歩）王寺駅 - 生駒駅 - 石切駅」という経路の乗車は選択できない。

布施駅通過列車に対する特例
回数券・普通乗車券・団体乗車券で、奈良線河内永和駅以東と大阪線俊徳道駅以東の各駅を布施駅を通過する列車で利用する場合、鶴橋駅で折り返すことができる。
- 例：奈良線生駒駅 - 大阪線弥刀駅間を「生駒駅 - （快速急行） - 鶴橋駅 - （普通） - 弥刀駅」と乗車する場合、上記特例により生駒駅 - 布施駅 - 弥刀駅の運賃で乗車できる。

なお、この特例は布施駅および今里駅を発駅もしくは着駅とする場合にも適用される。
- 例：布施駅 - 名古屋線近鉄名古屋駅間を「布施駅 - （準急） - 鶴橋駅 - （特急） - 近鉄名古屋駅」と乗車する場合、上記特例により布施駅 - 近鉄名古屋駅の運賃で乗車できる。

観光特急「あをによし」に対する特例
近鉄奈良駅を経由して大阪 - 京都間を直通する観光特急「あをによし」で、奈良線学園前駅以西の各駅から京都線大和西大寺駅以北の各駅を利用する場合、近鉄奈良駅を経由しない運賃（大和西大寺駅 - 近鉄奈良駅間を含めないで計算した運賃）で乗車することができる。
- 例：観光特急「あをによし」で難波線大阪難波駅 - （近鉄奈良駅経由） - 京都線京都駅間を乗車する場合、上記特例により大阪難波駅 - （大和西大寺駅経由） - 京都駅の運賃で乗車できる。

### 途中下車制度
現在の近鉄には定期券と生駒鋼索線（宝山寺駅でのみ可能）のみ途中下車制度が存在する。2001年2月にスルッとKANSAIが導入されるまでは、鉄道線でも途中下車指定駅（上本町・布施・生駒・大和西大寺・田原本・大和八木・橿原神宮前・伊勢中川・近鉄四日市・桑名）や長距離乗車券（制度廃止直前時点では片道運賃が1400円を超える区間の乗車券）で途中下車が可能であった。なお当時の長距離乗車券は有効期間が片道2日であったが、途中下車制度廃止時に1日に統一されている。

### 阪神電気鉄道との連絡運輸（大阪難波接続）
阪神電気鉄道との連絡運輸（大阪難波接続）は、次の区間で行っている。
近鉄側
- 難波線（大阪上本町 - 大阪難波）
- 大阪線（大阪上本町 - 桜井）
- 奈良線（布施 - 近鉄奈良）
- けいはんな線（生駒 - 学研奈良登美ヶ丘）
- 京都線（大和西大寺 - 高の原）
- 橿原線（全線）
- 天理線（全線）
- 生駒線（生駒 - 東山）
- 信貴線（全線）

阪神側
- なんば線（大阪難波 - 尼崎）
- 本線（福島 - 元町）
- 武庫川線（全線）

範囲外を利用する場合は降車駅または生駒駅中間改札での精算となる。ただし、必要な残額がある各種交通系ICカードを利用する場合は、山陽電気鉄道（大阪難波・西代経由）、阪急電鉄（大阪難波・高速神戸経由）、能勢電鉄（大阪難波・高速神戸・川西能勢口経由）、神戸電鉄（大阪難波・新開地経由）、神戸市交通局（大阪難波・新開地・谷上経由）、大阪市高速電気軌道（大阪難波・高速神戸・天神橋筋六丁目経由）、北大阪急行電鉄（大阪難波・高速神戸・天神橋筋六丁目・江坂経由）の各駅を含め、そのまま改札を通過できる。

### 京都市交通局との連絡運輸（竹田接続）
京都市交通局との連絡運輸（竹田接続）は、次の区間で行っている。
近鉄側
- 京都線（竹田 - 大和西大寺）
- 奈良線（生駒 - 近鉄奈良）
- 橿原線（全線）
- 天理線（全線）

京都市交通局側
- 全駅

範囲外を利用する場合は降車駅または生駒駅中間改札での精算となる。ただし、必要な残額がある各種交通系ICカードを利用する場合は、京阪電気鉄道京津線・石山坂本線（竹田・御陵経由）の各駅を含め、そのまま改札を通過できる。

### 大阪市高速電気軌道との連絡運輸（長田接続）
大阪市高速電気軌道との連絡運輸（長田接続）は、次の区間で行っている。連絡定期券はICカード「ICOCA」のみでの発売である。
近鉄側
- けいはんな線（全線）
- 奈良線（生駒 - 近鉄奈良）
- 京都線（大和西大寺 - 新田辺）
- 橿原線（大和西大寺 - 平端）
- 天理線（全線）
- 生駒線（全線）

大阪市高速電気軌道側
- 全駅

範囲外を利用する場合は降車駅または生駒駅中間改札での精算となる。ただし、必要な残額がある各種交通系ICカードを利用する場合は、阪急電鉄（天神橋筋六丁目経由）、北大阪急行電鉄（江坂経由）、阪神電気鉄道（天神橋筋六丁目・高速神戸または新開地経由）、山陽電気鉄道（天神橋筋六丁目・高速神戸または新開地・西代経由）、能勢電鉄（天神橋筋六丁目・川西能勢口経由）、神戸電鉄（天神橋筋六丁目・新開地・湊川経由）、神戸市交通局（天神橋筋六丁目・新開地・谷上経由）の各駅を含め、そのまま改札を通過できる。なお、大阪線伊賀上津駅以東の各駅からけいはんな線を経由して、大阪市高速電気軌道の各駅までの利用では交通系ICカードでの乗車はできない。

### 改札外の連絡運輸
以下の駅で行っている。
- 西日本旅客鉄道（JR西日本） - 鶴橋、大阪阿部野橋=天王寺、柏原、王寺、新王寺=王寺、桜井、京都、吉野口
  - 近鉄 - 鶴橋 - 天王寺/大阪阿部野橋 - 近鉄
  - 近鉄 - 鶴橋 - 京橋 - 京阪
- 南海電気鉄道 - 難波、河内長野（難波はIC定期券のみ[122]）
- 東海旅客鉄道（JR東海） - 近鉄名古屋=名古屋、桑名
- 名古屋鉄道 - 近鉄名古屋=名鉄名古屋
- 大阪市高速電気軌道 - 大阪難波=難波、近鉄日本橋=日本橋、大阪上本町=谷町九丁目、大阪阿部野橋=天王寺

このうち、大阪市高速電気軌道との連絡運輸は2020年12月8日発売分からICカード「ICOCA」による連絡定期券のみとなる。

#### 障害者割引
身体障害者・知的障害者・精神障害者に対し以下の割引がある。
| 対象                                                  | 種別   | 区分   | 条件   | 条件   | 距離      | 普通券 | 回数券 | 定期券 |
| ----------------------------------------------------- | ------ | ------ | ------ | ------ | --------- | ------ | ------ | ------ |
| 身体障害者手帳 療育手帳 精神障害者保健福祉手帳 所持者 | 第一種 | 大人   | 単独   | 単独   | 101km以上 | 5割引  | -      | -      |
| 身体障害者手帳 療育手帳 精神障害者保健福祉手帳 所持者 | 第一種 | 大人   | 介護付 | 本人   | 無制限    | 5割引  | 5割引  | 5割引  |
| 身体障害者手帳 療育手帳 精神障害者保健福祉手帳 所持者 | 第一種 | 大人   | 介護付 | 介護者 | 無制限    | 5割引  | 5割引  | 5割引  |
| 身体障害者手帳 療育手帳 精神障害者保健福祉手帳 所持者 | 第一種 | 小児   | 単独   | 単独   | 101km以上 | 5割引  | -      | -      |
| 身体障害者手帳 療育手帳 精神障害者保健福祉手帳 所持者 | 第一種 | 小児   | 介護付 | 小学生 | 無制限    | 5割引  | 5割引  | 無割引 |
| 身体障害者手帳 療育手帳 精神障害者保健福祉手帳 所持者 | 第一種 | 小児   | 介護付 | 乳幼児 | 無制限    | 無料   | 無料   | 無料   |
| 身体障害者手帳 療育手帳 精神障害者保健福祉手帳 所持者 | 第一種 | 小児   | 介護付 | 介護者 | 無制限    | 5割引  | 5割引  | 5割引  |
| 身体障害者手帳 療育手帳 精神障害者保健福祉手帳 所持者 | 第二種 | 大人   | 単独   | 単独   | 101km以上 | 5割引  | -      | -      |
| 身体障害者手帳 療育手帳 精神障害者保健福祉手帳 所持者 | 第二種 | 小児   | 単独   | 単独   | 101km以上 | 5割引  | -      | -      |
| 身体障害者手帳 療育手帳 精神障害者保健福祉手帳 所持者 | 第二種 | 小児   | 単独   | 単独   | 101km以上 | 5割引  | -      | -      |
| 身体障害者手帳 療育手帳 精神障害者保健福祉手帳 所持者 | 第二種 | 介護付 | 小学生 | 無制限 | -         | -      | 無割引 |        |
| 身体障害者手帳 療育手帳 精神障害者保健福祉手帳 所持者 | 第二種 | 介護付 | 乳幼児 | 無制限 | -         | -      | 無料   |        |
| 身体障害者手帳 療育手帳 精神障害者保健福祉手帳 所持者 | 第二種 | 介護付 | 介護者 | 無制限 | -         | -      | 5割引  |        |

### 乗車カード・主な企画乗車券
以下の各項目を参照。
- KIPS PiTaPaカード - 近鉄が発行するPiTaPaカード
- 名阪ビジネス回数きっぷ - 大阪難波・近鉄日本橋・大阪上本町・鶴橋⇔近鉄名古屋間のみ有効の回数乗車券。2019年9月30日まで発売予定[123]だったが、2019年10月1日以降も2024年3月31日まで発売されている[124]。
  - 販売を終了した名阪まる得きっぷ（特急回数券）の後継にあたる。但し特急料金は含まれていないため、特急列車を利用する際は別途特急券を購入する必要がある。
- 伊勢・鳥羽・志摩スーパーパスポート まわりゃんせ
- 周遊パスポート あそばんせ
- 関西1デイパス
  - 2012年7月発売の「夏の関西1デイパス」より、JR西日本との共同企画商品として、JR西日本のアーバンネットワークエリアの一日乗車券に、近畿日本鉄道および京阪電気鉄道・南海電気鉄道のいずれか一社の一日乗車券への引換クーポンが付属したものが発売されている。なお京阪と南海の両社向けとしては、2009年より「関西1デイ納涼パス/夏の関西1デイパス」・「秋の関西1デイパス」・「冬の関西1デイパス」・「春の関西1デイパス」がそれぞれ発売されている。
- 近鉄週末フリーパス（全線フリーきっぷ）
  - 土曜・日曜日を含む3日間有効。乗車開始日の前日までに購入する必要がある。通年で発売。2017年までは毎年2月から12月までの発売だった。
  - 2020年11月6日乗車開始分から2021年2月27日乗車開始分、2021年10月8日乗車開始分から2022年3月26日乗車分までは発売を停止し、その間の期間は月曜から金曜日にも利用できる「近鉄全線3日間フリーきっぷ」を発売する[125][126]。

このほかに天理教信者の参拝向けに販売する普通割引切符があるが、天理教教会および天理教本部限定販売である。
また、乗車カードとしてPiTaPaが使える路線（鋼索線を除く全線）でJR西日本のICカード「ICOCA」およびこれらと相互利用可能なICカード（TOICA・manaca・Suica・PASMO・Kitaca・SUGOCA・nimoca・はやかけん）が利用可能である。かつては志摩線に一部利用できない駅があったが2015年8月1日に志摩線全駅と西信貴鋼索線でこれらのICカードが利用可能となった。
さらに、自社でのICOCA・ICOCA定期券（JR西日本・京阪・阪神・南海・大阪地下鉄・京都地下鉄各社局との連絡定期券も）が発売されている（一部の路線・区間を除く）。2013年3月23日からは近鉄とJR東海のIC連絡定期券も発売が開始されており、2014年3月14日には南海電気鉄道との河内長野連絡ICOCA連絡定期券も発売を開始した（南海ではPiTaPa連絡定期券として発売）。また、2014年9月21日には名古屋鉄道とのIC連絡定期券も発行を開始し、2017年には京都市交通局との竹田連絡ICOCA連絡定期券も発売を開始した。
2024年10月29日からはほぼ全駅でクレジットカードやデビットカードなどによるタッチ決済も利用可能となっている（生駒鋼索線の各駅は利用不可）。タッチ決済で乗車する場合は大人普通運賃が適用される。

#### 販売を終了したもの
- パールカード - 2008年9月15日の終電をもって発売終了。その後自動精算機での利用は2009年3月1日に終了した。自動券売機では引き続き利用できたが、2020年5月31日をもって利用終了。
- Jスルーカード - 2008年9月15日の終電をもって発売終了。その後自動改札機や自動精算機での利用は2009年3月1日をもって終了した。なお自動券売機での利用も2023年1月31日をもって終了した。
- KIPS ICOCAカード - 近鉄が2012年12月1日より発行開始したICOCAカード[23]。近鉄グループの「KIPSポイントカード」（現金払い専用）との一体型である。2023年1月31日をもって新規発行を終了した[52]。
- パールカード11（回数券カード）- 2024年2月29日の終電をもって発売終了。
  - 利用可能時間帯・利用可能日に制限がある代わりに割引率が大きくなるオフピークチケット・サンキューチケットもあった（「パールカード11」の項を参照）。
- 3・3・SUNフリーきっぷ - 名鉄・南海との共同企画。2006年8月発売終了。
  - ワイド3・3・SUNフリーきっぷ - グループ各社でも使える。2006年3月発売終了。
- スルッとKANSAIカード - 青山町駅より西（吉野線・道明寺線・田原本線など一部路線を除く）で使用可能な乗車カード。2017年3月31日をもって発売終了、2018年1月31日をもって自動改札機での利用を終了した。自動券売機と自動精算機での利用も2023年1月31日をもって終了した。
- 名阪まる得きっぷ（特急回数券） - 2017年12月30日をもって発売終了。
- 新春全線フリーパス（全線フリーきっぷ）- 毎年12月30日から1月31日までの連続3日間有効。乗車開始日の前日までに購入する必要がある。2017年の年末年始を最後に発売されていない。
- 京めぐり - 2024年3月31日をもって発売終了。

なお、スルッとKANSAIカードとJスルーカードでカードに印字される符号は「KT」であった。

## 入場券
駅の入場券の発売額は以下の通り（2023年4月1日現在。小児半額・端数は10円単位で切り上げ）。ただし、JR西日本やJR東海との共同使用駅（改札内で行き来が可能な駅）である津駅・松阪駅・伊勢市駅・吉野口駅・柏原駅については、発売額が他の近鉄の駅と異なる（小児半額、端数は10円単位で切り捨て）。
なお、JRとの改札分離に伴い、2020年3月18日に鳥羽駅、同8月30日に桑名駅の入場券料金を変更した。
| 駅名                             | 入場券の料金 |
| -------------------------------- | ------------ |
| 下記以外の各駅                   | 180          |
| 津駅・松阪駅・伊勢市駅・吉野口駅 | 150          |
| 柏原駅                           | 140          |

## 駅設備

### 自動改札機
自動改札機の導入開始はきわめて早く、現在主流の磁気乗車券方式のものは1969年に試験導入が始まっており、これが本格実用化のきっかけとなった。その後1971年4月より、大阪阿部野橋駅など19の駅でサイバネ規格対応の自動改札機の本格導入が開始された。また、それ以前にも光学読み取り式自動改札の試験が大阪阿部野橋駅で行われている。
しかしながら、近鉄には奈良や三重を中心にローカル駅や無人駅が多いという実情から、40年以上経った2022年現在でも全線全駅での自動改札の導入は行われていない。またスルッとKANSAIの導入も遅れ、結局は青山町駅以西の一部支線を除いたエリアでの導入となっていた。一方で、他の関西私鉄では導入されなかったJスルーには近鉄グループの近鉄バスとともに対応していた。さらに、東海エリアの駅に関しては2000年代前半まで主要駅を除いて自動改札が存在していなかったが、2007年4月のICカード「PiTaPa」導入を機にこれらの駅の大半でも自動改札の導入が実施され、これらの駅では2枚対応改札（赤い改札）が導入された。またICカードに限れば、2018年3月現在、生駒鋼索線と葛城索道線を除く全線全駅で利用可能である。
改札機のメーカーは、難波線（大阪上本町駅を除く）・大阪線・南大阪線系・橿原線（新ノ口駅 - 橿原神宮前駅の各駅）がオムロン（オムロンソーシアルソリューションズ）、奈良線（今里駅・布施駅を除く）・京都線・橿原線（新ノ口駅 - 橿原神宮前駅の各駅を除く）が東芝（東芝インフラシステムズ）、名古屋線系が日本信号製と分けられている。なお、鶴橋駅のみ西改札と臨時改札がオムロン、東改札が東芝となっている。
2007年11月28日に近畿日本鉄道は、鉄道向け自動改札システムの開発・実用化に関して、電気・電子・情報・通信分野における世界最大の学会であるIEEE（アメリカ電気電子学会）より、「IEEEマイルストーン」に認定され、同システムを共同で研究・開発してきた、大阪大学・オムロン・阪急電鉄と共に受賞したと発表した。前述した自動改札機の試験導入が行われた大阪阿部野橋駅には、受賞記念の銘板が設置されている。

### ICカードの対応
ICカードを用いた乗降（改札通過処理）については前述の通りだが、精算やチャージについてはすべての駅では対応しておらず、都市近郊の駅でも一部の駅でこれらの処理ができず、閑散区間に至っては主要駅でしか扱っていない。そのため、十分な残額が無いままで無人駅などへ乗車した場合、その駅での降車ができないケースがある。
精算機についてはPiTaPa導入開始以降、都心部や近郊区間の駅を中心にICカード対応のタイプへの置き換えが進んでおり、この機械ではICカードの精算やチャージが可能となっている。チャージに関してはこのほかにも、改札内のICカードチャージ機、改札外のICカード対応切符券売機で対応している。また2016年からは、関西私鉄（かつPiTaPa導入社局）で初めて券売機でICカードの残額を利用してきっぷを購入することができるようになった。
物販支払いにおけるICカードの対応については、コンビニ型店舗「K PLAT」で「PiTaPa」（iDも利用可能）が、「ファミリーマート」（「am/pm」から転換）では、「ICOCA」や「TOICA」「manaca」など同カードと相互利用可能なICカードや、「楽天Edy」などが使用可能となっている。一方で、小型店舗、キオスク型店舗が中心の「Pocket Plat」については、「PiTaPa」に対応していた古市駅の店舗を除いてICカードに対応していなかったが、2013年度中に、旧「K PLAT」の店舗を含め、ファミリーマートへの転換（愛称：「近鉄エキファミ」）が進められ、転換が完了した店舗からファミリーマートが導入している各電子マネーおよびPiTaPaが随時使用可能になった。その他の業種の店舗でも駅ナカを中心に導入が進められており、自動販売機でも対応している物がある。

### 発車標・駅の案内表示
ホームに設置されている発車標（列車発着案内表示器）のタイプに関しては、1980年頃までは行灯式や字幕式、それ以降2000年頃まで設置されたものは反転フラップ式（ソラリー式）が主流であった。しかし一部の主要駅では発光ダイオード (LED) や液晶ディスプレイ (LCD) タイプのものに交換され、さらに奈良線系統においては2009年3月の阪神なんば線開通に伴い、表示する情報量が格段に増えることなどからLCDタイプのものへの交換が一部の駅を除いて行われた。このLCDタイプは奈良線以外では大阪阿部野橋駅や桃山御陵前駅を皮切りに主要駅を中心に順次設置されている。なお都心部やその近郊区間での下位種別しか停車しない駅などではほとんどが列車の通過到着を知らせるだけのLED一段タイプのものであるほか、閑散区間の駅や支線の駅に至っては全く設置されていない場合がほとんどである。このほか、生駒ケーブルなどでは昔ながらの行灯式が現在でも使用されている。なお、字幕式の発車標は河内長野駅での2020年1月30日の使用終了をもって全て姿を消した。
また、近鉄特有のものとして、主にターミナル駅のホーム階段付近やコンコース、改札などに設置されている各方面別の発車案内を表示するブラウン管式や液晶式の表示装置があった。早い所では1970年代から設置されていたもので、長らくブラウン管式が使用されていたが、2000年代に入ってから大半が液晶式に交換され、ブラウン管式表示装置は橿原神宮前駅での2016年の使用終了をもって全て姿を消した。液晶式表示装置も最新タイプのLCD式に交換が進み、旧タイプの方面別発車案内は大和西大寺駅での2025年の使用終了をもって全て姿を消した。また、この液晶式表示装置はダイヤの乱れなどが発生した時に、運行情報を表示する機能も導入されている。このほか、一部の主要駅では列車運行情報専用（平常運転時は旅客案内用）の液晶ディスプレイが設置されている。
発車標は、全列車を表示するもののほかに、大阪難波駅や近鉄名古屋駅などでは特急のみ表示するものも設置されている。また、特急停車駅ではホームに乗車位置の案内表示器が設置されており、発車標と同様にソラリー、LED、LCDが混在する。さらに、各方式で号車番号のみ表示するもの、発車時刻の「分」と号車番号を表示するもの、発車時刻・行先・号車番号を表示するものがある。なお、発車標での特急の表示は2013年のダイヤ変更まで一部の駅を除いて使用車種にかかわらず「特急」のみであったが、このダイヤ変更以降は全ての駅でしまかぜ・アーバンライナー・伊勢志摩ライナー・さくらライナーに限り使用車種の名称が併記されるようになった（後に登場した青の交響曲・ひのとり・あをによしも同様）。
発車標をはじめ、方向幕・駅名標などにおける、固有名詞のローマ字表記については、近年大手私鉄各社で小文字を利用した表記方法（例：「Ōsaka」「Kyōto」「Nagoya」など）が広がる中、南海電気鉄道と同様に、すべて大文字表記（例：「ŌSAKA-NAMBA」「KINTETSU-NARA」など）の、鉄道掲示規程に準じた表記方法となっていた が、これは2015年8月より実施の駅ナンバリング導入に際し小文字混じりの表記に一斉に切り換えられた。なお、2000年代以降に設置された案内サインの多くには、日本語・英語のほかに簡体字およびハングルでの案内が印字されており、また2009年以降近鉄奈良線を皮切りに更新された案内板・駅名標からユニバーサルデザインのピクトグラムや、イワタとパナソニック（松下電器産業）が共同開発 したユニバーサルデザイン対応フォント「イワタUDゴシック」が採用されている。2015年8月から2016年4月にかけて駅ナンバリングの導入、及び主要駅の案内サインや行先表示装置、駅・車内放送における多言語対応の充実に伴い、再度駅の案内板のリニューアルが行われ、シンプルでかつ文字サイズが幾分大きめになったデザインに変更されている。また、LCDタイプの発車標では、英語表記を小さいフォントで日本語の下に配置していたもの（鶴橋駅の画像を参照）から、主要駅29駅においては『日本語』と『英語（頭文字のみ大文字、以下小文字。駅ナンバリング込み）』とを交互表示させるものになった。ただし、主要駅以外では従来の表示形式のままである。

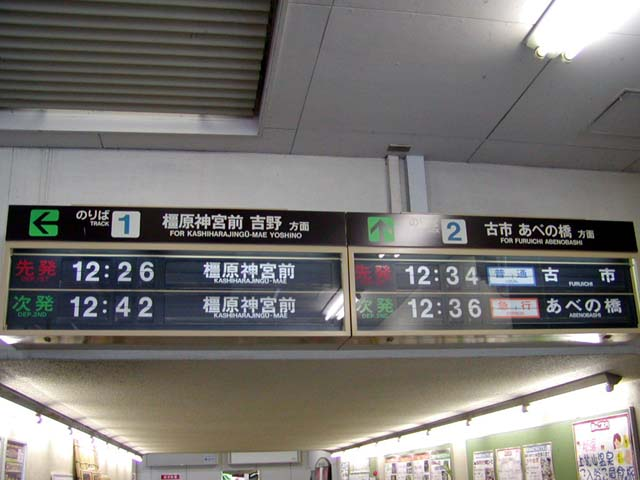
反転式表示式（高田市駅）
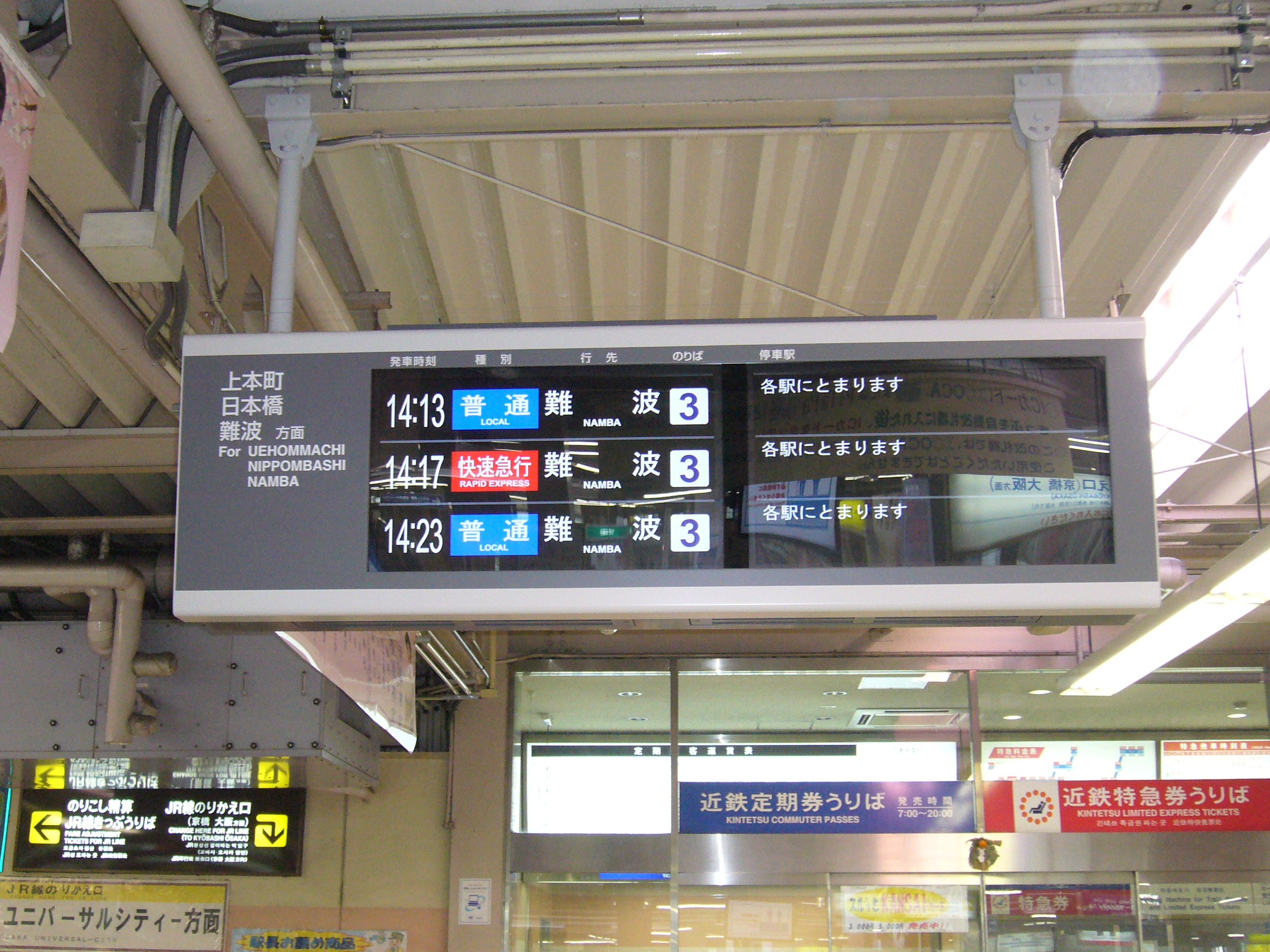
液晶ディスプレイ式（鶴橋駅、駅ナンバリング導入前、大阪難波駅の駅名改称前時点での表示）
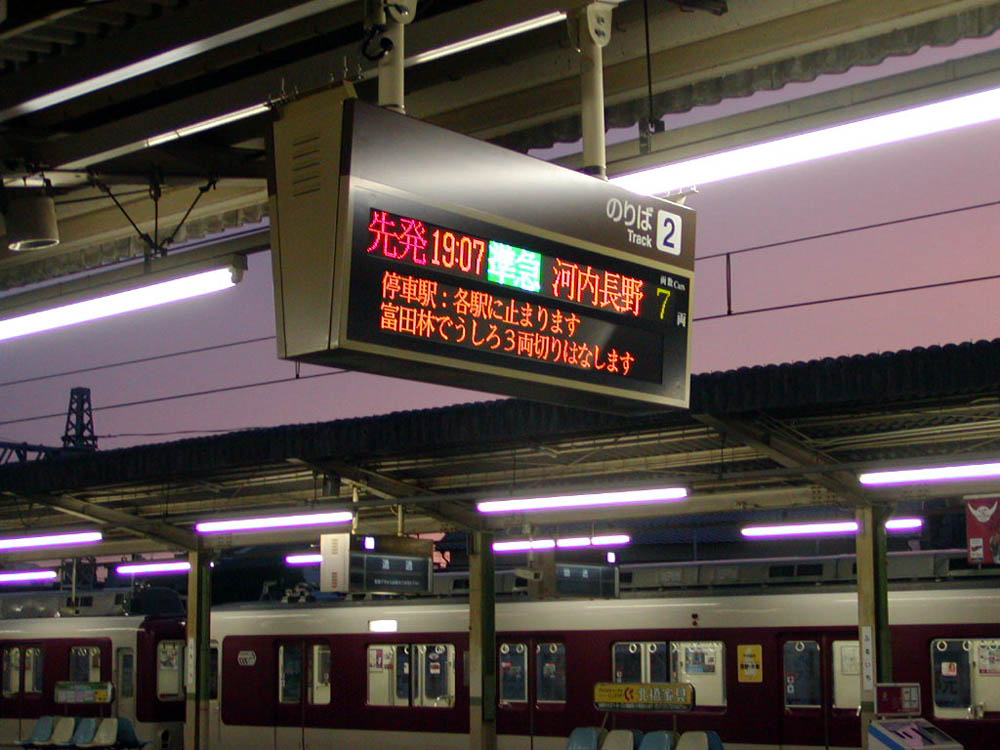
LED式（古市駅、同駅では現在LCD式を使用）
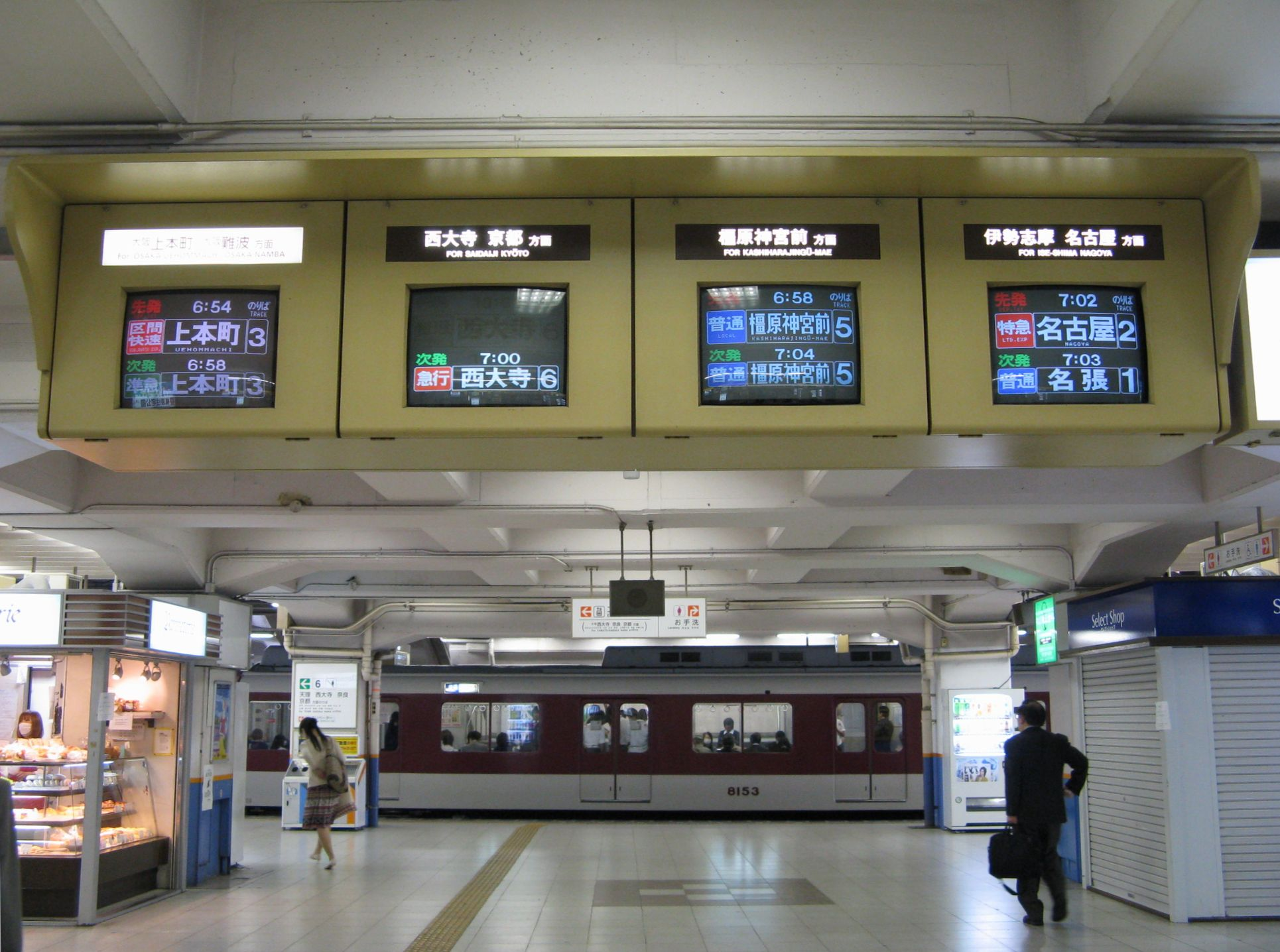
ブラウン管式（大和八木駅、同駅では現在薄型LCD式を使用）
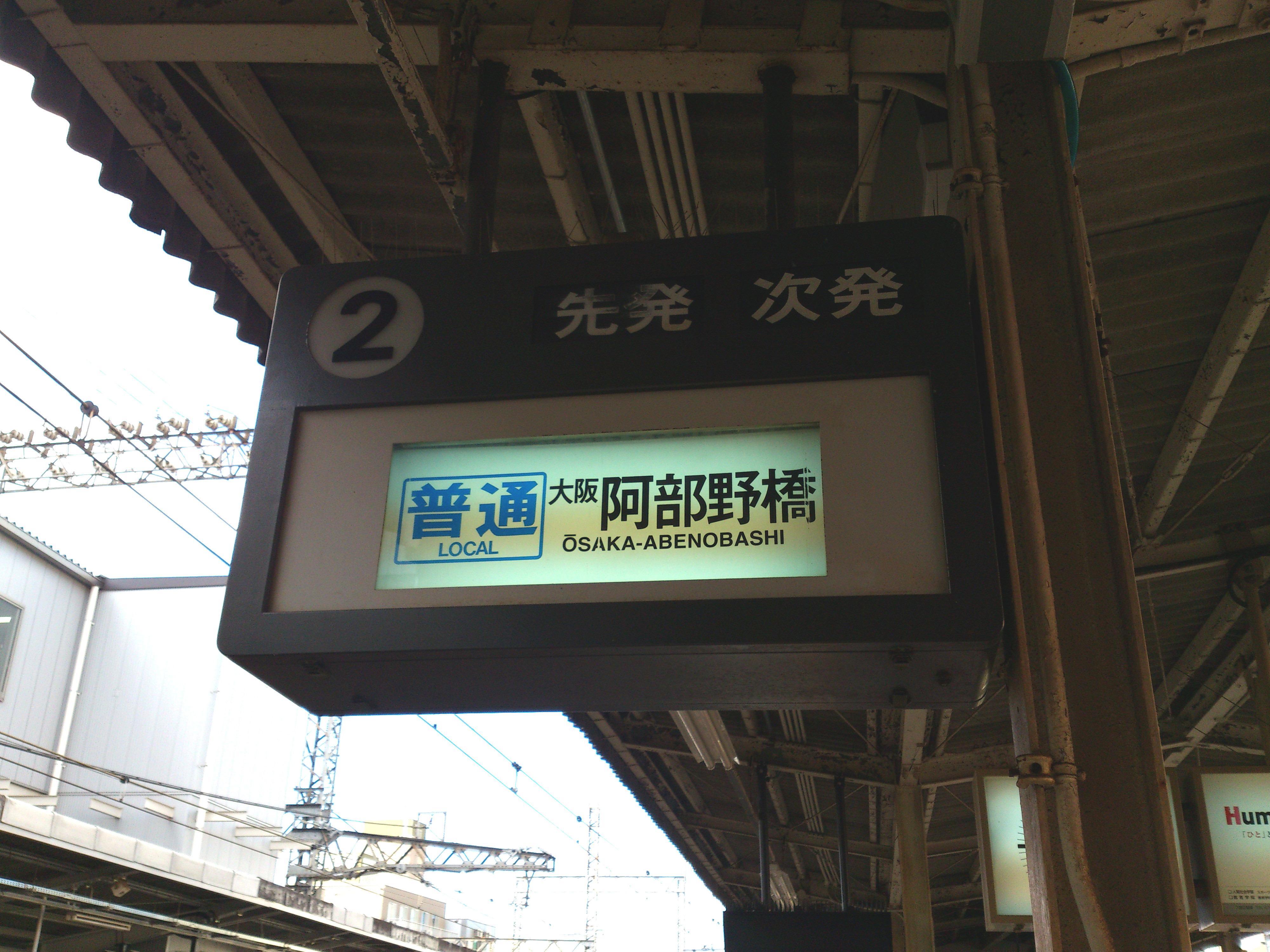
字幕式（河内長野駅、同駅では現在LCD式を使用）
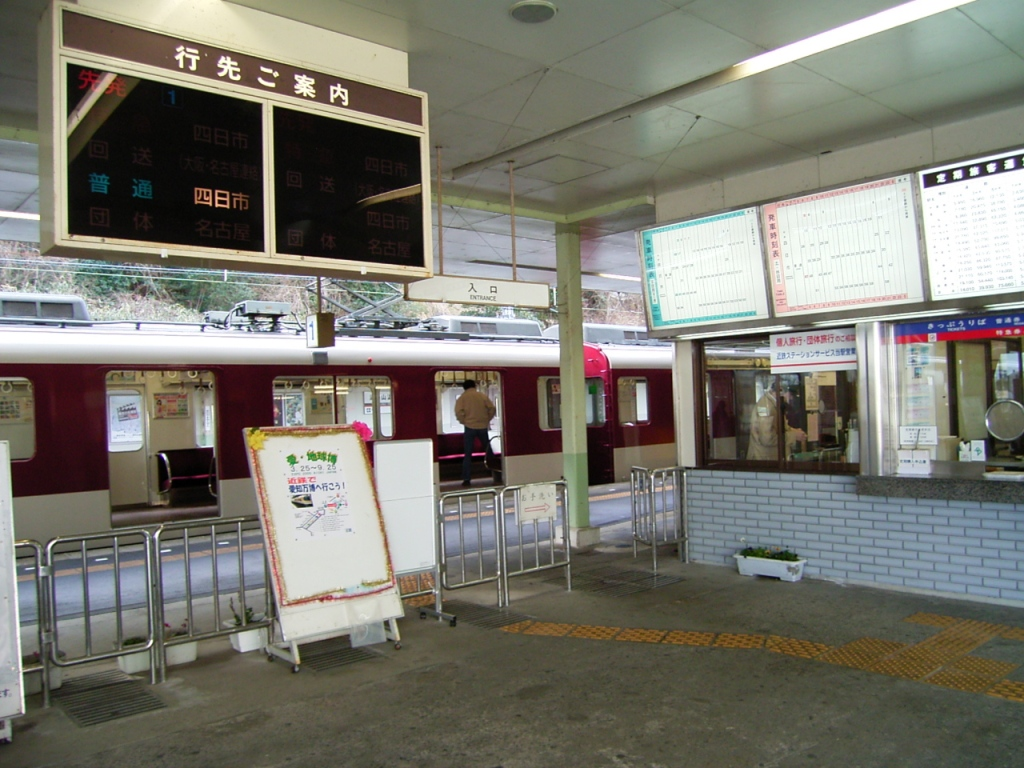
行灯式（湯の山温泉駅、現在は撤去済）

方面を示す看板は、基本的に前述の「旧国名・会社略称を冠した駅名の扱い」に記した案内放送、方向幕、発車標の通り、旧国名を冠した駅名は旧国名を冠し、「近鉄」を冠した駅名は「近鉄」を省略して表記を行い、途中で乗り換えることで行くことができる駅も表記している（日本語・英語ともに）。2015年ごろからは路線記号とラインカラーを組み合わせたものとなっている（公式英語サイト内の"Boarding a Train: Confirming the train type and platform"に記載）。広大な鉄道網を有するだけあり、駅によっては地区名もしくは都市名で示す場合もある。大阪地区においては山田線・鳥羽線・志摩線の各駅を示す意味で「伊勢志摩方面」の地区表記を用い、名古屋地区や伊勢志摩地区においては大阪上本町駅・大阪難波駅・阪神電鉄の神戸三宮駅を示す意味で「大阪・神戸方面」の都市表記を用いる。

### バリアフリー対応
バリアフリー対応のため、特急停車駅など主要駅、都心部や近郊区間の駅ではエレベーターやエスカレータ、スロープ、障害者対応トイレなどの設置が逐次進められている。しかし、前述の通り所有駅数が多いという実情から、閑散駅ではなかなか対応が進まないのが現状である。近年では中之郷駅のように、一旦エスカレータが設置されたものの、その後の乗降客減少と駅無人化によって利用停止、解体された事例も発生している。

### トイレの設置
トイレは大半の駅で設置されている。水洗式や障害者対応トイレの整備が進められている一方で、利用者が比較的多いにもかかわらず汲み取り式のままの駅も多数残存する。また、三重県を中心に閑散区間の駅で駅員配置駅だったものが無人駅化される際に、清掃・維持費用の観点からトイレそのものを撤去したケースも複数存在する。しかし、これらに該当する駅が多かった北勢線・養老線・伊賀線が経営分離されたことで、近鉄としての水洗化率・トイレ設置率は大幅に向上している。また、主要駅を中心に温水洗浄便座の設置など改良も行われている。
なお、2023年度から2025年度にかけて約100駅のトイレを改修するとともに、トイレを設置している全駅において洋式便器を1つ以上設置し、全ての洋式便器に温水洗浄便座を設置する方針を明らかにしている。
トイレットペーパーは、ほぼ全駅のトイレに設置されている。このうち、関西エリアでトイレットペーパーの設置が進んだのは2008年冬頃からであり、それ以前は関西エリアでは紙の備え付けはされず、別途入口付近の自販機で購入する方式を採っていた。東海エリアでは以前からローカル駅においてもロール式が備え付けられていた。

### 特急券・定期券の販売
ほとんどの特急停車駅においては特急券は有人窓口、自動券売機など、何らかの形で常時発売されている。これらの駅では定期券も発売されている場合が多いが、観光地の駅や山間部の駅などでは必ずしもその限りではない。また、本線格の路線においては速達種別の停車駅や特に利用客の多い駅、学生利用の多い駅などに有人の定期券・特急券発売窓口を設置している。2010年のダイヤ変更で特急停車駅となった西ノ京駅は唯一の例外で、同駅ではこれまで有人の切符販売窓口が未設置だったこと、特急停車にあたって「定期券・特急券自動発売機」（後述）の設置もされなかったこと、加えて特急が停車するのが観光需要のある日中のみであることから、発売時間も同駅に特急が停車する時間帯のみに設定していた。同駅は2021年9月に駅員の常駐が取りやめになったことに伴い「特急券自動発売機」が設置されている。また、定期券についてはローカル駅などで事前予約による販売のみを行う駅も存在する。
最近では「定期券・特急券自動発売機」の設置が進められている。この機械の導入により、これまでの有人窓口と比べて販売時間が大幅に拡大した（基本的に早朝から深夜まで購入可能）ものの、新規の通学定期券やバス連絡定期券、各種割引きっぷが買えなくなるデメリットも発生している。特急停車駅ではない駅の中にはこの機械の設置に替えて有人窓口の営業時間を大幅縮小、または廃止、臨時営業とする駅も出てきている（機械の代替設置を行わず、特急券・定期券類が完全に買えなくなった駅も存在する）。また、2008年10月には自動発売機の整備と有人窓口の廃止縮小を軸とした販売窓口の一斉整理が全線で行われ、それ以降も自動発売機の設置と有人窓口の営業時間縮小、廃止が少しずつ進められている。2021年に入って、新型コロナウイルス感染症の流行による急激な利用客減少に対応した合理化により、特急停車駅においても常時無人化される事例が出てきている。

### 構内店舗・売店
大半の特急停車駅やある程度の乗降客がある駅にはコンコース・ホーム上などに駅売店「Pocket Plat」を、ターミナル駅などにはコンビニタイプの売店「K PLAT」が営業している。かつては「365」というブランドで展開しており、現在でも一部の駅の自動販売機コーナーなどにその名残りがある。また、最近ではターミナル駅でのエキナカ事業の拡充に取り組んでおり、大和西大寺駅や京都駅、大阪難波駅などでは「Time's Place」という様々な業種の店舗が立ち並ぶようになっている。しかし、その一方では乗降客の減少した駅での店舗廃止も進めている。売店の営業は近鉄が直営として、近鉄グループの近鉄リテールサービス（現・近鉄リテーリング）に運営委託という形を取っているが、以前（「365」時代）は近鉄観光による運営であった。
2013年3月には近畿日本鉄道とファミリーマートの業務提携と、「K PLAT」、「PocketPlat」の2013年度中のファミリーマートへの順次転換が発表された（愛称：「近鉄エキファミ」）。転換後は近畿日本鉄道がファミリーマートのフランチャイジーになる。ファミリーマートへの転換が完了した店舗では、買物での支払いにICOCAやTOICA・manaca・PiTaPaなどの各種交通系ICカードや、iD・楽天Edyなどが使用可能になった（「ICカードの対応」節も参照）。特に駅ホームのキオスク型店舗でICカードが使用可能になるのは近鉄としては初めてのケースとなる。
なお、かつてあったコンビニエンスストアのam/pm（現在はファミリーマートに統合・移管済）は、関西圏では近鉄がフランチャイジーを行っていた。

### テレビモニター
奈良県内では近鉄グループのケーブルテレビ局、「近鉄ケーブルネットワーク (KCN)」がケーブルテレビ・インターネット事業を行っており、それの宣伝を兼ねる目的で、奈良県内の主要駅やスタジオにもっとも近い東生駒駅には主にBS放送やCS放送（スカパー!）の専門チャンネルが映る多数のテレビを壁状に配置し、様々なチャンネルを同時に視聴できるようにしたテレビモニターが設置されている。基本的に音は出ないが、高の原駅や大和西大寺駅などに設置されているものは中央に大型のハイビジョンテレビが据えられ（主にNHK奈良放送局総合テレビが放映されている）、これのみスピーカーから音声が発信されている。特徴的な設置物であるがゆえに待ち合わせに利用されるケースも見受けられる。このほか、三重県内でも津駅と久居駅にZTV、宇治山田駅にiTVのテレビモニターが設置されている。

### 時刻表
駅掲出の時刻表及び駅配布のポケット時刻表は長らく、けいはんな線を除いて独特の形式を採用しており、主な行先ごとに枠を作って大分類し、さらにそれを種別ごとに分類して時刻の「分」を縦書きで記入したものであった（駅によっては行先と種別の順序が逆になることがある）。1990年代までは1日に1本しかないような列車に対しても枠が分けられるなどかなり厳格な運用がされていたが、のち類似の種別や行き先は一纏めにされ、その上で色分けしたり略号を付けたりして区別されることが多くなり、他の鉄道の形式にも幾分近くなった。なお、他社でも1990年頃までは南海電気鉄道でも、2003年までは京阪電気鉄道でも、この体裁が採用されていた。
2022年4月23日の南大阪線系統を対象としたダイヤ変更から、駅掲出時刻表の体裁が一新され、他社と同様に列車発車順の横書き形式に変更された。それ以外の奈良線・大阪線・名古屋線などの標準軌路線においてはその時点では変更されなかったが、同年12月17日のダイヤ変更からは標準軌路線の全駅でも、列車発車順の横書き形式に変更され、これにより近鉄独特の主要行先・列車種別ごとの形式はほぼ廃止された。なお、駅掲出の時刻表は、全駅とも公式ウェブサイトで閲覧できる。
また、駅配布のポケット時刻表は、大阪地区と名古屋地区で体裁が異なっていた。さらに大阪地区においても布施駅や京都線は休日ダイヤが表面になっていた（それ以外の路線は平日ダイヤが表面）。2020年3月以降の大阪地区では一部の駅でポケット時刻表独自の体裁から駅掲出時刻表をそのまま印刷したものに変更された。なお、スマートフォンの普及により「近鉄アプリ」や公式ウェブサイトで時刻表を検索できることや、コロナ禍による経費節減などの理由により2021年7月2日をもってポケット時刻表は配布終了になった（ただし、駅によっては独自に時刻表を紙に印刷して配布している場合もある）。
時刻表では、「当駅から乗客扱いを始める列車」については「当駅始発列車」ではなく「当駅仕立列車」という独特の用語で表現されていた。なお、2022年12月17日ダイヤ変更からは「当駅始発列車」に表記を改めている。

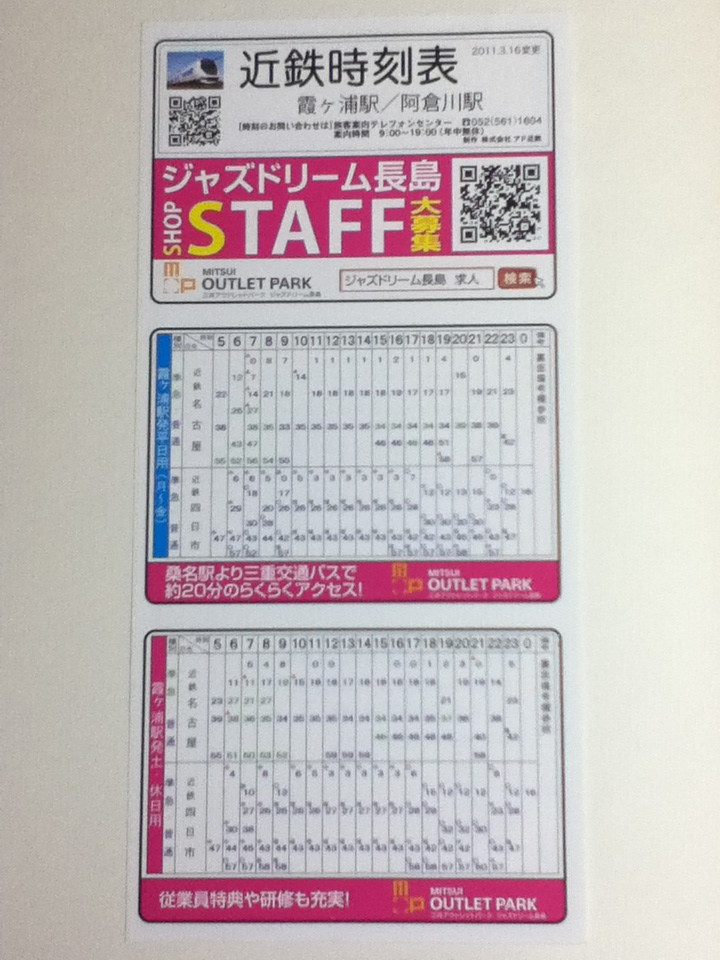
駅で配布していた名古屋地区版のポケット時刻表（霞ヶ浦・阿倉川駅）
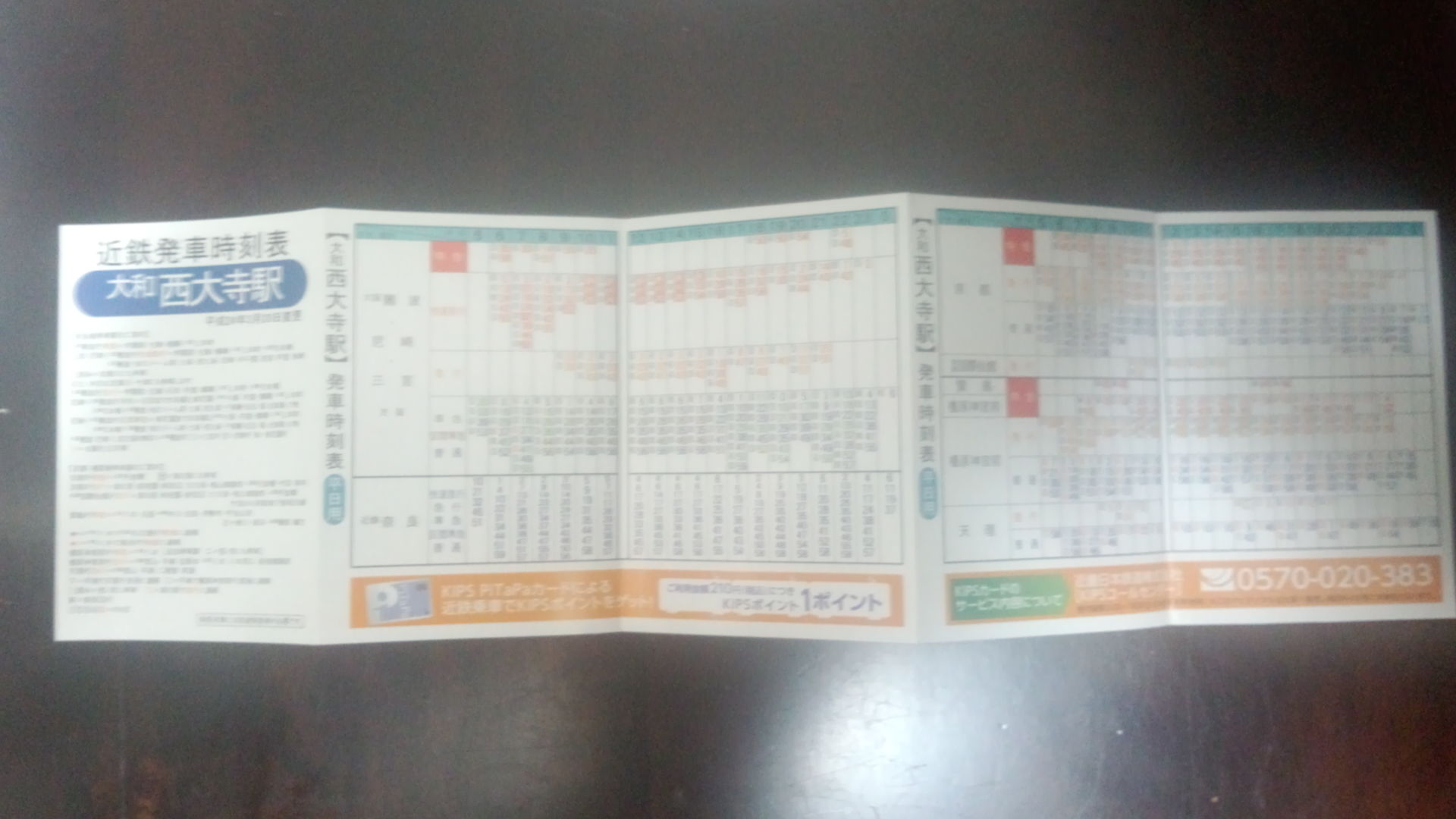
駅で配布していた大阪地区版のポケット時刻表（大和西大寺駅）

## 他社との関係
以下では近鉄と同業他社との関係（グループを含む）を記す。なお、この他にも大分県への近鉄グループ進出を巡り、福岡県を拠点とする西日本鉄道（西鉄）とも対立していた時期もあった。

### 奈良県・三重県における近鉄
近鉄が多く路線を保有する奈良県および三重県においては、近鉄はJRよりはるかに運転速度・規格・本数などで勝っている面が多い。また、四日市駅と近鉄四日市駅、奈良駅と近鉄奈良駅など、同県のある地区にJRと近鉄の2社の代表駅がそれぞれ別の場所に設けられている場合、それぞれの沿線人口の違いもあり、JRの駅前は閑散としているのに対して、近鉄の駅前は繁華街に近いというのが一般的である。そのほか、官庁の出先機関や市役所、企業の支店・営業所なども近鉄の駅を利用する方が便利というケースが多い。日本国有鉄道（国鉄）時代から国有鉄道の意義が低く、近鉄の意義が沿線住民には高かったからである。
これは、同地区の国鉄線を建設したのが元々関西鉄道・参宮鉄道などといった私鉄であり、鉄道国有法に基いてそれを国有化した後は一地方路線扱いとしてほとんど投資がなされなかったため、国鉄時代には近鉄と並行する関西本線・奈良線などは都市近郊路線にもかかわらず、非電化・単線の時代が長く続いているといった状況となったからである。これに対して、近鉄の元となる大阪電気軌道・参宮急行電鉄は、始めから高規格の高速運転を行う路線として主要路線を建設し、さらに買収路線（伊勢電気鉄道を買収した名古屋線、奈良電気鉄道を買収した京都線など）を含めて何度も複線化・線形改良などを行い、速達列車を多く設定したため、輸送において国鉄よりはるかに優位に立つことができた。
国鉄分割民営化後は、JR西日本が大和路線・奈良線・おおさか東線・和歌山線・桜井線（万葉まほろば線）といった「アーバンネットワーク」の一部路線で近鉄との対抗として大和路快速などの速達列車を設定したり、JR東海が名古屋駅 - 鳥羽駅間に快速「みえ」を走らせたりするなど、国鉄時代に比べて大きく改善されているが、それでも、列車本数等で近鉄が有利である区間が多い。
そのため、奈良・三重両県において近鉄グループは、鉄道やバス（奈良交通・三重交通）などの交通事業、不動産やホテル・百貨店などの付帯事業において強い影響力を持ち、両県では「近鉄王国」と称されているほど、県民にとって近鉄グループは生活に欠かせないものとなっている。一例として、古くから皇室関係の奈良・三重方面への移動には京都や近鉄名古屋駅から近鉄を利用することが多く、このことからお召し列車の運行実績も他私鉄に比べて多い。また、毎年1月4日の内閣総理大臣の伊勢神宮参拝に関しても慣例的に近鉄特急が利用される。
また、両県においては交通事業のほかに、近鉄百貨店に代表される流通事業、KCN（近鉄ケーブルネットワーク）や奈良テレビ放送に代表される通信・サービス事業、近鉄不動産に代表される不動産・開発事業、都ホテルズ&リゾーツ（奈良ホテル（2019年3月31日に都ホテルズ＆リゾーツを脱退、翌4月1日よりJRホテルグループ・JR西日本ホテルズに単独加盟）・志摩観光ホテルなど）に代表される観光・レジャー事業など、近鉄グループ各社の影響を大きく受けている。
他には南都銀行や柿の葉寿司本舗たなか、また三重テレビ放送や百五銀行・赤福など、グループ企業ではないものの、近鉄との関わりの強い企業も非常に多い。

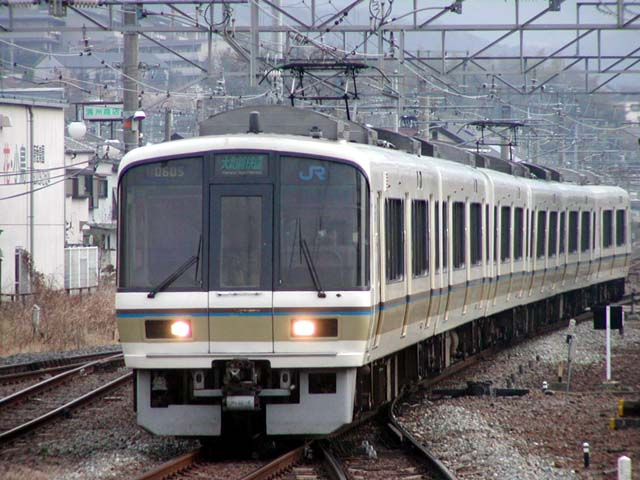
大阪と奈良の間では、JR西日本の大和路快速などが走る大和路線と競合関係にある。
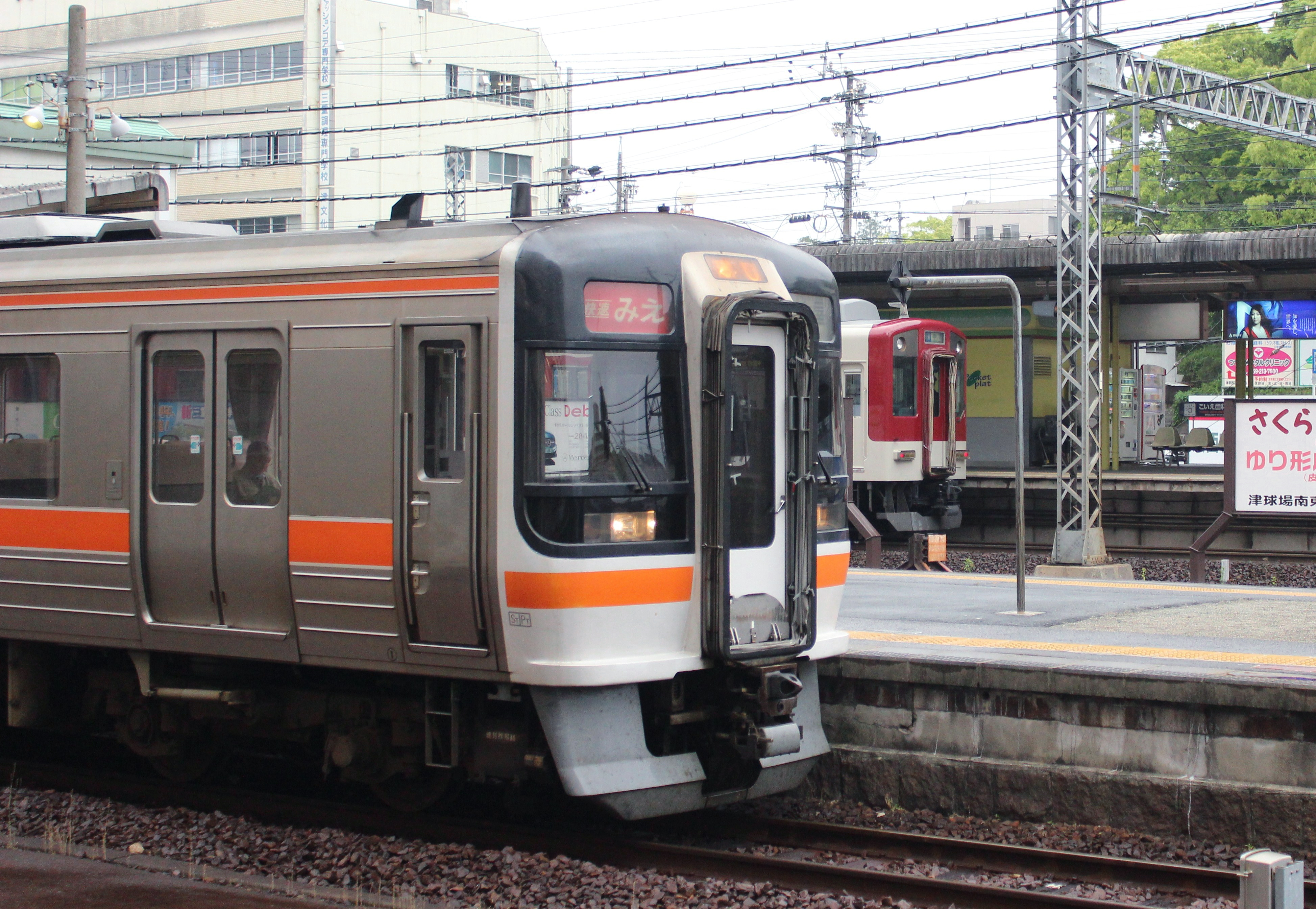
名古屋と三重県下の間では、JR東海の快速「みえ」などの関西本線・紀勢本線・参宮線の列車と競合関係にある。

### 京阪電気鉄道との関係
近鉄京都線は奈良電気鉄道（以下 奈良電）を合併したことから始まるが、奈良電は京阪電気鉄道（以下 京阪）と当時の大阪電気軌道の両者がほぼ同額を出資する形で設立された。1953年9月に近畿地方を襲った台風13号による被害で、奈良電は経営悪化に陥っていた。その際、京阪と合併するという案が出されている。しかし、これを京阪側は淀屋橋延長線（淀屋橋駅 - 天満橋駅）の建設工事による巨額投資を行ったため不可能だとして拒否していた。その時期を見込んで京阪寄りだった奈良電の経営権を取得し、京都への進出を図った近鉄だったが、京阪側はこの事態に反発した。しかし、近鉄は株式の取得を進め、関西電力会長だった太田垣士郎の斡旋を経て、1963年10月1日に奈良電は近鉄に合併された。当時の近鉄社長である佐伯勇は、京阪の社長だった村岡四郎が英断を下して「持株も譲っていい、そのかわり奈良電を一流にたて直しなはれ」という言葉をかけられたと述べている。なお、大久保駅など新田辺駅以北の近鉄京都線沿線のバス路線が京阪系列の京阪バス・京都京阪バス等により運行されているのは、近鉄への株式譲渡の際、京都 - 奈良間のバス事業免許は京阪側に引き渡すという条件によるものである。

### 国鉄・JR東海・JR西日本との関係
国鉄への対抗意識から、関西私鉄の多くが国鉄の駅との連絡に消極的であったのに対し、近鉄は大軌子会社の参急発足の頃から、積極的な連絡を図ろうとした。その名残で特に三重県には、津駅・松阪駅・伊勢市駅といった、JRと近鉄が同じ構内を共同で管理する駅が存在する。
さらに名古屋線などの前身である伊勢鉄道（後の伊勢電気鉄道）、南大阪線などの前身である大阪鉄道、吉野線の前身である吉野鉄道などといった会社も、元々は「国鉄と貨物の連携輸送を行うこと」を目的に設立されたことから、それらの会社が建設した路線にも桑名駅や柏原駅・吉野口駅など、JRの駅へ乗り入れている駅がいくつか存在している。
他にも鶴橋駅や近鉄名古屋駅のように、JR線との乗り換え改札口を設けている駅もある。一方で近年は、桜井駅や京都駅のように、JRと改札が分離された事例もある。また近鉄四日市駅は、かつて国鉄四日市駅に近接していたが、名古屋線の付け替え（いわゆる「善光寺カーブ」の解消）により、独自の駅に分離した。
加えて、スルッとKANSAIの導入には最初は消極的であったり、JR西日本の「Jスルーカード」が、近鉄の鉄道路線（青山町駅以西の「スルッとKANSAI」対応線区に準ずるが、けいはんな線を除き、道明寺線が含まれる）や近鉄バス（北摂地区を除く）でも利用可能だった（2009年3月1日で自動改札機・自動精算機での利用を停止。以後は自動券売機での乗車券への引き換えのみ可能）という関係もある。
近鉄特急も近鉄京都駅、近鉄名古屋駅では遠方からの利用客を考慮して東海道新幹線の接続を意識したダイヤを設定している。
2009年11月から近鉄グループと東急グループの東急不動産（2011年4月26日にあべのキューズタウンを開業）の共同企画として行われている天王寺・阿倍野地区のイメージ向上を目指す「Welcoming（ウェルカミング）アベノ・天王寺キャンペーン」に、翌年2010年5月より天王寺ミオなどJR西日本グループも参加している。
2012年5月10日には、近鉄グループの鉄道車両メーカーである近畿車輛にJR西日本が資本参加し、人事交流や車両の共同開発などを目的とした、業務・技術提携が締結された。
2012年夏には、JR西日本で発売された「夏の関西1デイパス」では鶴橋駅または京都駅から生駒駅までの往復乗車券と生駒鋼索線（生駒ケーブル）の乗車券が引き替えできるオプションが用意された。これ以降も季節ごとに、近鉄のオプション乗車券引き替えが選択可能な「関西1デイパス」が順次発売されている。
さらに、近鉄・JR西日本と近畿日本ツーリストの3社共同企画として、「近鉄電車&山陽新幹線で行く! 九州、伊勢志摩」の旅行商品の販売キャンペーンも行われている。
近鉄でのIC定期は、京阪電気鉄道同様にPiTaPaではなく、JR西日本のICOCAで発行されることになった。2012年12月1日に発売を開始し、JR西日本・京阪・阪神各社との連絡定期券も同時に発売開始した（阪神ではPiTaPa連絡定期券として発売）。さらに2013年3月23日からは、JR東海とのICOCA連絡定期券も発売開始し（JR東海ではTOICA連絡定期券として発売）、2014年3月14日には南海電気鉄道とのICOCA連絡定期券も発売を開始している（南海ではPiTaPa連絡定期券として発売） ほか、9月21日には名古屋鉄道とのICOCA連絡定期券も発売を開始した。
後にJR東海が展開する「うましうるわし奈良」キャンペーンにも協力しており、近鉄の駅構内や車内において、同キャンペーンの広告を2社共同で出稿しているものもある。
2013年10月には、近鉄・JR西日本と南海の3社共同企画として、「高野（紀北）・熊野&伊勢志摩 ぐるり旅」キャンペーンが、各社の沿線情報タブロイド紙（「近鉄ニュース」「西Navi」「NATTS」）に掲載された。

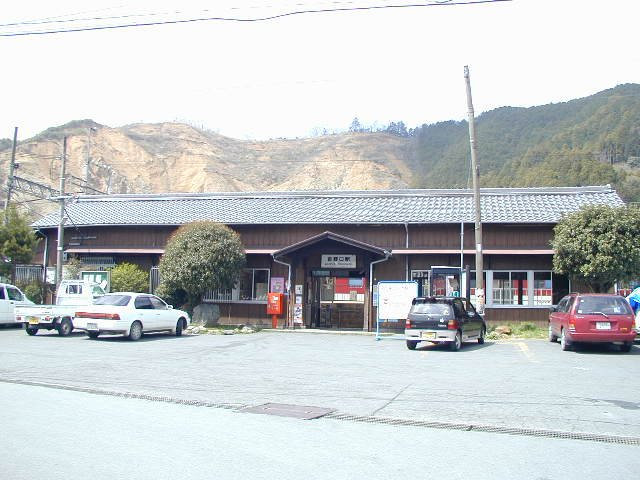
共同使用駅の例（吉野口駅）
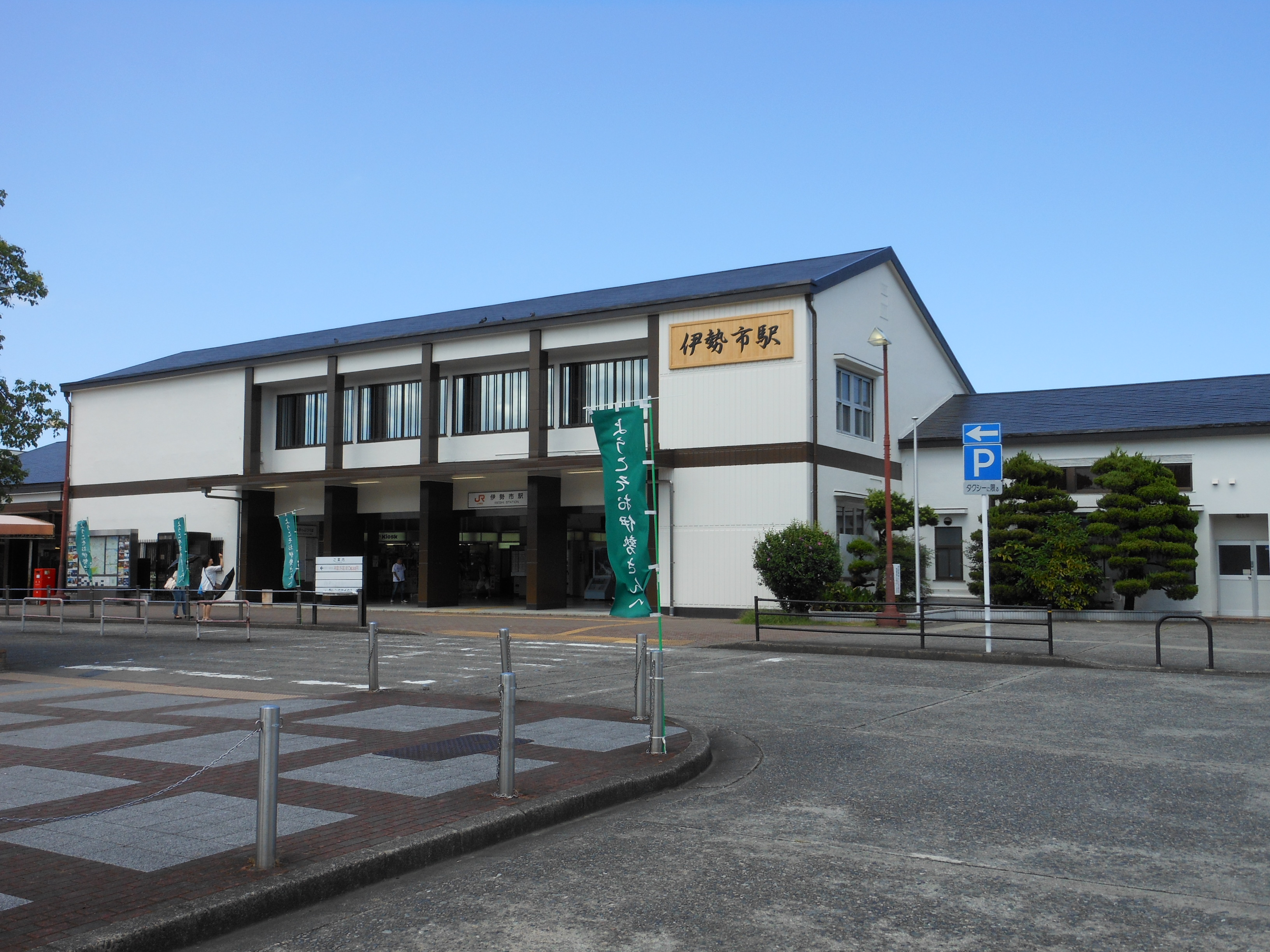
共同使用駅の例（伊勢市駅）
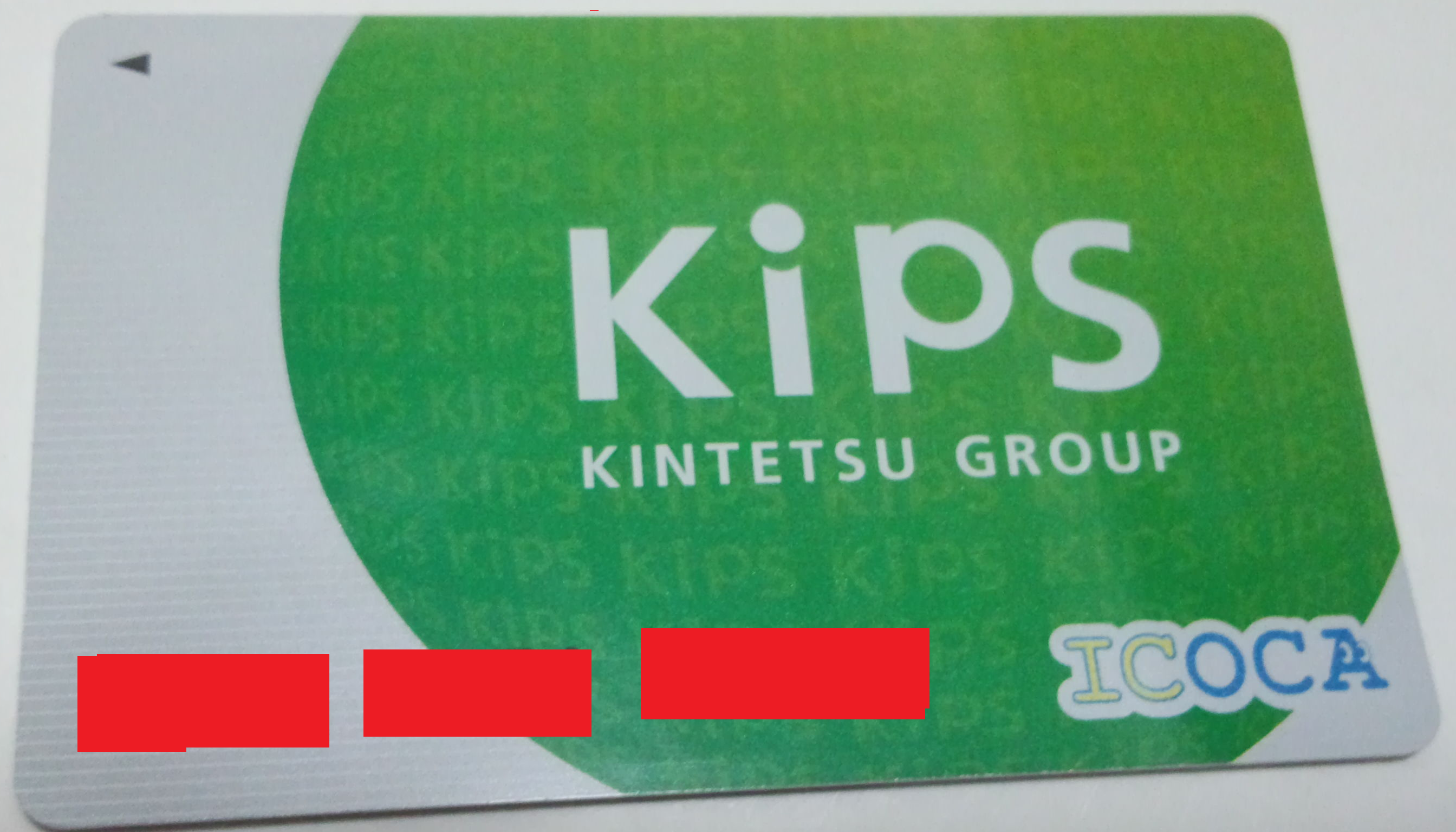
近鉄がJR西日本と共同発行しているKIPS ICOCAカード。近鉄とJR西日本の関係性を示す物の一つである

### 名古屋鉄道との関係
他社線との直通運転の過去の事例で前述したように、名古屋鉄道（名鉄）との間では、かつて名古屋線が狭軌であった時代に、新名古屋駅と近畿日本名古屋駅（いずれも当時の駅名）とを結ぶ地下連絡線を通り、名鉄 - 近鉄間両社直通の臨時観光列車の相互乗り入れをしていたこともあった。その後、相互乗り入れは中止したが、現在も近鉄名古屋駅の地下コンコース内には、名鉄名古屋駅への連絡改札口が設けられている。
しかしその一方、名鉄との間では、一時期激しく対立したこともあった。戦前では伊勢電を巡る争いが最も大きなものであったが、戦後の高度経済成長期には石川県における北陸鉄道支援を名鉄が行った際に、近鉄では北陸鉄道に対抗するバス路線の敷設を目論んで北陸日本交通との名義で会社を設立しようとしたり（これは後に同社を合併して近鉄の子会社化した北日本観光自動車のバス路線網拡大へ方針転換するが、当時の運輸省の方針で却下された）、近鉄が大垣から岐阜・羽島への新線敷設を計画した（「養老鉄道養老線」を参照）のに対抗して、名鉄が岐阜から養老・羽島に至るモノレール建設を発表（後に羽島線の建設へ変更）したという事例がある。
また、伊勢湾にフェリー航路を新設するに当たっては、営業免許を巡って両社共激しく競合したが（当時の新聞紙上では「伊勢湾海戦」と報道された）、これも当時の運輸省の仲裁により、伊勢湾フェリーが両社折半で設立されることになった（現在は両社の手を離れて第三セクターとして運営）。
さらには、1964年に開通した名神高速道路を走る高速バス路線である名神ハイウェイバスにおいて、国鉄バス（現在はJRバスとしてジェイアール東海バス・西日本ジェイアールバスが共同運行）以外に多数の民間会社による運行計画が乱立したため、運輸省の調整により、近鉄を中心とした日本高速自動車（現在の名阪近鉄バス、当時は阪神・南海も出資）と、名鉄を中心とした日本急行バス（当時は京阪・阪急・近江鉄道なども出資、その後名古屋観光日急から名鉄観光バスを経て、現在は名鉄バスへ移管）の2社が設立される事態となった。
これらの対立・競合状態が解消して、協力関係に入ったのは安定成長期の中頃に入った1980年代のことだった。近鉄の駅構内や車内広告、および「近鉄時刻表」などにおいて、主に博物館明治村・リトルワールドや、中部国際空港行き空港特急「ミュースカイ」など名鉄グループの広告が、また名鉄の駅構内や車内広告、および「名鉄時刻表」などにおいては、主に志摩スペイン村など伊勢志摩地区の観光広告や、近鉄名阪特急「アーバンライナー」など、近鉄グループの広告が相互に掲載されるようになるなど、名鉄と完全に相互協力関係にある。
その後1997年から2006年までの間、南海電気鉄道と共に3社の鉄道路線・およびグループ各社の交通機関も利用可能であった、乗り放題切符「3・3・SUNフリーきっぷ」も発売されていた。2013年3月23日には「交通系ICカード全国相互利用サービス」開始により、近鉄で発行しているICカード乗車券「PiTaPa」「ICOCA」を名鉄線で、名鉄で発行しているICカード乗車券「manaca」を近鉄線で、それぞれ利用することが可能となった。また、2014年9月21日には両社のIC連絡定期券も発行を開始した。
2012年6月にはリニア中央新幹線開業に向けての名古屋駅周辺の再整備により、近鉄名古屋駅と名鉄名古屋駅の統合化を検討していることが明らかになった。2020年11月、コロナ禍による影響に伴い、2022年に予定していた着工の延期が名鉄によって示されていたが、2026年度に着工することが2025年3月に発表された。
2025年4月には前述の通り発売終了になった「3・3・SUNフリーきっぷ」がQRコードを活用したデジタル版の「3・3・SUNデジタルフリーきっぷ」として19年ぶりに発売された。

## スポーツ

### プロ野球球団
近鉄のプロ野球事業は、公式には1949年結成の「近鉄パールス（後の大阪近鉄バファローズ）」からとされているが、既述の通り1944年の発足から1947年までは旧・南海鉄道を合併していたため、南海軍（1938年発足。のちの南海ホークス・福岡ダイエーホークス、現在の福岡ソフトバンクホークス）を改めた「近畿日本軍」が近鉄の球団経営史の嚆矢となる。
戦後、近畿日本軍は社章「大いなる和」にちなみ「グレートリング」と改称。1947年6月のシーズン途中、近鉄から南海電気鉄道の分離発足（歴史の節参照）に伴い、同球団は近鉄から南海の傘下に移り、同社の社章「羽車」にちなみ、「南海ホークス」と改称した。
1949年、グレートリングを所有したこととプロ野球人気がきっかけとなり、近鉄は再び球団経営を検討し、今度は自力で新たにパールスを発足させた。その球団経営も当時の山口昌紀社長の手により「球団は回収の見込みがない経営資源」と見なされ、2004年のオリックス・ブルーウェーブ（大手リース会社オリックス傘下）との統合により55年の歴史に幕を下ろし、統合球団「オリックス・バファローズ」への出資・スポンサー協力も2007年シーズンをもって終了、名実ともにプロ野球事業から撤退した（「プロ野球再編問題 (2004年)」も参照）。
なお、かつて近鉄が運営していた球団である近畿グレートリング（近畿日本ホークス）と近鉄バファローズは、球団経営母体がそれぞれソフトバンクグループとオリックスとなった現在でも、パシフィック・リーグのオリックス主管の公式戦のイベント試合「OSAKAクラシック」として、京セラドーム大阪において年間1カード3試合程度、近鉄、南海時代の復刻ユニフォーム着用試合を行っている。

### ラグビー
1929年に設立された大軌ラグビー部を源流とする社会人ラグビーチーム「花園近鉄ライナーズ」は、昭和40年代に日本選手権で3度優勝するなど古豪として知られる。
かつてはラグビーの聖地とも称される近鉄花園ラグビー場を所有しており、プロ野球事業からの撤退後はラグビー部の運営に力を入れるようになった。花園ラグビー場は2019年ラグビーワールドカップ開催に備えて、2015年に施設を東大阪市に譲渡 して「東大阪市花園ラグビー場」として運営されているが、引き続き近鉄はライナーズの本拠地としての使用、並びに東大阪市のラグビーの普及・啓蒙のための支援活動を実施している。これについては「東大阪市花園ラグビー場#市営化を巡って」の項を参照。

## その他の事業

### SAレストラン事業
バス事業、旅行業など多くは子会社化していたが、2015年4月の会社再編まで直営していたものとして、高速道路のサービスエリアにおけるレストラン事業があった。下記の各サービスエリア（6箇所7店舗、移管時点）で運営していたが、会社再編後は近鉄リテールサービス（近鉄リテーリングに社名変更）に移管された。後に浜名湖・尼御前・刈谷を除いて撤退している。
- 浜名湖サービスエリア上下共通（東名高速道路）
- 大津サービスエリア下り（名神高速道路、近鉄名神ハイウェイサービスから移管）
- 尼御前サービスエリア上り（北陸自動車道、金沢都ホテルから移管）
- 刈谷パーキングエリア下り（伊勢湾岸自動車道）
- 香芝サービスエリア上り・下り（西名阪自動車道、下り線は近鉄観光から継承）
- 岸和田サービスエリア下り（阪和自動車道、近鉄観光から継承）

### 農業事業
近鉄ふぁーむ花吉野
2012年7月より、近畿日本鉄道・丸紅・近畿大学の3者連携（産学連携）により、吉野線福神駅前の遊休地に開設された農業施設。施設内の植物工場では、レタスなどの葉物類やラディッシュなどのミニ根菜類が、農業用ハウスではトマトが生産されており、「花吉野からやさい。」シリーズとして、近鉄グループの近商ストアでの販売や、ホテル・レストラン向け食材として供給されている。

## 労働組合
第111期有価証券報告書によると、近畿日本鉄道労働組合が組織されており、日本私鉄労働組合総連合会に加盟している。

### ストライキ
小田急電鉄・京浜急行電鉄・西武鉄道などと同様に、原則労働組合は列車運行のストライキを行わない方針を採っている（集改札ストライキはあり）。1980年代後半当時のテレビニュースやストライキ情報では、ストライキを予定していた近鉄が集改札スト（鉄道の営業は行うが駅での改札や乗車券類の発売などの業務を一切行わない戦術。なお、ストライキ中の乗車券は車掌が車内で発売する体制を採っていた）に変更すると「戦術ダウン」と報道されることもあった。また、名阪ノンストップ特急の利用者が低迷した時代は、それに関してのみ例外として運休とされていたことがあった。
ただし、戦後に組合が発足した当初は争議に積極的で、他社が収束した後も独自にストを行ったこともあった。特に1958年の春闘では激しく対立し、全面ストを含む41日に及ぶ争議となったが、並行する他社の路線がほとんどないなどの理由で、利用者からは強い反発を受け「沿線住民を無視できない」という理由でストを中止した。翌1959年、組合は対話を尊重する方針を打ち出し、秋の伊勢湾台風被害から労使一体で再建に取り組む過程でこの路線がさらに固まった。その後十年間にこの方針が組合の基調となり今日に至っている。

## 関連する人物

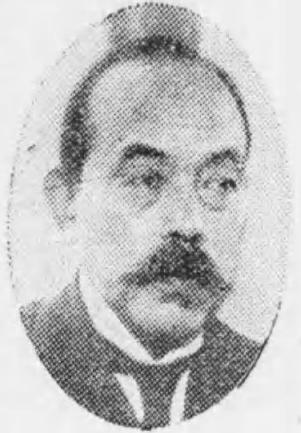
3代目社長・大槻龍治

### 歴代社長
カッコ内は就任期間。代数は大阪電気軌道設立から数える。
- 初代：廣岡惠三（1910年9月15日 - 1912年12月15日） - 他に大同生命保険社長などを務めた
- 2代：岩下清周（1913年1月8日 - 1914年11月2日）- 近鉄の前身となる大阪電気軌道創業に尽力
- 3代：大槻龍治（1915年8月16日 - 1927年3月10日） - 大阪税関長などを務めた元官僚。大軌の経営を建て直した
- 4代：金森又一郎（1927年3月31日 - 1937年2月9日）
- 5代：種田虎雄（1937年2月10日 - 1947年4月25日） - 大軌・参急合併、近畿日本鉄道設立
- 6代：村上義一（1947年4月25日 - 1951年12月24日） - 参議院議員と兼任
- 7代：佐伯勇（1951年12月24日 - 1973年5月25日） - 近鉄中興の祖、のち会長・名誉会長
- 8代：今里英三（1973年5月25日 - 1977年6月22日）
- 9代：富和宗一（1977年6月22日 - 1981年6月22日）
- 10代：上山善紀（1981年6月22日 - 1987年6月26日）
- 11代：金森茂一郎（1987年6月26日 - 1994年6月29日） - 金森又一郎の孫
- 12代：田代和（1994年6月29日 - 1999年6月29日）
- 13代：辻井昭雄（1999年6月29日 - 2003年6月27日）
- 14代：山口昌紀（2003年6月27日 - 2007年6月28日）
- 15代：小林哲也（2007年6月28日 - 2015年4月1日）

事業会社発足後
- 初代：和田林道宜（2015年1月15日 - 2019年6月13日）[164] - 近畿日本鉄道分割準備（就任時）→（新）近畿日本鉄道社長
- 2代：都司尚（2019年6月13日 -2023年6月27日 ）[165]
- 3代： 原恭（2023年6月27日- ）[166]

### 歴代会長
カッコ内は就任期間。代数は公式には存在しないので就任順に掲載。
- 寺田甚吉（1944年6月1日 - 1946年12月12日） - 旧南海鉄道社長
- 金森乾次（1951年12月24日 - 1954年12月8日） - 金森又一郎の二男・金森茂一郎の父
- 三好萬次（1954年12月20日 - 1969年6月6日）
- 佐伯 勇（1973年5月25日 - 1987年6月26日） - のち名誉会長（-1989年10月5日）
- 上山善紀（1987年6月26日 - 1994年6月29日）
- 金森茂一郎（1994年6月29日 - 1999年6月29日）
- 田代 和（1999年6月29日 - 2003年6月27日）
- 辻井昭雄（2003年6月27日 - 2007年6月28日）
- 山口昌紀（2007年6月28日 - 2015年4月1日）

事業会社発足後
- 小林哲也（2015年1月15日 -2019年6月13日）[164] - 近畿日本鉄道分割準備（就任時）→（新）近畿日本鉄道会長。2015年4月1日から近鉄グループホールディングス会長兼任（現在は専任）
- 和田林道宜（2019年6月13日 - 2023年6月27日）[165]

### その他の役員
- 井内彦四郎（参急専務）
- 影山光一（元・専務、ラビットカーやビスタカーの開発者）
- 岡本直之（元・副社長、三重県商工会議所連合会会長）
- 田中健之助（元・専務、近畿日本ツーリスト元社長、三重交通元社長、防長交通元社長）
- 大槻丈夫（元・副社長、近畿日本ツーリスト元社長）

### 主な社外役員
- 片岡直輝（元・大軌相談役、大阪瓦斯社長）
- 五島慶太（元・参急取締役、大軌・関急監査役、東京急行電鉄社長）
- 2代目 根津嘉一郎（元社外取締役、東武鉄道社長）
- 16代目 伊藤次郎左衞門（元監査役・社外取締役、松坂屋会長）
- 弘世現（元・監査役・取締役、日本生命保険会長）
- 大西正文（元・取締役、大阪瓦斯社長）
- 大隅健一郎（元・監査役、法学者）
- 太田利三郎（元日本鉄道建設公団総裁）

### 百貨店部出身者
以下の人物は元・百貨店部（現・近鉄百貨店）出身者である。
- 橋本達吉（元・丸物本店長、京都近鉄百貨店社長）
- 髙田多喜男（元・近鉄百貨店阿倍野店長、京都近鉄百貨店社長）
- 田中太郎（元・近鉄百貨店社長、京都近鉄百貨店取締役）
- 野田順弘 - オービック代表取締役・中央競馬馬主

### その他の主な出身者
- 阿修羅・原（近鉄では本名の原進として活動） - プロレスラー、近鉄ラグビー部OB、元・近鉄駅係員・乗務員など
- 一岡浩司 - 地方競馬予想家・評論家、元・近鉄駅係員・乗務員

## 関連する企業
近鉄百貨店や近畿日本ツーリスト、近鉄エクスプレス、近鉄・都ホテルズなど近鉄グループ企業各社については、「近鉄グループホールディングス」を参照のこと。
放送局は「関連するメディア」の節を参照のこと。

### 鉄道事業者
- 西日本旅客鉄道（JR西日本） - 先述したとおり、ICOCAの発行や共同での観光プロモーションなどで関係が深い。
- 南海電気鉄道 - 戦時中統合していた旧・南海鉄道の路線を継承した会社。2011年からは共同観光誘致キャンペーン「Nan×Kinめぐるーと」を展開している。
- 阪神電気鉄道 - 2009年3月20日より阪神なんば線経由で相互直通運転を開始した。
- 大阪市高速電気軌道（元大阪市営地下鉄）・京都市交通局 - 相互直通運転を実施。
- 神戸市交通局 - 2022年4月1日より神戸市営地下鉄の駅業務を受託
- 京阪電気鉄道 - かつて京都線と相互直通運転を行っていた。
- 名古屋鉄道 - かつて名古屋線と相互直通運転を行っていたほか、共同で「3・3・SUNフリーきっぷ」を発行していた。「名古屋鉄道との関係」節も参照。
- 大阪港トランスポートシステム - かつて直営路線および自社車両を保有し、大阪市営地下鉄中央線を経由して東大阪線（現・けいはんな線）と相互直通運転を行っていた。「他社線との直通運転」節を参照。
- 東武鉄道 - 先述した通り東武鉄道の2代目社長である根津嘉一郎 (2代目)は近畿日本鉄道の社外取締役を務めたことがある。東武鉄道が運営する高さ日本一の電波塔である「東京スカイツリー」と近鉄が運営する高さ日本一のビル「あべのハルカス」との間での相互PRを行っている[167][168] ほか、2024年から相互誘客の連携施策を行っている[169][170][171]。
- 京成電鉄 - 2015年12月に発行した広報誌「近鉄ニュース」の2016年1月号と「京成らいん」の2015年12月号・2016年1月号で「京成×近鉄 初詣スポット」と題して両社の初詣スポットの相互PRを行っている（京成側は成田山新勝寺、近鉄側は伊勢神宮）。2016年以降は年間数回京成のスカイライナーの旅客誘致ポスターを近鉄の主要駅や一部編成の車内の広告に掲出したり、その逆に近鉄も奈良大和路や伊勢志摩への旅客誘致広告を京成に掲出したりしている。
- 西武鉄道 - 2015年度より両社間の列車内中吊り広告や駅掲出ポスターにおいて互いの沿線を宣伝する広告を掲出している（西武側は秩父、近鉄側は奈良大和路と伊勢志摩）。
- 三岐鉄道 - 2003年に近鉄から北勢線を譲り受けた会社。
- 養老鉄道・伊賀鉄道 - 2007年10月1日に近鉄からそれぞれ養老線・伊賀線の運営を移管した会社。ただし近鉄は以後も2017年まで両線の施設等を保有していた。
- 四日市あすなろう鉄道 - 2015年に近鉄から内部線・八王子線を譲り受けた会社。

### 各種メーカー
- 近畿車輛 - 近鉄グループ。戦後一時期を除きすべての近鉄車両を納入。かつては、自動券売機・自動精算機・データ集計機も納入していた。なお、JR西日本との間でも業務・資本提携を行っている。
- 三菱電機 - 特急用や大阪・名古屋線系・京都線系を中心に標準軌線で使用する車両の制御装置や主電動機を納入。その関係から、かつては近鉄あやめ池遊園地の中に同社の家電製品の広告が掲示されたこともあった。また、関西支社は2014年まで近鉄堂島ビルに入居していた。後に近鉄以外の日本における電気車両にも採用されたMM'ユニット方式や、ラインデリアは、三菱電機と近鉄との共同開発によるものである。
  - 三菱グループ - 近鉄では三菱UFJ銀行がメインバンクであることや（旧三菱銀行が近鉄のメインバンクであったため、それ以来の流れである）、前述の通り、三菱電機製の電装品が使われたり、近畿車輛と三菱重工業が技術提携しているなど、幅広く関係している。なお、近鉄グループのKIPSクレジットカードの最初の提携先は、DCカード（現・三菱UFJニコス）であった。
- 日立製作所 - 車両の制御装置を納入。
- 東芝 - 特急券自動券売機や自動改札機、特急車の冷房装置、補助電源装置、阪神用列車種類選別装置を納入。
- 東洋電機製造 - パンタグラフを納入。
- オムロン - 自動改札機やタッチパネル式券売機や精算機を納入。
- 日本信号 - 保安システムやICカード用入金機・自動改札機を納入。
- 沖電気 - 定期券・特急券窓口用端末機や定期券・特急券自動券売機を納入。
- BIPROGY - ASKAシステム（座席予約システム）用ホストコンピュータやサーバーを納入。

### その他
- オリックス - 大阪近鉄バファローズの譲渡先。
- イビデン - 養老線の前身。
- 日野自動車 - 近鉄グループのバス事業において関係が深い。近鉄のトップ（元職含む）が監査役に入っている。

## 関連するメディア

### 放送局
- 朝日放送グループホールディングス - テレビ朝日・ANNの系列局。設立当初からの大株主でつながりが深く、バファローズ戦のテレビ・ラジオ中継を多く放送した。かつては朝日新聞グループ・関係者に次ぐ株主であったが、現在は上位10位以内には入っておらず、近鉄グループの近鉄バスが第9位の株主となっている。
- MBSメディアホールディングス - TBS・JNNの系列局。「近鉄パールクイズ」（ラジオ）、「真珠の小箱」（テレビ）の提供を務めたことを機につながりが深くなり、後に上位第18位の株主となっている。
  - CBCテレビ - 名古屋における毎日放送・JNNの系列局。「真珠の小箱」（テレビ）を放送した。
- テレビ大阪 - テレビ東京・TXNの系列局。近鉄が主要株主に名を連ねている。
- 奈良テレビ放送 - 奈良県における独立放送局（テレビ東京系列の番組購入・同時ネットあり）。近鉄と近鉄グループの近畿日本ツーリスト・奈良交通が主要株主であり関係が深いが、近鉄グループには属さない。
- 三重テレビ放送 - 三重県における独立放送局。近鉄が協力している旅番組「ええじゃないか。」を制作。
- 浜松ケーブルテレビ - 静岡県浜松市において、豊橋中継局を通じて、スポットCMのみ放送していた。

### 提供番組
近鉄はJRと並ぶ大規模な鉄道事業者ではあるが、テレビやラジオの番組スポンサーになった経験は少ない方である。近鉄が提供する番組は、かつて全国ネットでも放送された一社提供の紀行番組「真珠の小箱」が代表的で、この番組に関しては45年間の長きに亘り放送されたが、この番組も2004年に終了した（ただし2009年度に、サンテレビにて、近鉄提供で「真珠の小箱」が再放送された）。なお「真珠の小箱」やバファローズ関連の番組が放送されていた頃は、近鉄車内の吊り広告で「今月の近鉄提供番組案内」が紹介されていた。
ほかに独立テレビ局の奈良テレビ放送や三重テレビ放送が製作し、TXN系列のテレビ大阪やテレビ愛知などで放送された、近鉄沿線の奈良大和路・伊勢志摩を取り上げた、単発の旅番組を提供したことがあった。
2011年10月現在、同社の提供番組は、テレビ大阪の水曜日22:54からの「天気予報」や、奈良テレビ放送で毎晩放送されている「天気予報」（平日と土日では放送時間が異なる）など、またラジオではラジオ大阪の金曜日15:00頃（2016年10月現在、木曜日13:05頃）からの「ほんまもん!原田年晴です」内の「ぐるり近鉄沿線情報」のコーナー枠のみであり、あとはスポットCMの放映が中心である。同様に近鉄グループの各企業も、テレビCMにはあまり積極的ではない。なお阪神なんば線の開業前後からは、サンテレビでもスポットCMが放映された。
以下に掲載するすべてのテレビ・ラジオ番組はすでに終了している番組である。

#### テレビ番組
- 真珠の小箱 - 毎日放送 (MBS) 制作、NETテレビ系：ただし中京広域圏は東海テレビ（フジテレビ系）で放送→腸捻転解消後はCBC・TBS系一社提供の紀行・教養番組。2009年度に、サンテレビで日曜日朝6:00より再放送された分はスポンサーとなった。
- 近鉄金曜劇場 - ABC・CBC・TBS・RKB・HBC制作、TBS系一社提供のドラマ番組。

#### ラジオ番組
- 近鉄パールクイズ - NJB新日本放送（現在の毎日放送）で放送された一社提供番組。
- ABCホームソング - ABCラジオで放送された番組で、番組の晩年期であった1967年1月から1972年9月の番組終了まで近鉄が一社提供を行っていて、番組名も「近鉄・ホームソング」であった。
- 近鉄バファローズアワー - ABCラジオで放送されていた提供番組。関係の深い三菱グループの一部会社と日野自動車もスポンサーだった。
- 近鉄バファローズナイター・走れ!!近鉄バファローズ - ラジオ大阪 (OBC) で放送されていた提供番組。
- ほんまもん!原田年晴です - ラジオ大阪 (OBC) で放送していた番組。番組内で近鉄の提供コーナー枠「ぐるり近鉄沿線情報」がある。

### 撮影協力・タイアップ作品
近鉄に関係する事物が登場する作品（近鉄提供番組については前節参照）、近鉄が撮影協力やタイアップして宣伝に関わったテレビ番組、映画作品は以下のようなものがある。

#### テレビ番組
NHK（近畿ブロック→全国放送）
- 鉄オタ選手権（近鉄編）2017年10月放送。

JNN系列（TBSテレビ・毎日放送・CBCテレビ他）
- さんま・玉緒のお年玉あんたの夢をかなえたろかスペシャル - 2013年1月13日に放送された特別番組で、番組内で近鉄の全面協力により「幼稚園児の近鉄電車の子供車掌が誕生する」という企画が行われた。

テレビ東京
- 旅スルおつかれ様〜ハーフタイムツアーズ〜 - 近鉄子会社のクラブツーリズムと手を組み、鮮魚列車の貸切ツアーや観光特急しまかぜ・青の交響曲に乗車するツアーを実施。

FNN・FNS系列（フジテレビ・関西テレビ・東海テレビ他）
- 鹿男あをによし - 万城目学原作。2008年1月 - 3月に「木曜劇場」の枠内で放送されていたテレビドラマで、近鉄の電車・駅がロケに使用されており、同社が番組内で協力している。これが契機となり、2011年4月に近鉄によるロケ支援事業「近鉄ロケーションサービス」の誕生につながった。
- ほこ×たて - 2011年1月 - 2013年10月に毎週日曜夜7時から放送されていたバラエティ番組。2013年4月21日の放送分にて番組内で「近鉄マニアVS近鉄社員 知識対決」が行われた。

独立局（奈良テレビ・三重テレビ他）
- ええじゃないか。 - 三重テレビ放送制作の旅番組。近鉄やJR東海、三重県などが協力している。

#### 映画
- 天河伝説殺人事件 - 1991年公開の映画作品。奈良県吉野地域を舞台とした映画作品であり、近鉄とグループ企業の近鉄百貨店・奈良交通が製作委員会の方に参画していた。
- 劇場版 NARUTO -ナルト- 疾風伝 火の意志を継ぐ者 - 2009年公開のNARUTO -ナルト-のアニメ映画作品。近鉄との間でタイアップをし、映画が公開された2009年の夏休み期間中にスタンプラリーやイベント列車の運転などを行った[177]。
- マンハント - 2017年公開の中国映画作品（ジョン・ウー監督）。近鉄グループロケーションサービスが全面協力[178]し、近鉄グループの施設であるあべのハルカスや旧生駒トンネル、大阪上本町駅などで撮影が行われた。特に大阪上本町駅では電車の逆走を行うなど難しい撮影にも対応した[179]。日本公開にあたっては近鉄グループの映画館「アポロシネマ8」でも主演の福山雅治らによる舞台挨拶が行われている[180]。
- おジャ魔女どれみ - 2020年公開の映画『魔女見習いを探して』に近鉄特急ビスタEXが登場することから、同年コラボレーション企画を実施[181]。

#### 漫画・アニメ
- 魔法のステージファンシーララ
- わがまま☆フェアリー ミルモでポン!
- 極上!!めちゃモテ委員長
- イナズマイレブンGO クロノ・ストーン
- プリキュアシリーズ
  - スマイルプリキュア!
  - ドキドキ!プリキュア
- 境界の彼方 - 作中に沿線の風景や近鉄の車両が登場する。2015年には劇場版公開を記念したタイアップを行い、作品のモチーフとなった地域周辺の4駅で特製入場券や地域めぐり用にフリーきっぷを発売[182]。
- 神のみぞ知るセカイ - 主要登場人物が近鉄の駅名に由来。2014年にはタイアップを行い、特製入場券やフリーきっぷが発売される[183]。

### 楽曲
- 近鉄特急 - 1961年に発表された近鉄特急のCM曲。
- 近鉄の歌 - 1946年、1948年[注釈 50]に制定されたものに次ぐ、1966年制定の3代目の社歌[184]。作詞は永六輔、作曲は中村八大の「六・八コンビ」により作成された。この社歌は小原重徳とブルーコーツが演奏を担当し、ダークダックスが歌唱した。作成当時、一部の関係者のみにソノシートが配られ、近鉄部内での行事などで曲を流したりしていたことがあったものの、長らくこの3代目の社歌の存在は事実上一般には公開していなかった状況であったが、2010年12月発行の社史『近畿日本鉄道100年のあゆみ』P.220で歌詞のみではあるが、この社歌が初めて一般に公開された。
- 縁を結いて - KinKi Kidsのメンバーで、2008年から「奈良市観光特別大使」を務めている堂本剛のシングル。2012年3月20日から1年間の予定で、近鉄奈良駅・橿原神宮前駅・京都駅・大阪上本町駅・大阪阿部野橋駅で近鉄特急の発車メロディに使用されたが[185]、好評だったため2017年3月まで延長した[186]。
- 風の彼方 - Crystal Kayが歌った観光特急「しまかぜ」のPRソング[187]。

### 新聞・雑誌等
- 日本全国向けに発刊される新聞・雑誌では伊勢志摩・奈良大和路に関する広告を出稿する。雑誌では週刊文春のほか、JTB時刻表、旅行読売といった旅行関係の雑誌に広告が掲載される。以前はJTB時刻表や週刊文春では連載広告として定期的に広告を出していたが近年は不定期となっている。先述の「うまし・うるわし・奈良」のようにJR東海とのコラボレーション広告の事例もある。

## イメージキャラクター
- 手塚さとみ - 夏の伊勢志摩キャンペーン
- 川島なお美 - 夏の伊勢志摩キャンペーン。名古屋線終点の愛知県名古屋市出身。
- 荻野目洋子 - 1986年初詣キャンペーン
- 渡瀬マキ (LINDBERG) - 鳥羽線・志摩線沿線の三重県鳥羽市出身
- 八木さおり - 1987年初詣キャンペーン
- 阿波野秀幸（元・近鉄バファローズ選手） - 1988年初詣キャンペーン。「アーバンライナー」CMに出演。
- 土家里織 - 1988年初詣キャンペーン
- 野茂英雄（元・近鉄バファローズ選手） - 1991年初詣キャンペーン。
- 中山忍 - 1997年初詣キャンペーン
- 大阪パフォーマンスドール - 1995年初詣キャンペーン、1995年夏の伊勢志摩キャンペーン
- 篠原直美 - 1998年夏の伊勢志摩キャンペーン
- 中村泰士 - 近鉄名阪特急「アーバンライナー」CMに出演。
- 今いくよ・くるよ - 京都線起点の京都市出身
- 水野美紀 - 伊勢神宮初詣。名古屋線沿線の三重県四日市市出身。
- 榊莫山（書道家） - 近鉄提供テレビ番組「真珠の小箱」の題字や、団体専用電車20000系「楽」のロゴを作成。「アーバンライナー」CMに出演。
- 仰木彬（元・近鉄バファローズ監督） - 「アーバンライナー」CMに出演。
- 大桃美代子 - 「アーバンライナー」CMに出演。
- 竹下景子 - 2007年 - 2012年2月までの企業イメージキャラクター[188]。「伊勢志摩キャンペーン・まわりゃんせ」・「アーバンライナー」CMに出演。
- 檀れい - 2012年3月からのイメージキャラクター[189][注釈 51]。
- 山崎まさよし - 2019年2月からCM「語りたくなる、伊勢志摩。（2019春・伊勢神宮編）」に起用。山崎が今回のために書き下ろした「回想電車」がCMソングとして使われる[190]。
- 岡崎紗絵 - 2024年7月から「しまかぜ」のCMに出演。名古屋線終点の愛知県名古屋市出身。
- 杏 (女優) - 2024年10月から「わたしは、奈良派。」のCMに出演（出稿は近鉄グループ名義）[191]。